# Ferrara
Ferrara (, Fràra [ˈfraːra] in dialetto ferrarese) è un comune italiano di 129 324 abitanti, capoluogo dell'omonima provincia in Emilia-Romagna.
Fu capitale del Ducato di Ferrara nel periodo degli Estensi, quando rappresentò un importante centro politico, artistico e culturale. Lo sviluppo urbanistico avvenuto durante il Rinascimento, l'Addizione Erculea, trasformò la città in un modello urbano che le valse il titolo di "prima capitale moderna d'Europa". Nel 1995 ottenne dall'UNESCO il riconoscimento di patrimonio dell'umanità per il centro storico e nel 1999 ne ottenne un secondo per il delta del Po e le sue delizie estensi.
È sede universitaria (Università degli Studi di Ferrara) e arcivescovile (arcidiocesi di Ferrara-Comacchio). L'economia si basa storicamente sulla produzione agricola, ma possiede vari impianti industriali, in particolare nel settore petrolchimico, e un polo per le piccole e medie imprese.

## Geografia fisica

### Territorio

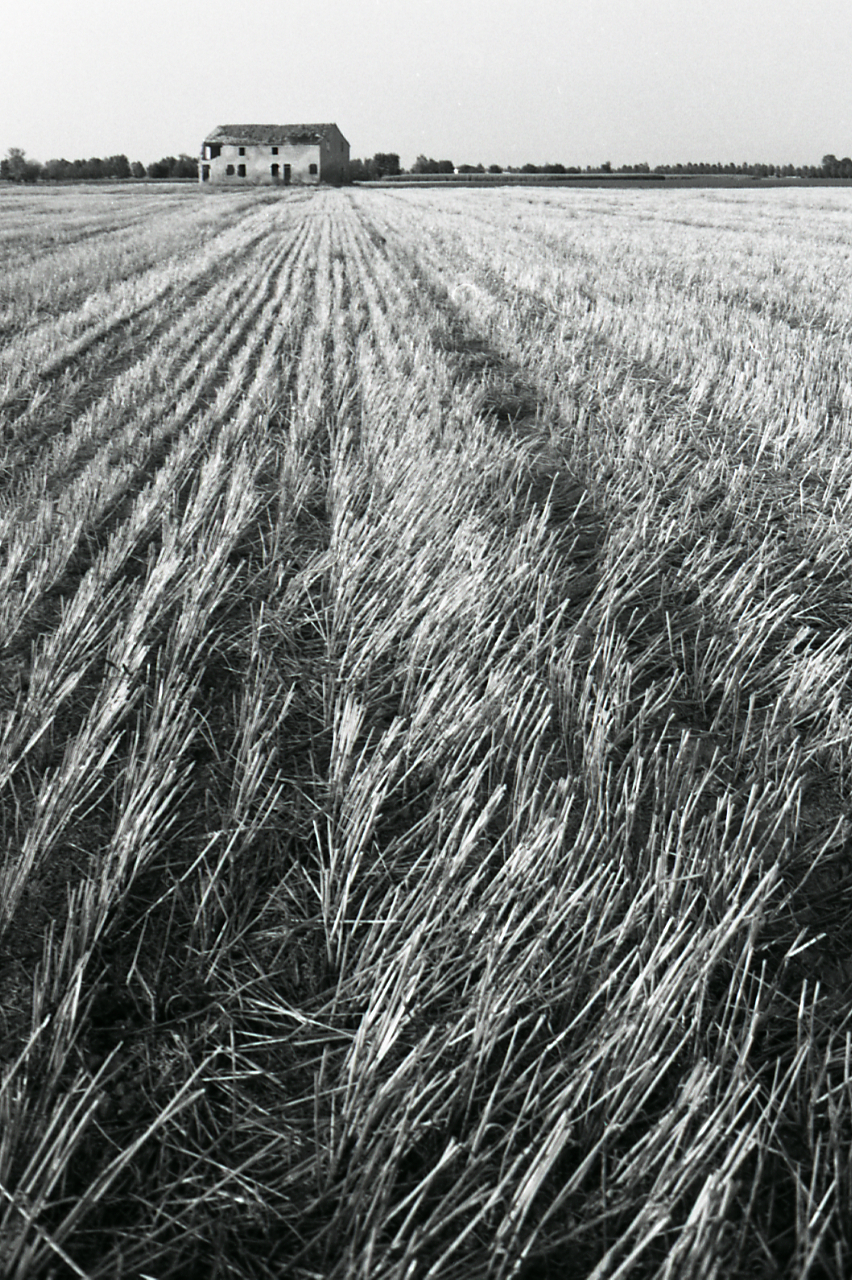
Immagine tipica della campagna ferrarese in un servizio fotografico di Paolo Monti del 1974

Secondo i dati confermati dal Consorzio di bonifica pianura di Ferrara, il territorio della provincia è per il 44% sotto il livello del mare, con depressioni che superano i - 4,5 metri in un'area compresa tra il Po, il mare Adriatico, il Reno e il Panaro. L'origine alluvionale del territorio e il fatto che per secoli fosse stato soggetto a inondazioni ricorrenti ha indotto alle prime opere di bonifica realizzate dagli Estensi (con Borso d'Este ed Ercole I d'Este) nelle immediate vicinanze della città (a Casaglia, Diamantina e La Sammartina) e poi all'intervento nel Polesine di Ferrara, voluta da Alfonso II d'Este nel 1580, quando la fase storica del ducato estense stava per concludersi. Tra gli architetti che contribuirono all'opera, figura Giovan Battista Aleotti. In breve tempo, anche a causa dell'abbassamento del suolo dovuto a fenomeni di subsidenza, si perdettero molti dei risultati positivi ottenuti inizialmente e le bonifiche furono necessariamente ripetute (quando ormai Ferrara era tornata sotto dominio papale) con gli interventi voluti dai papi Gregorio XIII, Clemente VIII, Innocenzo X e Benedetto XIV. Le bonifiche che ebbero un effetto più duraturo si attuarono tuttavia in seguito, nel corso del XIX secolo, grazie ai nuovi mezzi meccanici a disposizione.
Il territorio, considerata la sua genesi e le vicende storiche, è contraddistinto da numerosi canali artificiali per l'irrigazione e il drenaggio delle campagne, rese coltivabili e abitabili. Esso risulta totalmente pianeggiante, con un'altitudine compresa tra 2,4 e 9 m s.l.m., e una superficie di 405,16 km², il che rende Ferrara il diciassettesimo comune per estensione in Italia. Confina a nord con la regione Veneto, in particolare con la provincia di Rovigo, e a sud con la città metropolitana di Bologna.
Il fiume Po (che nel corso dei secoli ha più volte cambiato il suo corso) ha influenzato la città sin dalla nascita e ne ha condizionato lo sviluppo. Il territorio comunale e molta parte di quello provinciale costituiscono un paesaggio modificato artificialmente, risultato dell'azione umana concretizzatasi nelle grandi opere di bonifica ricordate. La città si trova a un'altitudine inferiore al livello medio delle acque del Po e il fiume deve essere per questo controllato da argini imponenti. Serve un continuo lavoro delle pompe idrovore per non far sommergere la pianura dall'acqua e permettere così che le acque derivanti dalle precipitazioni vengano avviate verso il mare attraverso i numerosi canali artificiali.

### Clima
La situazione climatica di Ferrara, rilevata dalla stazione meteorologica di Ferrara San Luca, evidenzia una primavera naturalmente variabile nella sua prima parte, con colpi di coda invernali, seguita da giornate piacevoli senza picchi nella temperatura, mentre le precipitazioni risultano frequenti.
L'estate è calda e afosa, spesso interrotta da temporali anche violenti, con grandinate e un temporaneo abbassamento della temperatura. Con l'anticiclone delle Azzorre, arrivano giornate soleggiate e calde, con temperature nella media del periodo. Con l'anticiclone subtropicale africano, arrivano invece ondate di calore intenso, con un alto tasso di umidità per diverse settimane: nei giorni più caldi si possono superare i 40 gradi, come è successo, per esempio, nell'agosto del 2017.
L'autunno è molto fresco, umido e piovoso. Nella sua seconda parte inizia ad essere rigido e con caratteristiche pressoché invernali. Solitamente arriva la nebbia nelle ore mattutine e serali a causa della conformazione del suolo, che porta a ristagno d'aria.

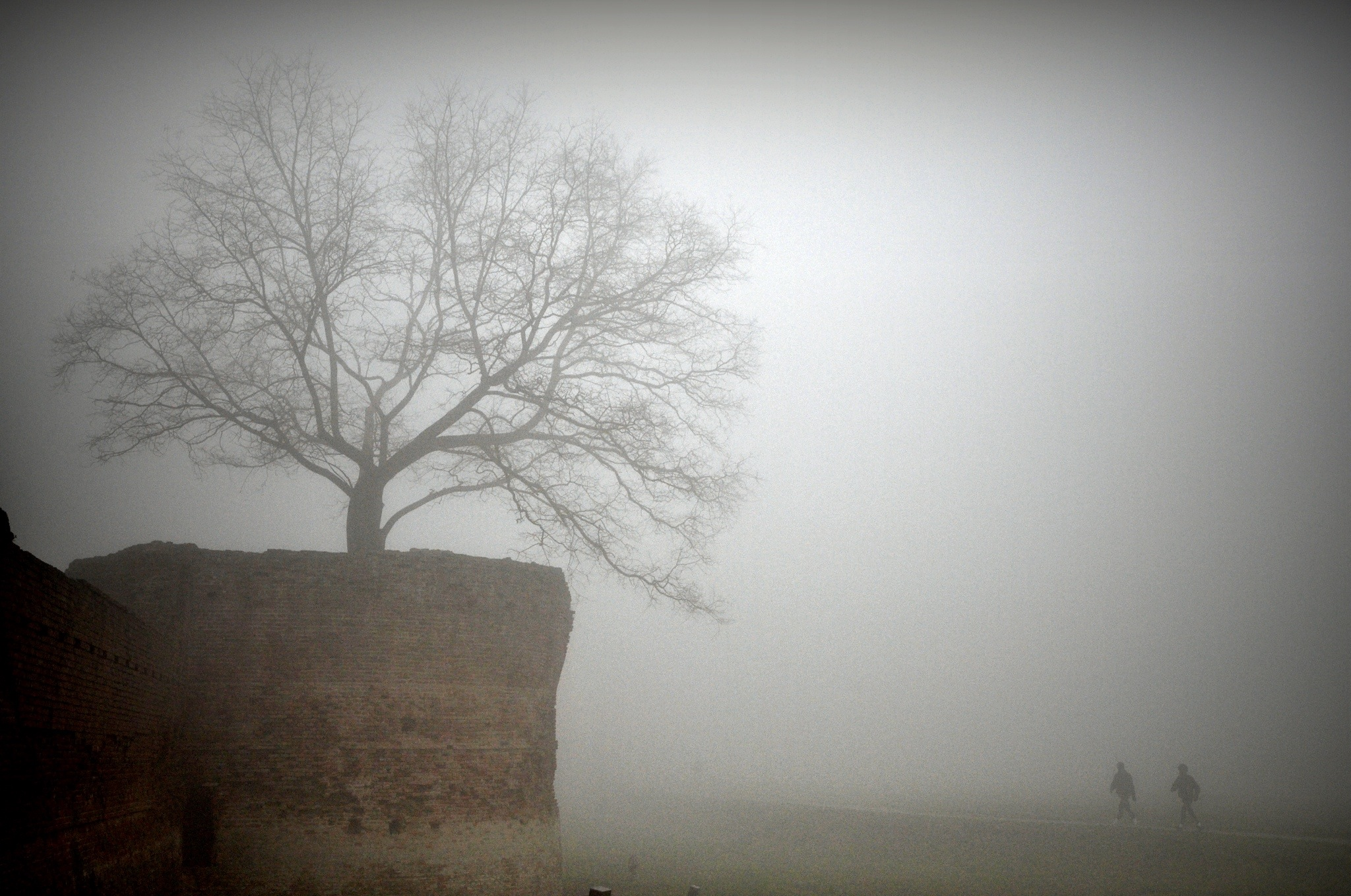
Bastione delle mura vicino a Porta Mare in un giorno di nebbia.

L'inverno è decisamente rigido, con piogge e nevicate di media entità e frequente presenza di nebbia. Nel mese di gennaio la temperatura minima si attesta su una media di -0,9 °C e la massima di circa +4 gradi. La temperatura media del mese di gennaio è di +1,6 °C. Con l'alta pressione, l'inversione termica notturna può portare la temperatura sensibilmente sotto allo zero, provocando estese e intense gelate. Di giorno, in presenza di nebbia, la temperatura si mantiene prossima allo zero. Le correnti fredde orientali possono portare il burian dalle steppe russe, che provoca intense nevicate oppure giornate soleggiate, ma gelide.
La classificazione climatica di Ferrara è: zona E (gr-g = 2326)
| Ferrara               | Mesi  | Mesi   | Mesi   | Mesi   | Mesi   | Mesi   | Mesi   | Mesi   | Mesi   | Mesi   | Mesi  | Mesi  | Stagioni | Stagioni | Stagioni | Stagioni | Anno |
| Ferrara               | Gen   | Feb    | Mar    | Apr    | Mag    | Giu    | Lug    | Ago    | Set    | Ott    | Nov   | Dic   | Inv      | Pri      | Est      | Aut      | Anno |
| --------------------- | ----- | ------ | ------ | ------ | ------ | ------ | ------ | ------ | ------ | ------ | ----- | ----- | -------- | -------- | -------- | -------- | ---- |
| T. max. media (°C)    | 4,1   | 7,4    | 12,7   | 17,7   | 22,0   | 26,4   | 29,1   | 28,5   | 24,2   | 17,6   | 10,8  | 5,6   | 5,7      | 17,5     | 28,0     | 17,5     | 17,2 |
| T. min. media (°C)    | −0,9  | 0,8    | 4,7    | 8,5    | 12,8   | 16,5   | 18,7   | 18,6   | 15,4   | 10,4   | 5,5   | 1,1   | 0,3      | 8,7      | 17,9     | 10,4     | 9,3  |
| Precipitazioni (mm)   | 39    | 41     | 53     | 62     | 62     | 61     | 44     | 47     | 56     | 75     | 64    | 48    | 128      | 177      | 152      | 195      | 652  |
| Giorni di pioggia     | 6     | 6      | 8      | 8      | 9      | 7      | 4      | 5      | 6      | 8      | 8     | 7     | 19       | 25       | 16       | 22       | 82   |
| Vento (direzione-m/s) | W 3,4 | NE 3,5 | NE 3,5 | NE 3,6 | NE 3,5 | NE 3,4 | NE 3,3 | NE 3,1 | NE 3,1 | NE 3,2 | W 3,5 | W 3,5 | 3,5      | 3,5      | 3,3      | 3,3      | 3,4  |

- Dal 2003 Ferrara aderisce alla rete Alleanza per il clima. La provincia ha programmato investimenti per 15 milioni di euro per l'efficienza energetica.[8][9][10][11]

## Sismicità

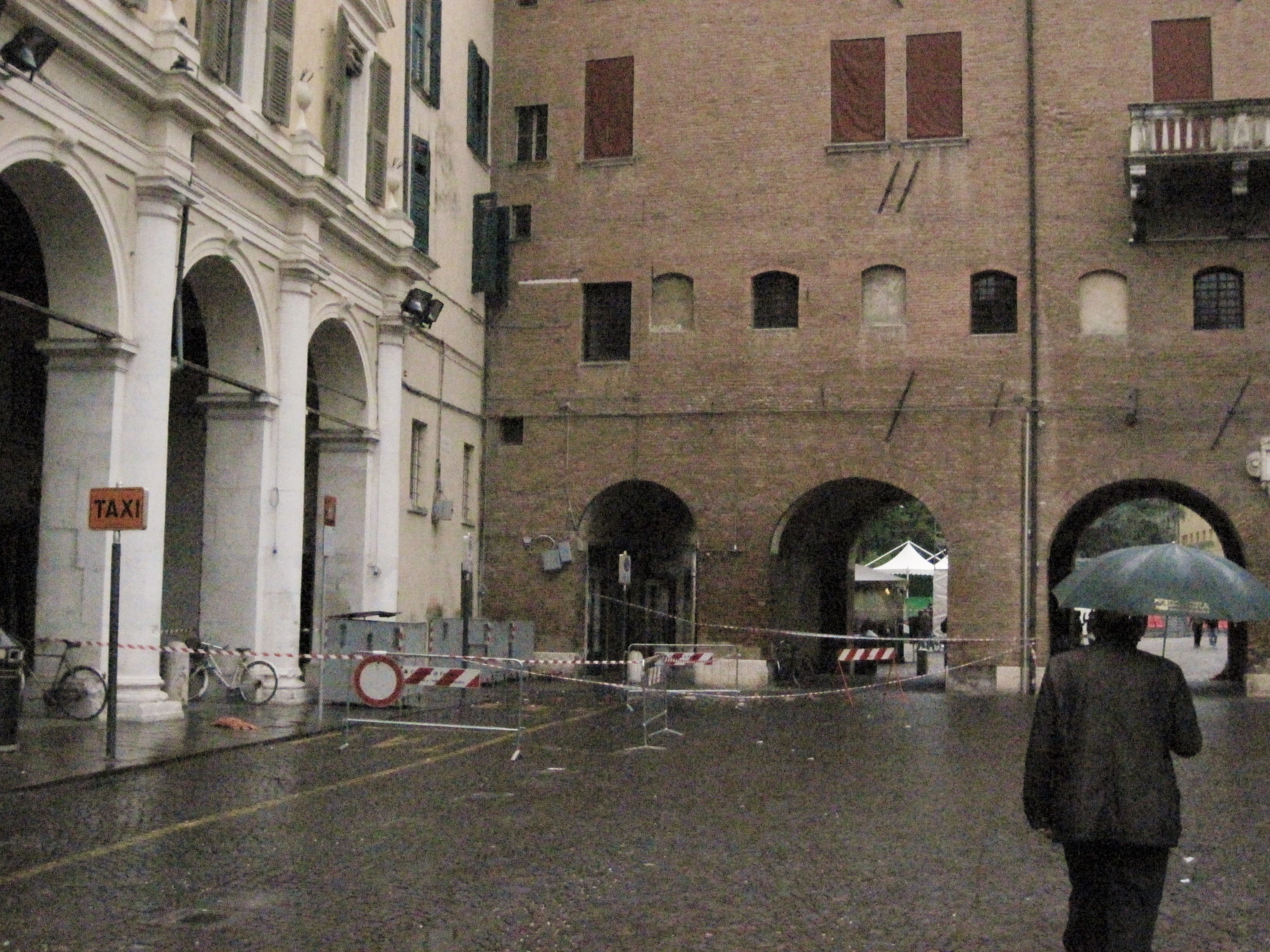
Effetti della scossa di terremoto del 20 maggio 2012 in piazza Savonarola.

La città in epoca storica ha avuto due eventi sismici importanti e devastanti, il terremoto di Ferrara del 1570 e il più recente terremoto dell'Emilia del 2012. Quest'ultimo ha raggiunto magnitudo massima 5.9, con epicentro nei comuni confinanti della provincia di Modena. Si sono avute poi molte scosse minori, una di magnitudo 5.1 nel comune di Vigarano Mainarda e una di magnitudo 4.0 all'interno del territorio comunale. Numerosi edifici pubblici sono stati resi inagibili e seri danni si sono avuti al patrimonio artistico, agli edifici scolastici, all'università, all'ospedale e alle chiese. Molti danni hanno subito anche migliaia di abitazioni civili, con circa 1.135 sfollati.
La classificazione sismica fa rientrare il territorio di Ferrara nella zona sismica 3 (pericolosità sismica bassa, con possibili scuotimenti modesti).

## Origini del nome

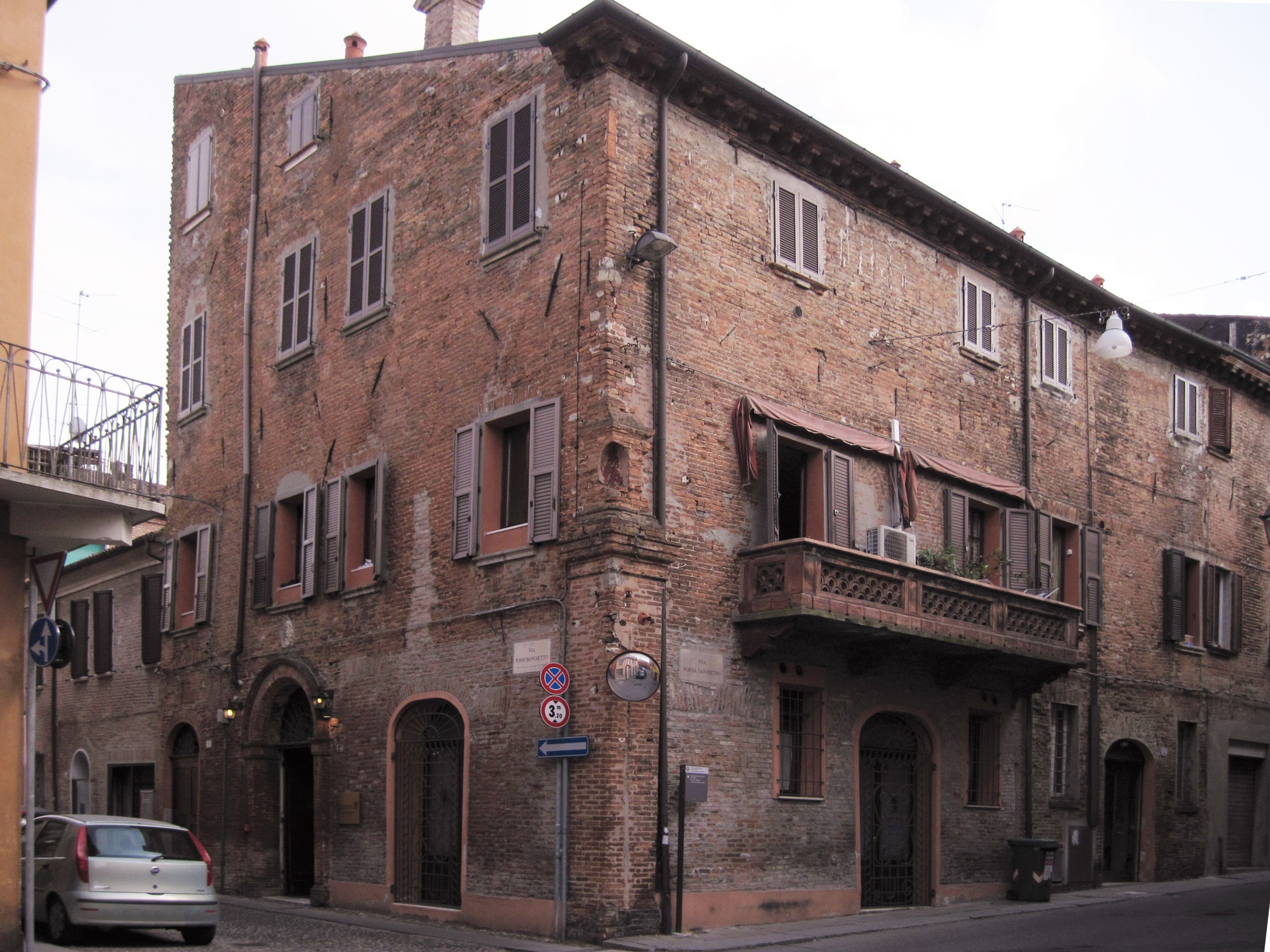
Edificio in via Porta San Pietro, cuore dell'antico Castrum bizantino di Ferrara.

Non esistono fonti certe sull'etimologia del nome Ferrara anche se appare molto probabile che non nasca in epoca romana e che quindi sia comparso successivamente, nel Medioevo. Del resto la città è nata relativamente tardi rispetto ad altri insediamenti vicini come Ravenna, Spina e Voghenza. È senza fondamento anche la derivazione biblica; nessun Ferrato è mai citato nel testo sacro. Mitico pure il fatto che la città sia stata fondata da un certo Marco che qui sarebbe giunto accompagnato, tra gli altri, da una ragazza troiana di nome Ferrara. Si vorrebbe che l'immagine di tale fanciulla sia quella che compare scolpita sulla porta minore della cattedrale, a destra, e detta anticamente Madonna Frara. Si è pensato al ferro che veniva lavorato nel territorio o che il nome sia venuto dal farro, il cereale molto usato dai romani e abbondante nel Ferrarese; Farraria, cioè terra dove si coltiva il farro. Altra supposizione è legata alle importanti fiere che si tenevano in zona due volte l'anno. Il luogo dove queste si svolgevano veniva chiamato Feriarum area (piazza delle fiere). Certo è che la prima sede vescovile sorta dopo il trasferimento forzato da Voghenza veniva chiamata Ferrariola (Forum Alieni) e che poco dopo, nel VII secolo, fu fondato il Castrum Ferrariae, più comunemente noto come Castrum bizantino.

## Storia
(Giorgio Bassani, La passeggiata prima di cena)

### Nascita della città (VII e VIII secolo)

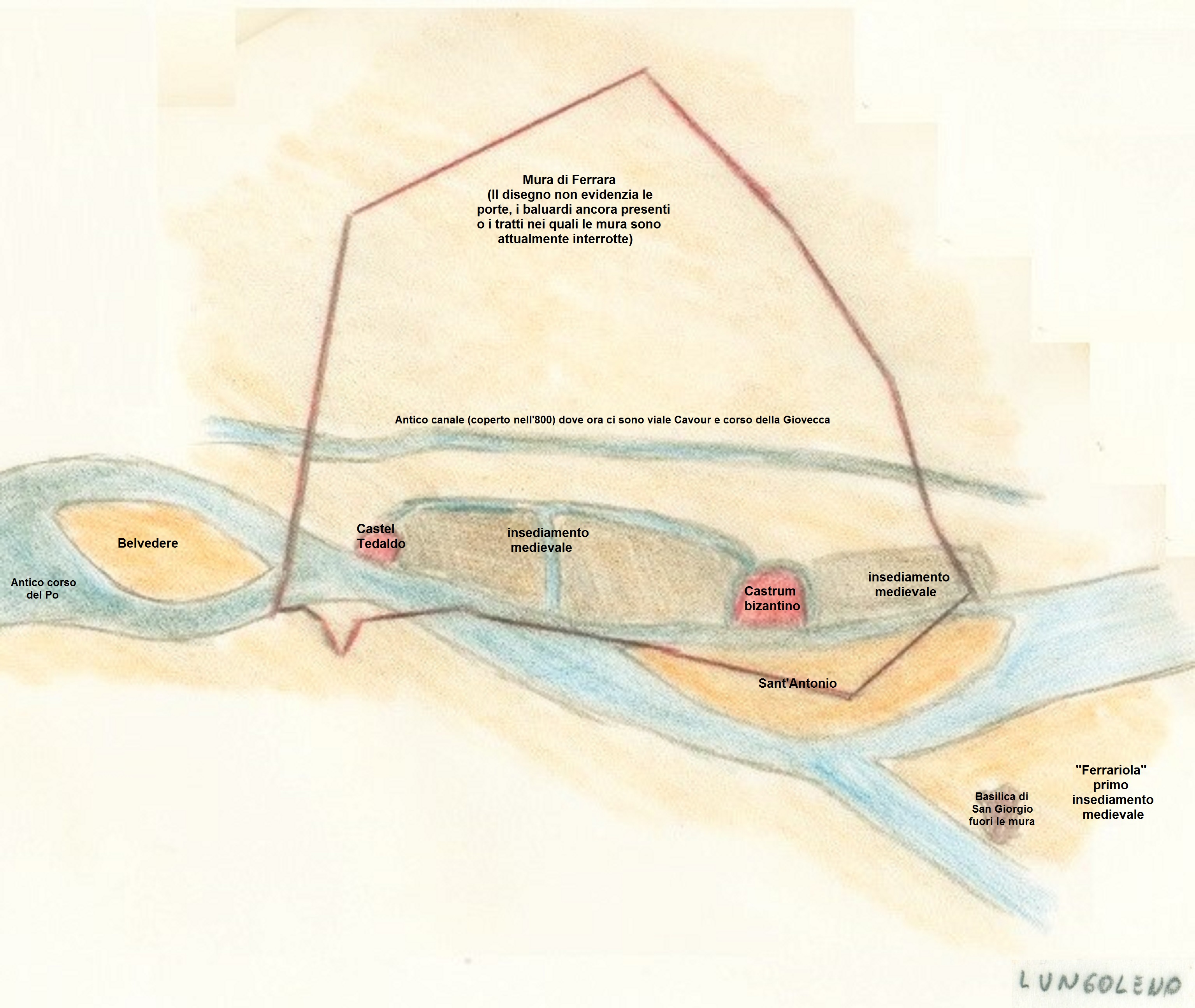
Posizione dell'antica Ferrariola e della basilica di San Giorgio fuori le mura, prima sede vescovile di Ferrara.

La nascita della città di Ferrara si deve alle continue invasioni barbariche che devastarono Voghenza fra il VII e l'VIII secolo mentre papato ed esarcato continuavano a contendersi il controllo dell'allora sede vescovile (mentre era vescovo san Maurelio, patrono di Ferrara con san Giorgio). Maurelio, che aveva scelto la fedeltà alla chiesa di Roma, venne ucciso e Voghenza non fu più sede vescovile, spostata al borgo San Giorgio, (la Ferrariola), sulla riva destra del fiume Po in corrispondenza del castrum che si trovava sulla riva opposta e questo primo insediamento corrisponde al sito dell'antica basilica di San Giorgio fuori le mura. A metà dell'VIII secolo Ferrara, citata con questo nome da re Astolfo, uscì dalla sfera di influenza bizantina e venne conquistata dai Longobardi.

### Età romanica (dal IX al XII secolo)

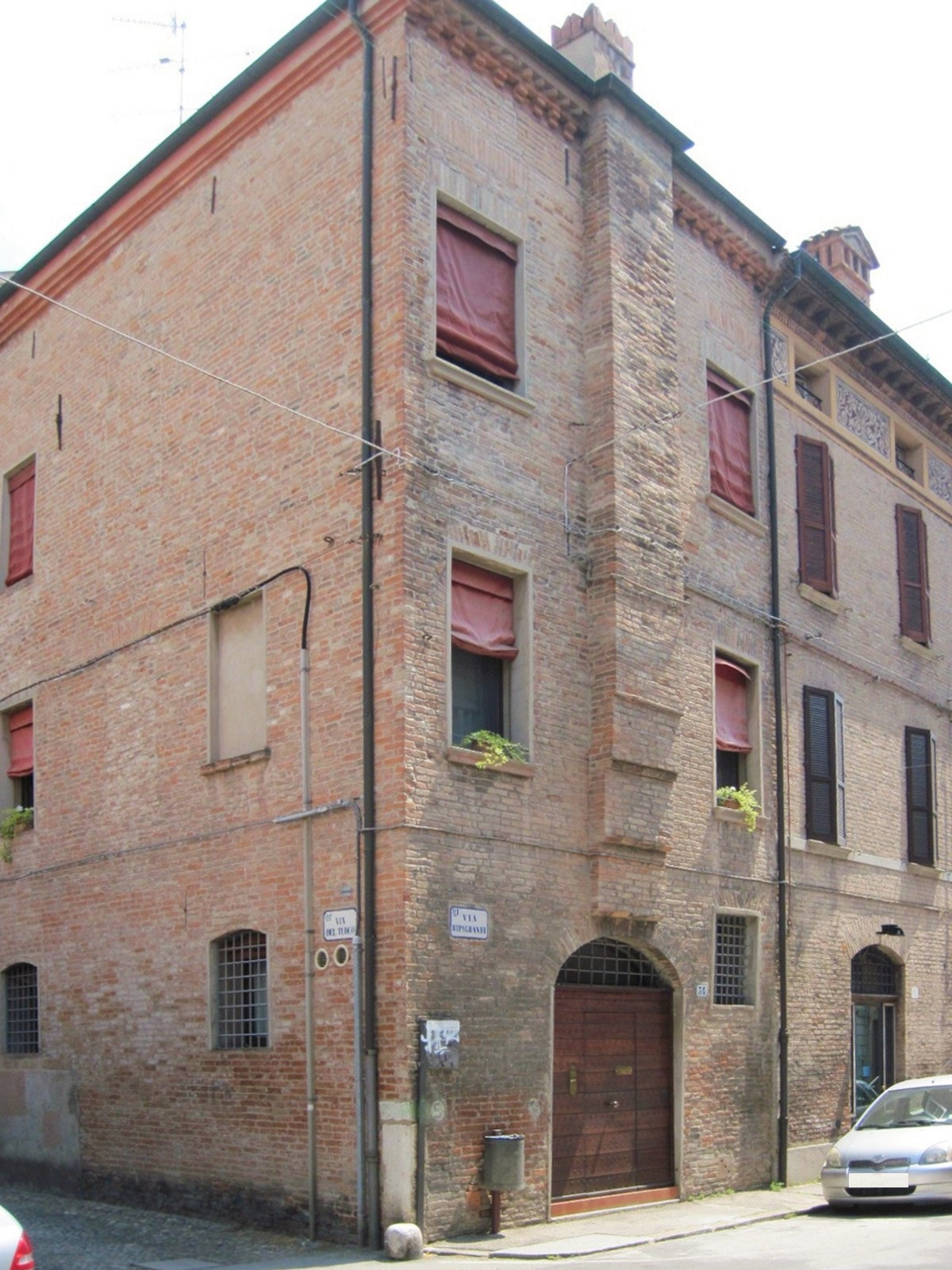
Via Ripagrande, qui all'angolo con via Del Turco, è una delle prime vie dell'urbanizzazione cittadina.

Attorno alla metà dell'VIII secolo l'intera regione, che comprendeva anche Ravenna, Bologna ed Adria, venne donata da Pipino il Breve, re dei Franchi, a papa Stefano II. Tuttavia, l'inclusione del regno longobardo nell'Impero carolingio rese vane le rivendicazioni pontificie. Nella seconda metà del X secolo Ottone I di Sassonia conquistò il regno d'Italia, che venne così integrato nel Sacro Romano Impero. Ferrara rimase tuttavia legata alla Chiesa e papa Giovanni XV, dopo la morte di Ottone e considerando l'emergere di nuove famiglie nobili (tra le quali i Canossa), concesse la città come feudo a Tedaldo di Canossa. Il primitivo insediamento difensivo del castrum bizantino continuò ad espandersi spostando così il centro politico e religioso dal borgo di San Giorgio all'altra sponda del Po. In queste prime fasi la città si sviluppò seguendo il corso del fiume, fu una città lineare, e solo in seguito l'abitato iniziò ad occupare nuove aree settentrionali. Nel 1135 la sede vescovile venne spostata nella nuova cattedrale di Ferrara, innalzata a nord del primitivo insediamento del castrum.
L'affermarsi di distinti poteri (religioso e politico) unito alla struttura urbana che si stava delineando concluse questa fase di città nascente. Sorse, oltre alla nuova cattedrale, il palazzo del municipio, e vennero realizzate o ampliate nuove strade, a partire da via Ripagrande e via Capo delle Volte, che costeggiavano sin dai primi tempi la riva sinistra del Po.

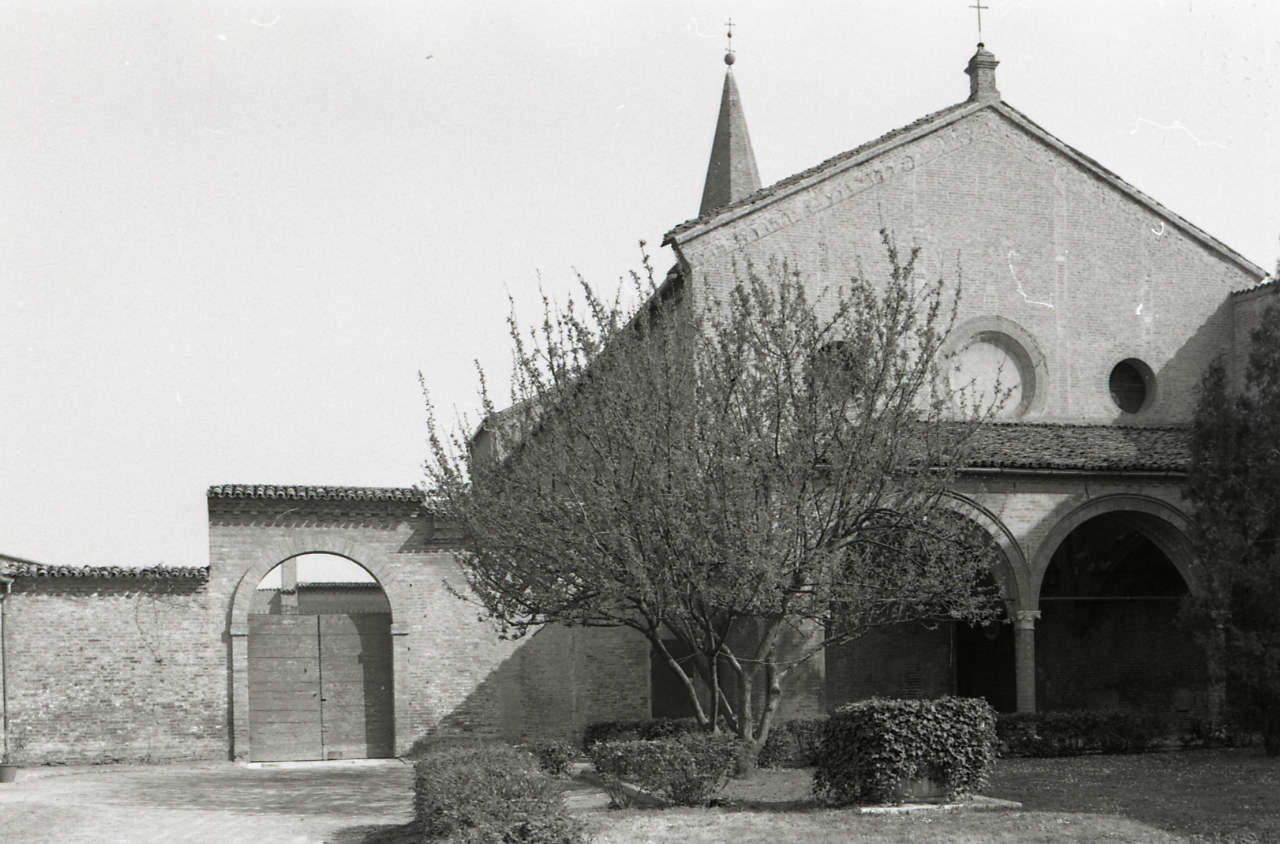
Monastero di Sant'Antonio in Polesine. Servizio fotografico di Paolo Monti del 1969. (Il polesine nel nome del monastero è inteso come un terreno rialzato e circondato dalle acque).)

Nel 1173 Guglielmo II Adelardi, esponente della fazione guelfa cittadina, partecipò con Aldruda Frangipane, contessa di Bertinoro, alla lega per la difesa della città di Ancona, assediata dalle forze imperiali di Cristiano di Magonza.

### Presa del potere da parte degli Este
Le famiglie di maggior rilevo a Ferrara attorno ai secoli XII e XIII furono Torelli, Casotti, Aldigeri e Marchesella. Guglielmo dei Marchesella dispose che, in caso di scomparsa senza eredi del fratello, parte delle sue sostanze andassero a Guglielmo e Linguetta, figli di una sorella. Le nozze di Azzo VI d'Este con Marchesella Adelardi, anche se secondo alcune fonti il matrimonio non venne mai celebrato, facilitarono l'ascesa degli Este. Nel 1240 Ferrara fu assediata dai veneziani, alleati con i mantovani. Agli inizi del XIV secolo gli Este scontrarono con Bologna, Mantova e Verona e vennero minacciati nella stessa Ferrara. Azzo VIII d'Este chiese aiuto alla Repubblica di Venezia ottenendo rinforzi, ma alla sua morte il trono passò al nipote Folco II d'Este e non al figlio Fresco d'Este, che venne escluso dalla successione. Fresco, per sostenere il suo diritto e ottenere un'investitura ufficiale come signore della città, offrì il feudo di Ferrara a papa Clemente V.

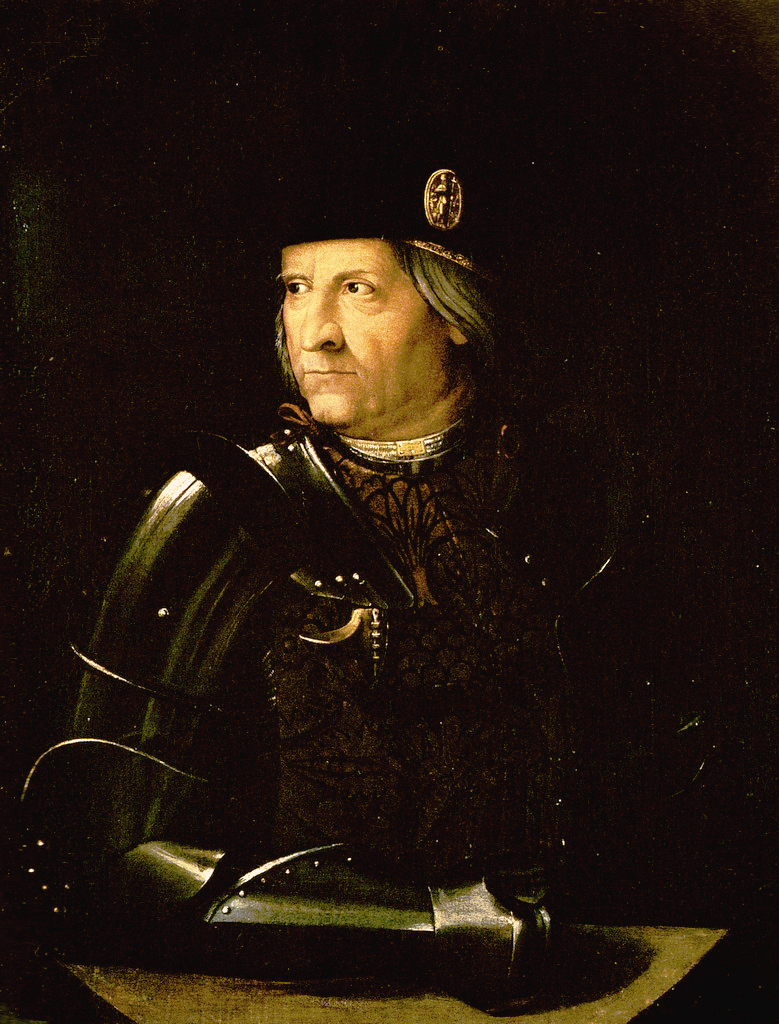
Ritratto di Ercole I d'Este

#### Le guerre con la Repubblica di Venezia
Il papa inizialmente sostenne il marchese Francesco ma nel 1308 iniziò una nuova guerra per il controllo di ampi territori a nord ed a sud del Po. La Repubblica di Venezia dichiarò guerra allo Stato della Chiesa per mantenere il possesso di Castel Tedaldo, importante roccaforte di Ferrara. Come reazione i legati pontifici ottennero la scomunica del doge di Venezia e di tutti coloro che avessero sostenuto l'occupazione della città. Il conflitto ebbe un esito favorevole per gli estensi ma questi dovettero attendere il 1332 perché il potere tornasse di nuovo e stabilmente nelle loro mani.
Alla fine del XV secolo scoppiò una nuova guerra quando Girolamo Riario, nipote del papa Sisto IV e signore di Forlì ed Imola tentò di allargare il proprio dominio stringendo un'alleanza con lo stato pontificio e la repubblica di Venezia per impossessarsi di Ferrara. Dopo alterne vicende militari si arrivò alla pace di Bagnolo che lasciò Ferrara alla casa estense ma costrinse Ercole I d'Este a cedere Rovigo ed il Polesine a Venezia, rinunciando così ai territori a nord del Po. Nel XVI secolo Ferrara ritornò in guerra schierandosi contro la Repubblica di Venezia nella Lega di Cambrai.

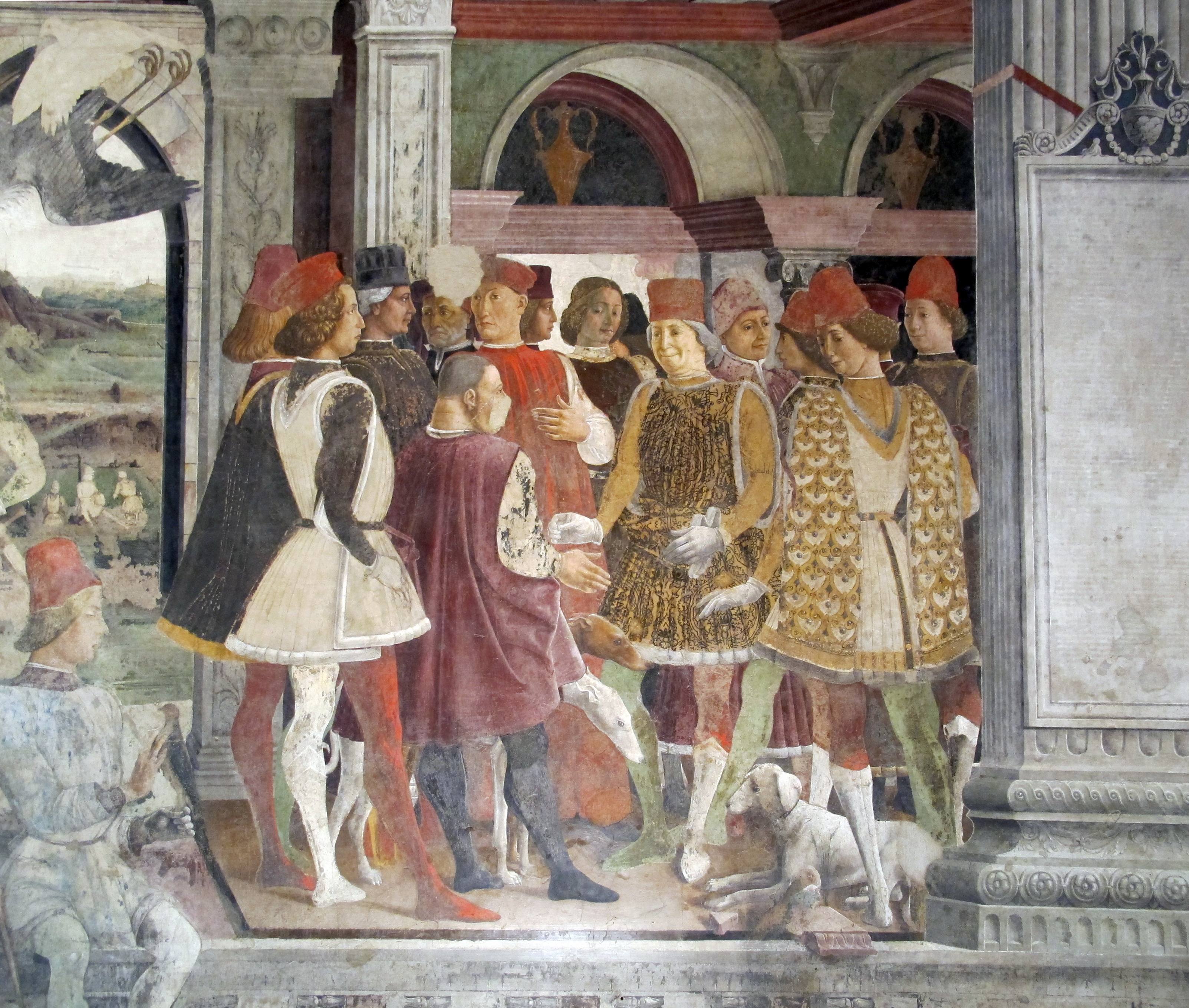
Palazzo Schifanoia, salone dei mesi, Borso assiste al Palio di San Giorgio e dà una moneta al buffone Scoccola.

#### Il Concilio di Basilea, Ferrara e Firenze
Ferrara fu sede, tra l'8 gennaio 1438 e l'inizio del 1439, di un importante concilio ecumenico che aveva tra le sue finalità la ricerca di dialogo con la Chiesa ortodossa, la lotta all'eresia degli Hussiti e la riforma della Chiesa. Il Concilio si spostò a Firenze in seguito allo scoppio di una epidemia di peste.

#### La zecca di Ferrara nel XIII e nel XIV secolo

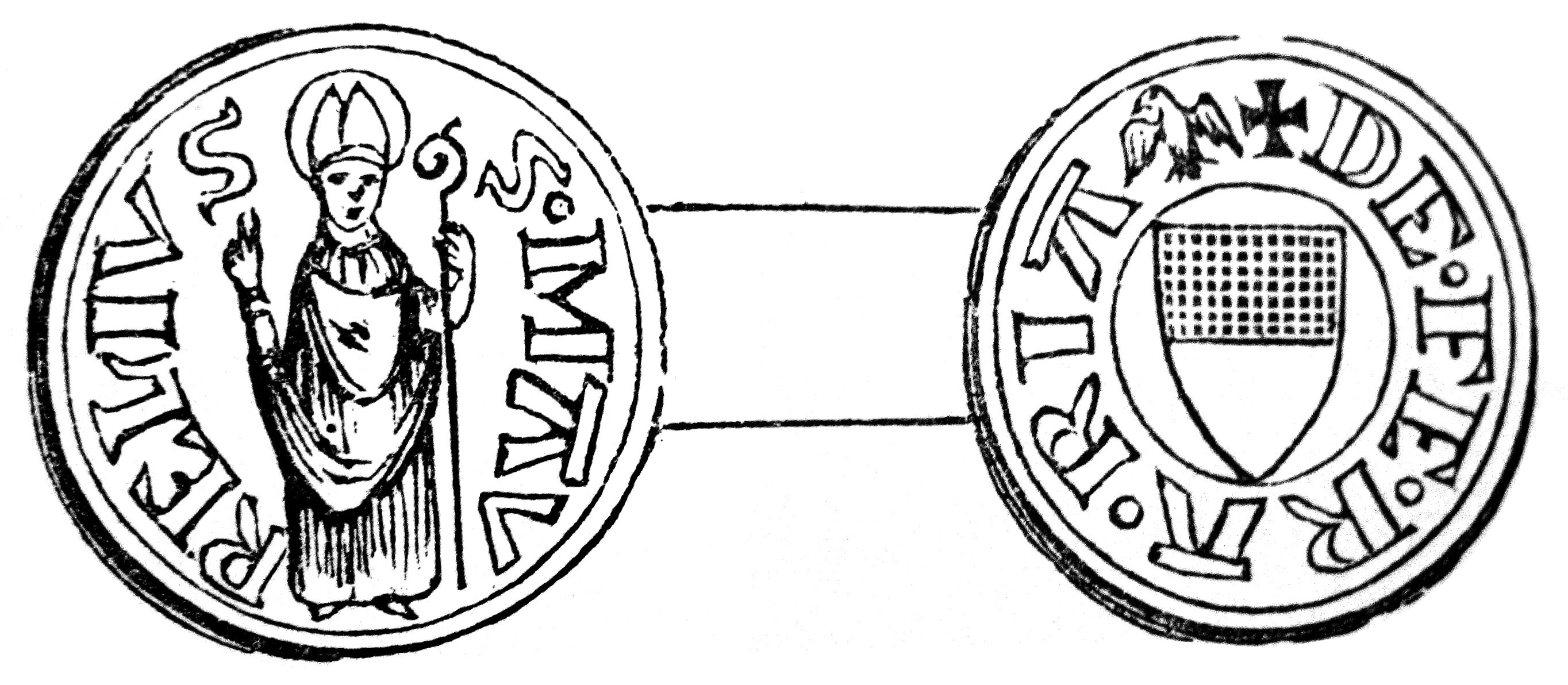
Quattrino di Ferrara del 1381.

A Ferrara, quando ormai la struttura amministrativa aveva raggiunto una sua solidità malgrado l'insicurezza politica, divenne molto attiva una zecca che coniò varie monete. Tra queste la prima fu il Ferrarese o Ferrarino, chiamato Denaro Ferrarese, che aveva un valore superiore all'altra moneta coniata in quel periodo dalla stessa zecca, il Bagattino. Entrambe le monete su una faccia riportavano il nome dell'imperatore, Fredericus, con le lettere F.D.R.C. circondate dalla parola IMPERATOR, e sull'altra faccia una croce circondata dal nome FERRARIA.
Il secolo successivo vennero coniate diverse altre monete, tra queste il Quattrino di Ferrara, che su una faccia riportava per la prima volta lo stemma del comune e sull'altra l'effige del vescovo di Voghenza San Maurelio.

### Gli Estensi dal XV secolo alla devoluzione
Dal loro insediamento gli Estensi governarono la città per quasi tre secoli rendendola capitale di uno stato piccolo ma culturalmente attivissimo. Ferrara iniziò ad affermarsi nella seconda metà del XV secolo con il marchese Leonello d'Este. L'investitura ducale di Borso d'Este nel 1471 da parte del papa fu un riconoscimento fondamentale ed Ercole I d'Este fece raggiungere alla città il massimo splendore realizzando, nel 1492, l'Addizione Erculea, il progetto urbanistico di Biagio Rossetti che rese Ferrara la prima città moderna d'Europa e che ampliò verso nord la superficie cittadina su uno schema razionale, con vie larghe e rettilinee, incroci studiati anche dal punto di vista scenografico, nuove piazze e grandi palazzi rinascimentali. Alla corte convennero alcuni tra gli artisti ed i letterati di maggior rilievo del tempo come Piero della Francesca, Pisanello, Leon Battista Alberti, Andrea Mantegna e Rogier van der Weyden. Nacque la scuola ferrarese in pittura, con Cosmè Tura, Ercole de' Roberti e Francesco del Cossa. Arrivarono Dosso Dossi, Tiziano Vecellio, Giovanni Bellini, Matteo Maria Boiardo, Ludovico Ariosto e Torquato Tasso.
Fu presente il musicista Luzzasco Luzzaschi e quando Ferrara divenne parte dello Stato della Chiesa il suo allievo Girolamo Frescobaldi fu accolto a Roma come organista in San Pietro.

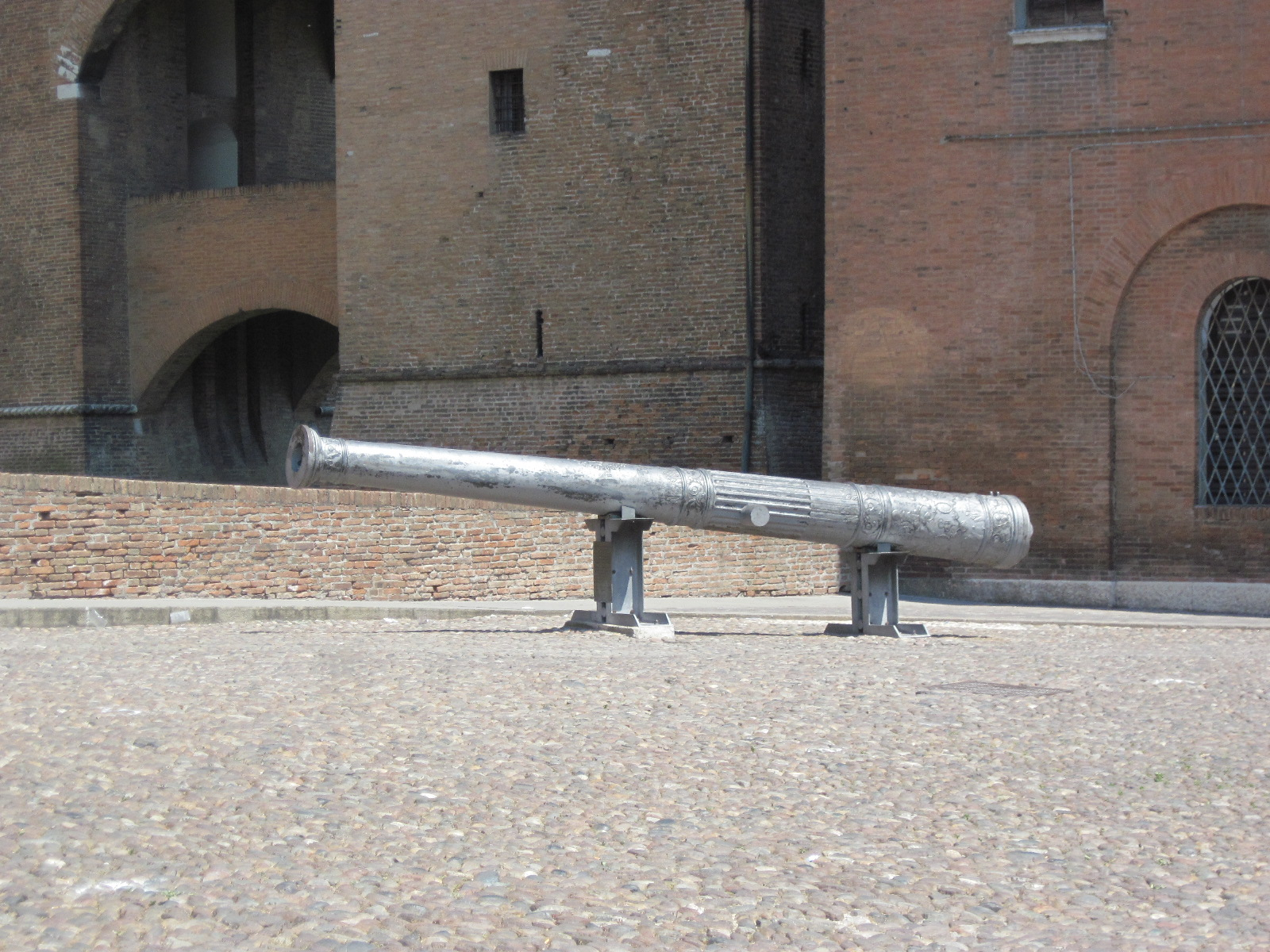
La colubrina detta la Regina, di Annibale Borgognoni. Copia presente in piazza Castello, a Ferrara

La presenza dell'università, fondata già nel XIV secolo su autorizzazione del papa Bonifacio IX nel 1391 e su richiesta di Alberto V d'Este, contribuì, in quei secoli, a far arrivare tra le mura cittadine Niccolò Copernico, Giovanni Pico della Mirandola, Paracelso e Gabriele Falloppio.
Il ducato di Ercole II d'Este, nel pieno della potenza estense, merita attenzione per due aspetti particolari. L'amore del duca per le artiglierie lo portò a far diventare Ferrara una potenza militare e una delle capitali europee nella produzione di modernissime artiglierie. Arrivò in città il massimo esperto del tempo, Annibale Borgognoni, artefice, tra le altre, di una colubrina capolavoro chiamata la Regina. L'esercito ducale quindi poteva contare su armi all'avanguardia per i tempi.
La moglie di Ercole II poi era Renata di Francia e ciò rese di fatto la città un centro di diffusione della riforma protestante in Italia. A Ferrara arrivò, seppure non ufficialmente, anche Giovanni Calvino, e questo non fu certo gradito dalla Chiesa cattolica romana.

#### Presenza ebraica
La comunità ebraica fu determinante sin da prima della presa di potere da parte della famiglia estense e del raggiungimento del rango ducale da parte della signoria ma fu certamente col 1492 che si verificò un mutamento qualitativo importante. Ercole I d'Este, in quell'anno, accolse gli ebrei sefarditi cacciati dalla Spagna dai re cattolici. Da allora la cultura ebraica si integrò sempre di più con quella della città sino a diventarne parte fondamentale e caratterizzante.
Anche dopo la devoluzione e la creazione del ghetto la presenza ebraica non venne meno né la partecipazione alla vita culturale. Isacco Lampronti ne fu la prova, con la sua attività nel corso del XVIII secolo. Quasi due secoli dopo poi la vicenda di Renzo Ravenna ed i rapporti di Italo Balbo con gli ebrei continuarono a testimoniare questo legame indissolubile, e l'opera di Giorgio Bassani ne fu l'espressione letteraria.

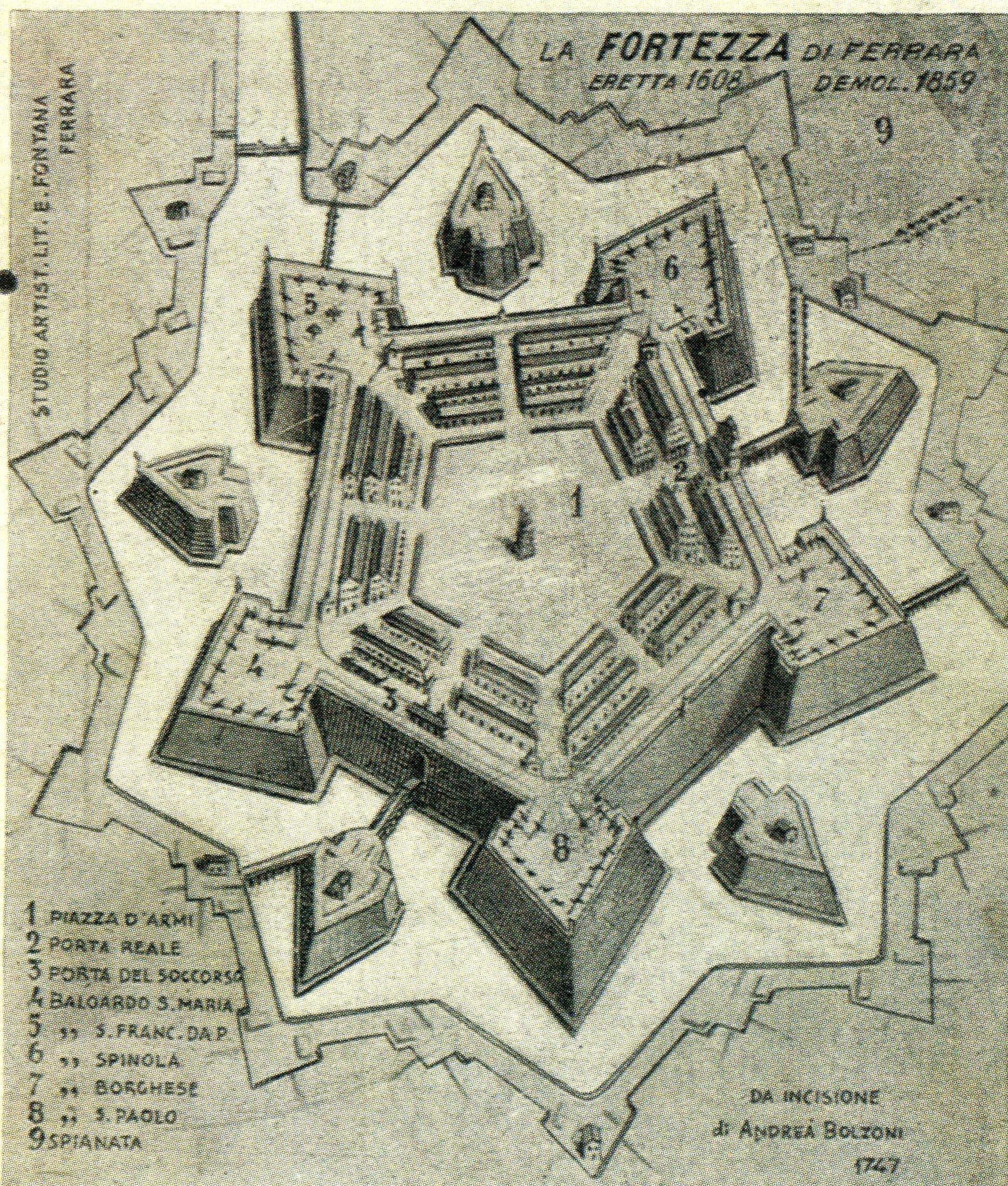
La Fortezza di Ferrara eretta nel 1608 da Papa Paolo V e distrutta nel 1859

### La devoluzione allo Stato Pontificio e la lenta decadenza dal XVII al XVIII secolo
Ferrara tornò sotto controllo diretto dello Stato Pontificio nel 1598 quando la mancanza di figli legittimi del duca Alfonso II d'Este permise al papa Clemente VIII di riappropriarsi del feudo. Con la devoluzione perse il suo status di capitale per divenire semplice città di confine e andò incontro ad un inevitabile declino. Un primo segno del reintegrato potere pontificio fu la costruzione della fortezza. Questo avvenne distruggendo Castel Tedaldo, la delizia di Belvedere ed interi quartieri. La fortezza sarà poi smantellata durante la campagna d'Italia di Napoleone Bonaparte del 1796, riedificata nell'Ottocento dagli austriaci e definitivamente demolita nel 1859, quando Ferrara divenne parte del Regno di Sardegna. Le cronache del tempo chiarirono il vero motivo della costruzione della cosiddetta cittadella del papa.

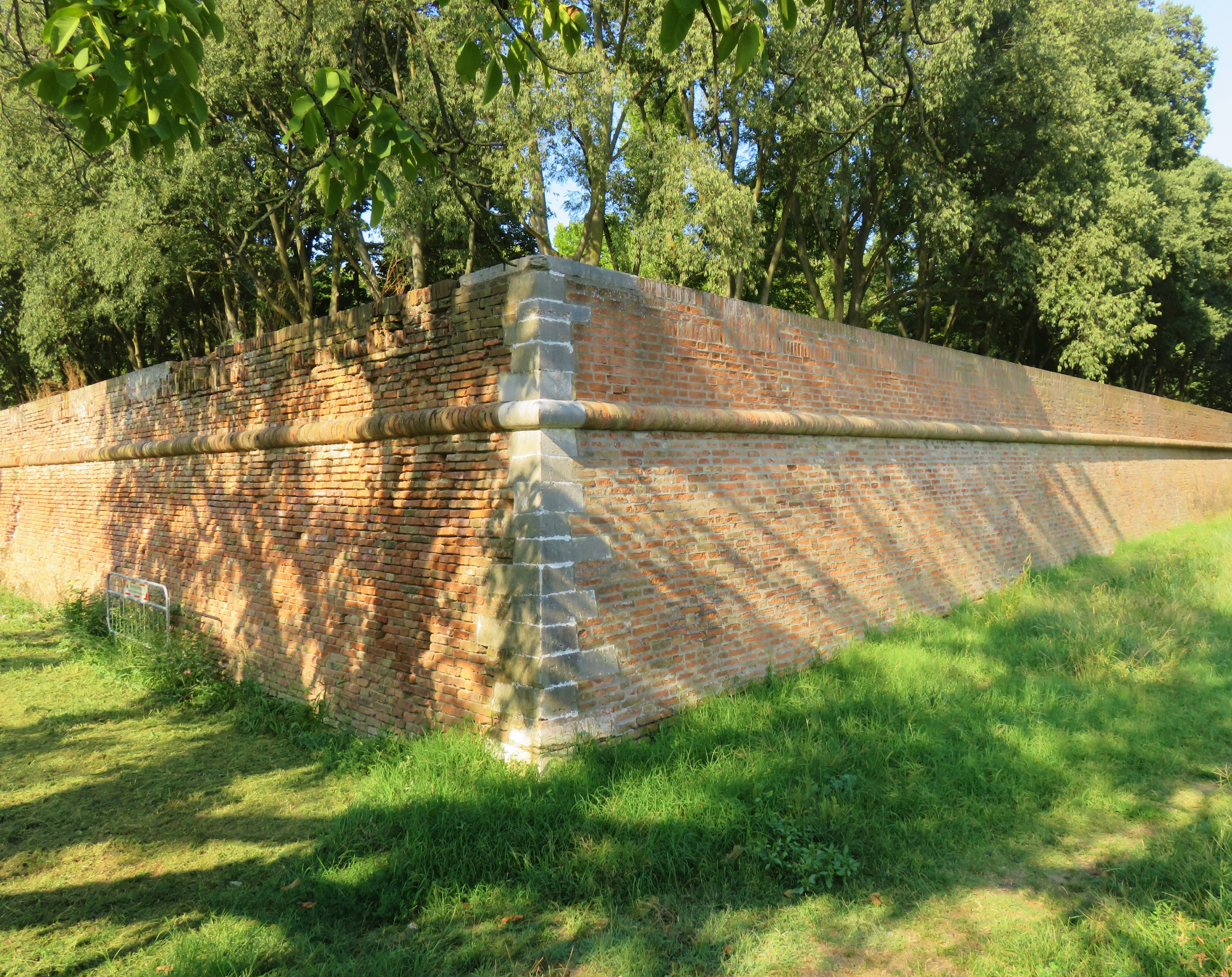
Mura della ex Fortezza pontificia

Attorno al 1708 l'allora comandante della guarnigione della fortificazione decise l'abbattimento del campanile della chiesa di San Benedetto. La motivazione addotta era che il campanile, anche se lontano, permetteva con la sua altezza di vedere dentro la piazza fortificata e costituiva un potenziale pericolo. L'abate di San Benedetto riuscì a far rientrare la decisione convincendo il legato pontificio, il cardinale Casoni. Una seconda grave conseguenza fu la creazione del ghetto di Ferrara che colpì duramente gli ebrei ferraresi. Intanto gli Estensi trasferendosi a Modena avevano portato con sé parte delle opere d'arte, delle artiglierie e degli archivi ducali e lo stato pontificio, subito dopo, aveva fatto trasferire a Roma ciò che era rimasto e che si poteva spostare con maggior facilità. In generale le condizioni economiche peggiorarono per tutta la popolazione per molti anni.

### Periodo napoleonico, restaurazione e Regno d’Italia nel XIX secolo
L'entrata di Ferrara nel nuovo secolo è simboleggiata dalla sostituzione, sulla colonna in piazza Ariostea, della statua di papa Alessandro VII con quella di Napoleone Bonaparte.

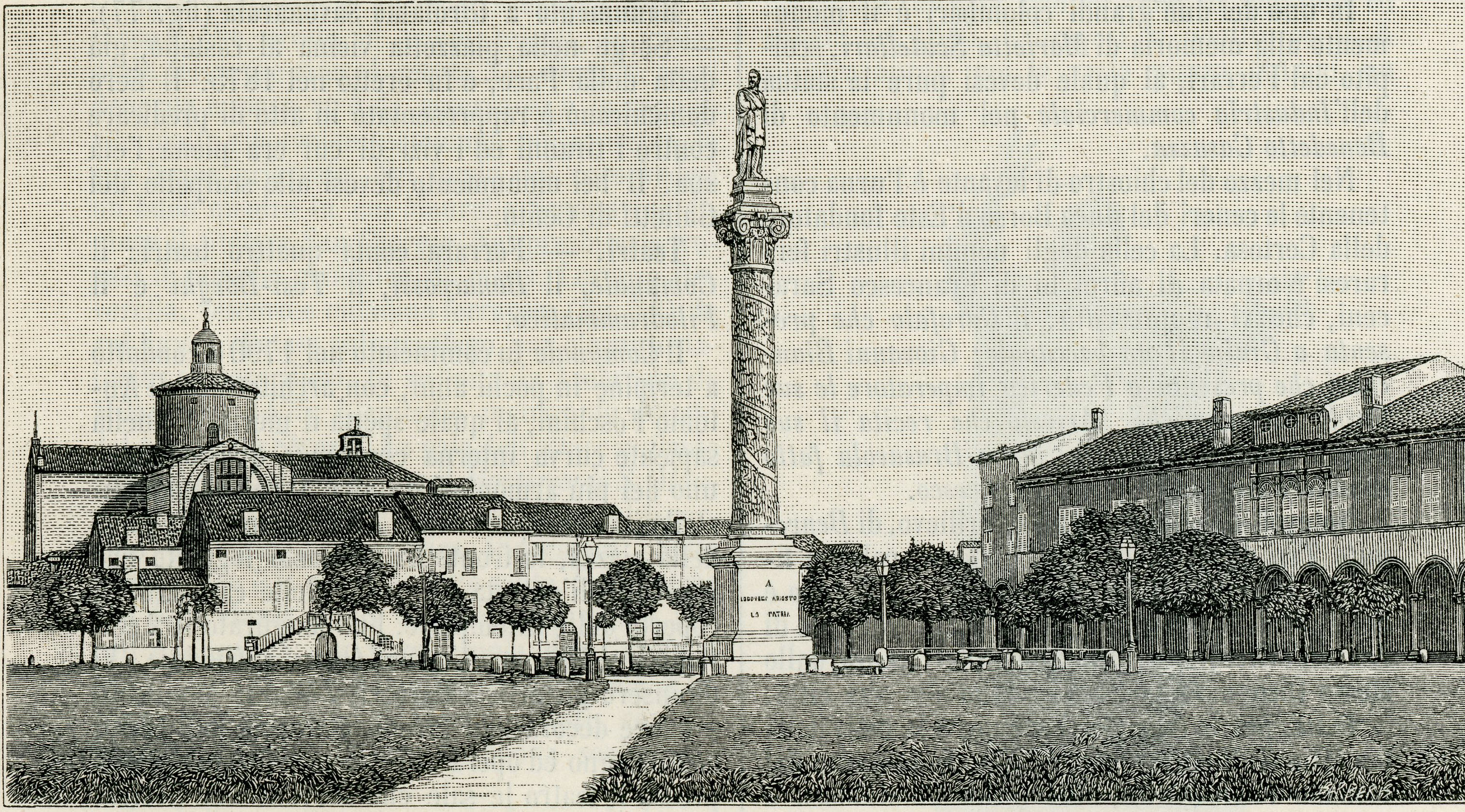
Ferrara. Piazza Ariostea con la sua colonna in una xilografia del 1900 di Giuseppe Barberis

Tutto il secolo per la città fu denso di capovolgimenti e di prese di potere successive. Vi fu l'espropriazione dei beni ecclesiastici e vennero introdotte diverse novità a livello amministrativo, si promise maggior giustizia e libertà ma intanto si realizzò l'arricchimento a livello locale di alcune famiglie (i Massari ed i Gulinelli). Nel 1809, sostenuti dagli austriaci, circa 6.000 contadini tentarono l'assalto alla città. Vi furono imprigionamenti, alcuni rivoltosi furono fucilati o ghigliottinati. Nel 1813 in Ferrara rientrarono gli austriaci, Gioacchino Murat la riprese per una sola settimana, poi, nel 1815, gli austriaci rientrarono in modo più stabile e ripristinarono, sotto il loro controllo, il potere dello Stato Pontificio.
Una nuova ribellione a Ferrara ebbe la meglio sulle forze pontificie, attorno al 1831, ma fu domata ancora una volta dagli austriaci. Altri moti insurrezionali di portata limitata, uniti a parziali concessioni, si ebbero a partire dal 1846. Seguì un periodo difficile per altre cause (nove mesi di precipitazioni piovose ininterrotte, alluvioni ed esondazioni del Po ed una epidemia di colera) ma, allo stesso tempo, con novità positive. Venne valorizzata la vocazione agricola del territorio e, a sostegno di questa nuova economia emergente, venne fondata, nel 1838, la Cassa di Risparmio.
Sul piano politico nel 1849 venne dichiarata la fine del controllo pontificio ma le forze austriache controllarono ancora la situazione e procedettero con arresti e fucilazioni. Un mutamento fondamentale si registrò nel biennio compreso tra il 1859 e il 1861 che, a seguito del plebiscito delle provincie dell'Emilia del 1860, portò all'adesione al Regno d'Italia. In quel periodo passò in città anche Giuseppe Garibaldi, diretto in Italia centrale.

### Ferrara nel XX secolo

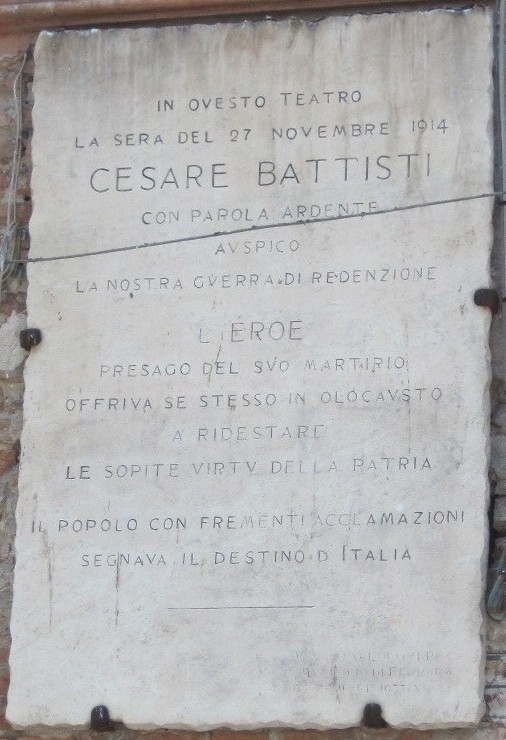
Epigrafe a ricordo del discorso di Cesare Battisti a Ferrara, nel 1914.

All'inizio del XX secolo pure a Ferrara si visse il clima che precedette lo scoppio della prima guerra mondiale. L'interventismo di alcuni esponenti della borghesia cittadina nel 1914 fece giungere in città anche Cesare Battisti, e in seguito, con lo scoppio della guerra, in diversi partirono volontari anche se Ferrara rimase lontana dal fronte, una città di retrovia, poco coinvolta direttamente nelle operazioni belliche.
Ad Aguscello (dove poi sarebbe sorta la Città del Ragazzo) fu operativo un ospedale militare specializzato nel trattamento delle malattie nervose. Qui, per un certo periodo, furono in servizio o ricoverati diversi artisti come Giorgio de Chirico, il fratello Alberto Savinio e Carlo Carrà. De Chirico a Ferrara incontrò poi Filippo de Pisis ed anche una giovane ferrarese alla quale fu molto legato e che rimase a lungo sconosciuta, Antonia Bolognesi, scoperta nella sua identità solo attorno al 2014.
Con la fine della guerra vennero anni difficili e crebbero le rivendicazioni sindacali. La grande proprietà terriera provinciale, per contenere le richieste dei braccianti appoggiate dal socialismo, sostenne lo squadrismo del nascente fascismo e si ebbero diversi episodi di violenza. In questo clima maturò l'assassinio di Giovanni Minzoni e di questo venne accusato come mandante Italo Balbo (senza che vi facessero seguito conseguenze penali). Il legame tra fascismo e borghesia locale divenne forte e molti appartenenti alla comunità ebraica condivisero inizialmente queste posizioni. Giorgio Bassani invece fu sempre critico con i concittadini per questo ed a conferma della sua opposizione, attorno al 1941, entrò in un gruppo antifascista e venne incarcerato.
Dopo la presa del potere del regime avvenne un mutamento importante. Furono abbandonati squadrismo e violenza scoperta, non più necessari con l'opposizione ormai ridotta al silenzio, e si riscoprirono gli aspetti culturali, utili anche a fini propagandistici. Venne valorizzato il patrimonio storico e artistico cittadino, fu esaltata la peculiarità della Ferrara estense mentre a livello nazionale si celebrava la grandezza di Roma imperiale. Quindi, malgrado le tragedie prodotte dal fascismo (le numerose vittime dello squadrismo e l'annullamento del movimento operaio), per oltre un decennio Ferrara fu di nuovo al centro dell'attenzione nazionale con grandi iniziative ed una riqualificazione urbanistica seconda solo all'Addizione Erculea.

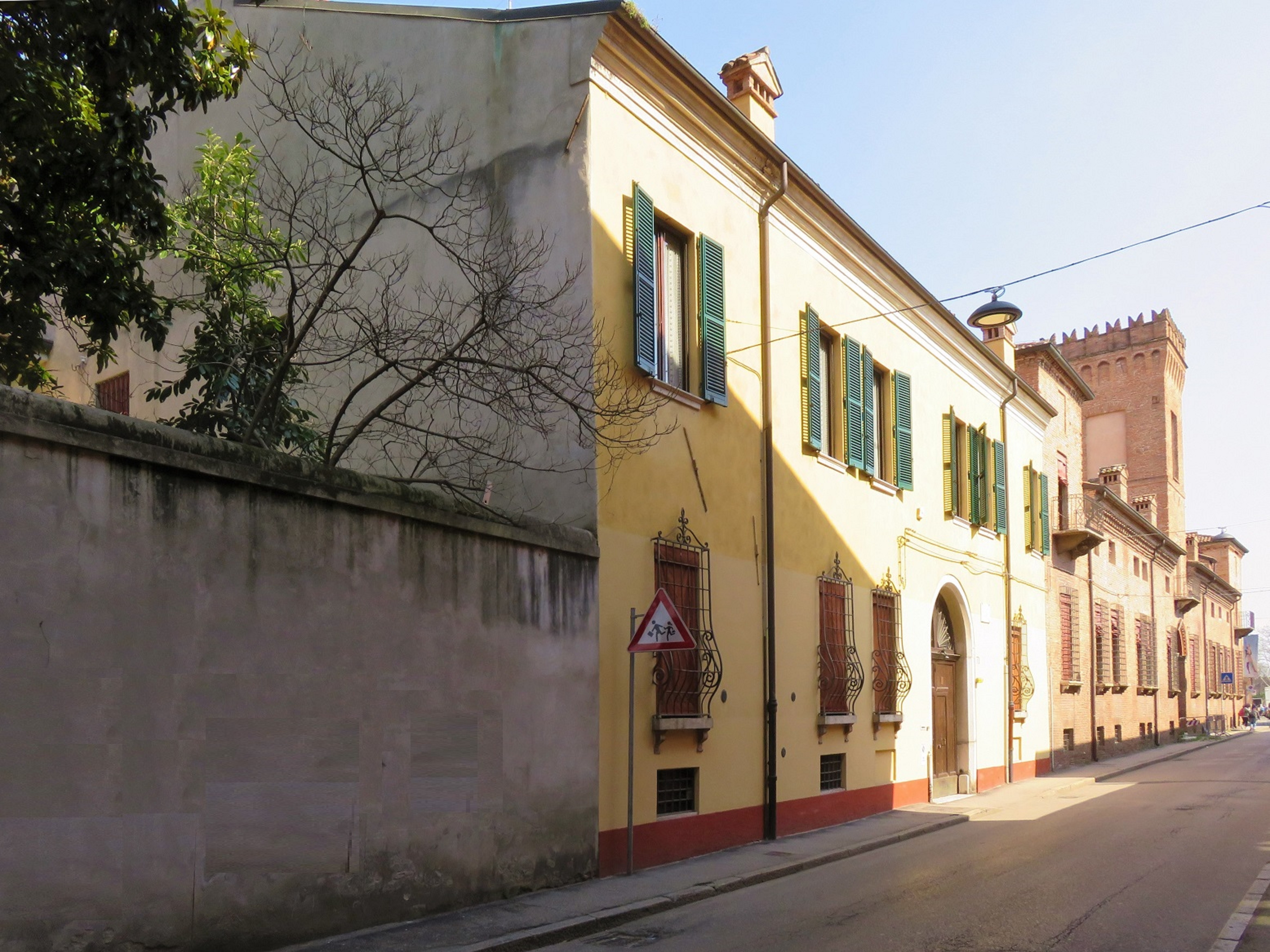
La casa che fu di Giorgio Bassani, in via Cisterna del Follo.

Ancor prima che fossero promulgate le Leggi razziali fasciste si dimise dalla sua carica il podestà Renzo Ravenna perché ebreo e che poi prese le distanze dal regime.
Con lo scoppio della seconda guerra mondiale, la morte di Italo Balbo, la successiva caduta del fascismo e l'inizio della guerra di liberazione vi furono attentati e rappresaglie. Il federale Igino Ghisellini cadde in un'imboscata, ne furono accusati gli antifascisti e undici ferraresi vennero fucilati accanto al Castello Estense il 15 novembre del 1943.
Nel 1943-44 Ferrara fu sede, nei locali del tempio israelitico di rito italiano, di uno dei campi di concentramento della Repubblica Sociale Italiana destinato a ospitare gli ebrei arrestati in città e provincia. Gli internati furono trasferiti al campo di Fossoli in tre riprese (12 febbraio 1944, 25 febbraio 1944 e 6 marzo 1944) e di lì deportati ad Auschwitz.
I bombardamenti alleati portarono morte e danni ai palazzi storici, alle infrastrutture ed alle abitazioni private. Per la città la guerra finì con l'arrivo dalle truppe inglesi il 24 aprile 1945.

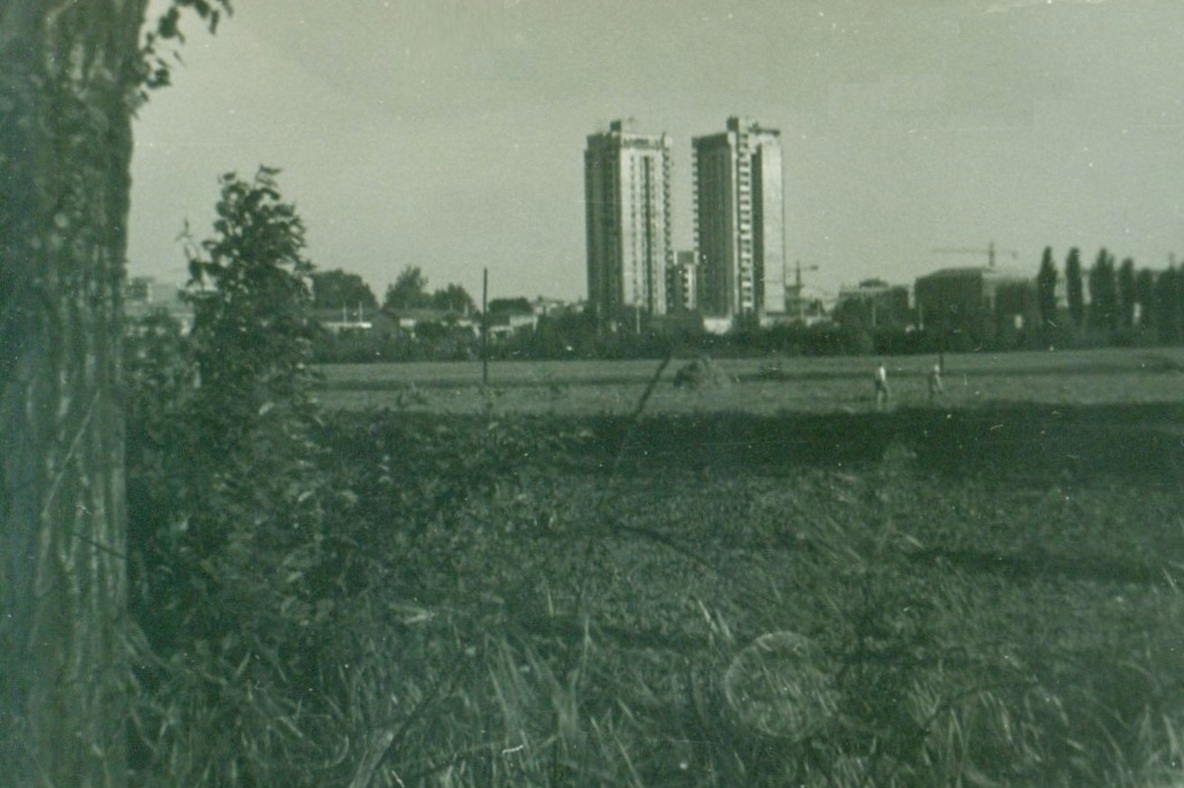
Il grattacielo di Ferrara come appariva negli anni '70 dalla periferia cittadina.

Figure emblematiche delle contraddizioni vissute dalla città tra le due guerre furono il gerarca Italo Balbo, prima squadrista e violento e poi grande trasvolatore, amico degli ebrei, uomo di stato e di cultura non sempre gradito a Benito Mussolini, il podestà fascista ed ebreo Renzo Ravenna, amico di Balbo, prima amministratore attento della città e poi perseguitato dallo stesso regime perché ebreo, e Giorgio Bassani, scrittore ebreo, antifascista, in grado di indagare la natura profonda dei suoi concittadini e di celebrare con la sua arte la città alla quale era legato.
La seconda metà del XX secolo iniziò con la ricostruzione e vide un progressivo processo di inurbamento con la costruzione di nuovi quartieri di edilizia popolare ed un lento abbandono delle campagne accelerato dalla modifica delle pratiche agricole che richiedevano minor manodopera. Per il medesimo motivo molti braccianti agricoli emigrarono verso altri paesi. Si ebbe poi la crisi di alcune aziende storiche come la Zenith (calzature) e la Lombardi (conserve). La speculazione edilizia non provocò troppi danni, con l'eccezione di due casi: il grattacielo in zona stazione e l'area di porta Paola, accesso alla città da Bologna.
Alla fine del secolo (nel 1995) la città entrò nella lista del Patrimonio dell'umanità dell'UNESCO.

### Ferrara nel XXI secolo

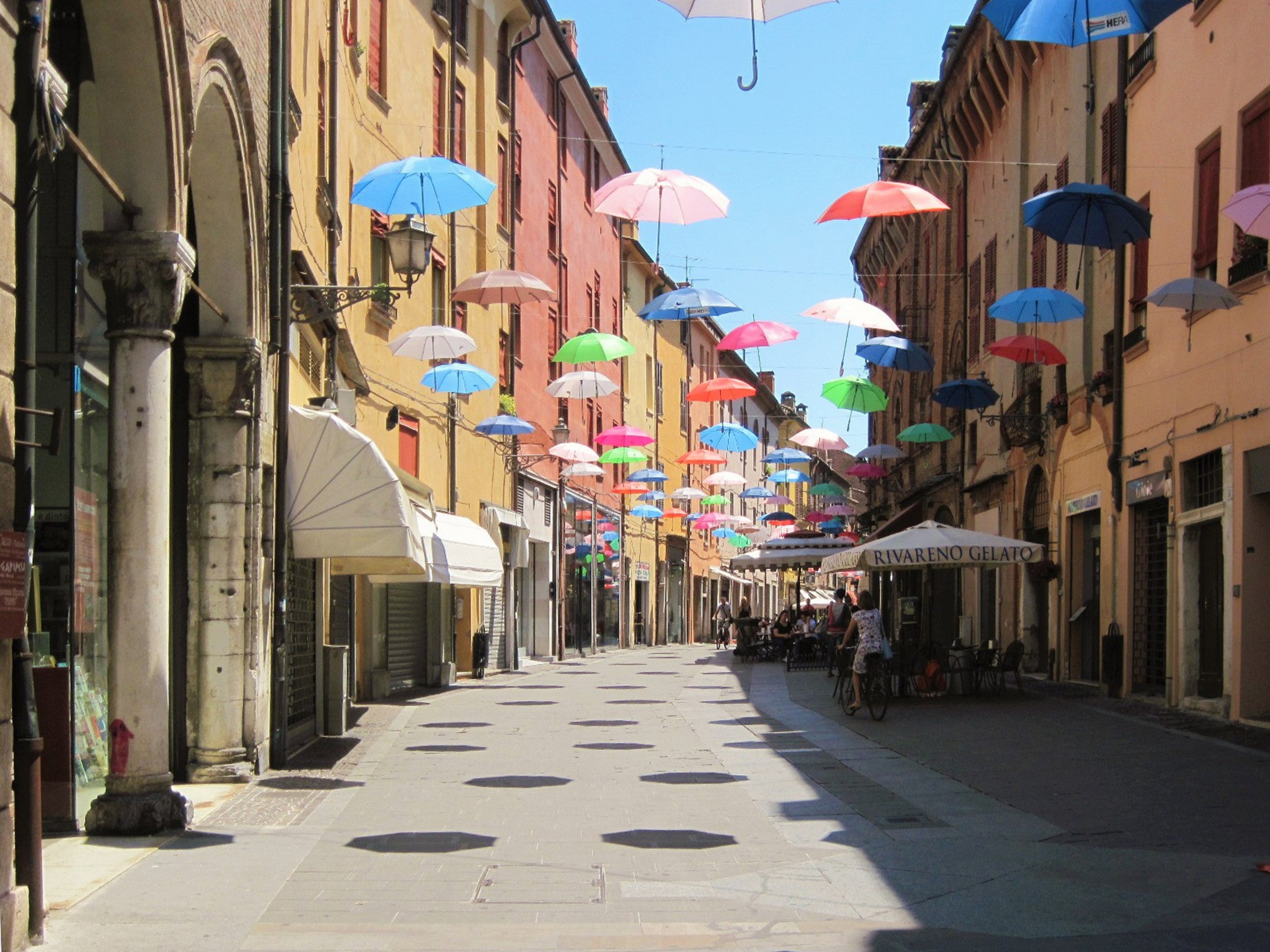
Via Mazzini a Ferrara è una delle vie più importanti per le varie attività commerciali che vi si affacciano ed appartiene all'antico ghetto ebraico.

Il nuovo secolo inizia con varie problematiche, fra cui il progressivo svuotamento del centro cittadino legato ad un piano di decentramento di uffici pubblici, l'aumento delle difficoltà nel settore della distribuzione (in particolare dei piccoli negozi) e, sul piano finanziario, la grave crisi della Cassa di Risparmio di Ferrara che interessa tutta la provincia.
La percezione pessimistica dei cittadini ferraresi riguardo alle condizioni generali della vita in città è un aspetto critico che li accomuna a molti italiani che risiedono in altre realtà locali e appare più o meno amplificata in funzione della qualità della partecipazione alla vita pubblica e delle opinioni politiche. In questo si osservano analogie con realtà come Torino, Brescia, Ancona, per citarne solo alcune. I temi come disoccupazione giovanile, spaccio, sicurezza, integrazione e, in genere, fiducia nelle istituzioni, condizionano i rapporti nella città estense.
Nel maggio 2012 la città è stata colpita dal terremoto dell'Emilia che ha provocato ingenti danni ma nessuna vittima sul territorio comunale.

### Simboli
Lo stemma e il gonfalone sono stati riconosciuti con decreto del Capo del Governo del 2 giugno 1934.
- Lo stemma di Ferrara è costituito da uno scudo perale diviso orizzontalmente a metà, con la parte superiore di color nero e la parte inferiore di color argento. Lo scudo è timbrato da una corona ducale, ricordo del periodo ducale della città.[61][62]

Stemma ufficiale[63]
Stemma nella versione sannitica, non più in uso dal comune[63]
Stemma come da bozzetto ufficiale[63]

Il drappo del gonfalone riporta colori identici, ha parti metalliche dorate e asta verticale ricoperta di velluto con bordo d'oro avvolto a spirale. La freccia superiore richiama lo stemma della città.[64]  - Gonfalone comunale[63]

### Onorificenze
Ferrara rientra fra le città decorate al valor militare per la guerra di liberazione, ed è stata insignita della Medaglia d'Argento al Valor Militare per i sacrifici sofferti dalla sua popolazione e per il suo ruolo nella lotta partigiana per la liberazione dall'occupazione nazifascista durante la seconda guerra mondiale.

## Monumenti e luoghi d'interesse
Ferrara presenta un centro storico ben conservato e ricco di monumenti. La città è uno dei quattro capoluoghi (con Bergamo, Grosseto e Lucca) ad avere il centro storico circondato da una grande cerchia muraria ancora in larga parte integra e quasi pressoché immutata nel corso dei secoli. Queste mura, che hanno raggiunto in epoca rinascimentale la loro massima estensione, racchiudono un'area di dimensioni molto maggiori rispetto a quella edificata al tempo dell'Addizione Erculea e diversa rispetto al momento della sua fondazione, quando nacque la Ferrariola, collocata a sud dell'antico corso del Po. Lo spazio interno in parte rimase adibito a campi e venne urbanizzato nei secoli successivi all'addizione di Ercole I d'Este. Un momento importante fu quello dell'Addizione Novecentista e poi nuovi interventi furono realizzati nella seconda metà del XX secolo.
L'Addizione Erculea è considerata la più importante e innovativa opera urbanistica del Rinascimento italiano e il suo valore storico e culturale ha influito in modo determinante nell'assegnazione del titolo di patrimonio dell'umanità alla città. L'opera urbanistica fu commissionata all'architetto di corte Biagio Rossetti dal duca Ercole I d'Este, che voleva spazi e dimensioni degni di una capitale. Così venne raddoppiato lo spazio racchiuso dalle mura e si superò il modello urbano romano e medievale, caratterizzato da vie strette e sinuose spesso nate assecondando le disomogeneità del terreno. Rossetti disegnò un nuovo assetto viario intra moenia molto rigoroso e composto da grandi arterie rettilinee che mettevano in comunicazione i punti focali della città e che, incontrandosi, generavano incroci segnalati da edifici monumentali. Il luogo maggiormente identificativo è il Quadrivio degli Angeli, incrocio tra l'asse nord-sud (da Porta degli Angeli al Castello Estense) e l'asse est-ovest (da Porta Mare a Porta Po), su cui affacciano Palazzo dei Diamanti, Palazzo Prosperi-Sacrati e Palazzo Turchi di Bagno.
L'Addizione Novecentista fu un intervento più frammentato, che interessò solo parte della città. Alcune aree vennero modificate secondo il gusto architettonico del tempo noto come razionalismo italiano. Tra gli architetti interessati vi fu Carlo Savonuzzi e le personalità maggiormemte coinvolte in quel periodo furono Renzo Ravenna e Italo Balbo.
Oltre ai punti più visitati, Ferrara conserva spazi e punti caratteristici come Via Coperta, Vicolo dei Duelli e Via delle Vigne.

### Architetture religiose

#### Chiese cattoliche

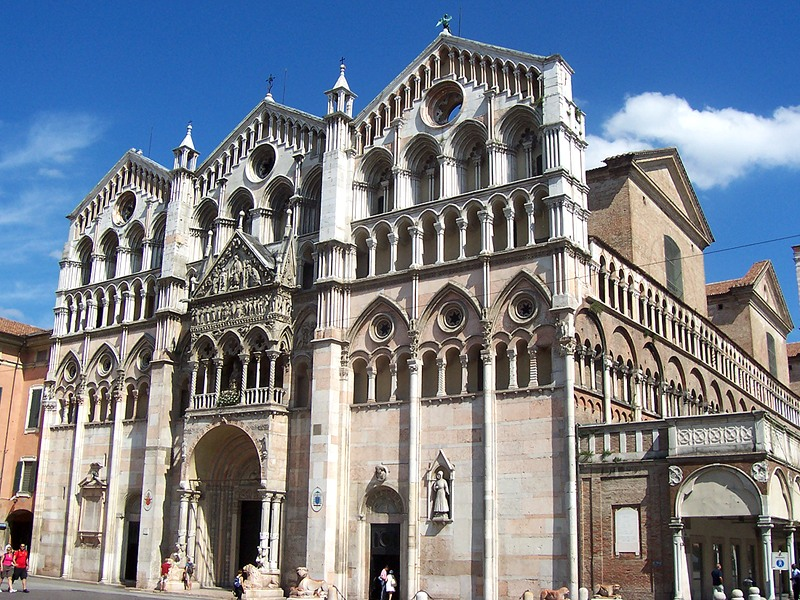
Cattedrale di San Giorgio.

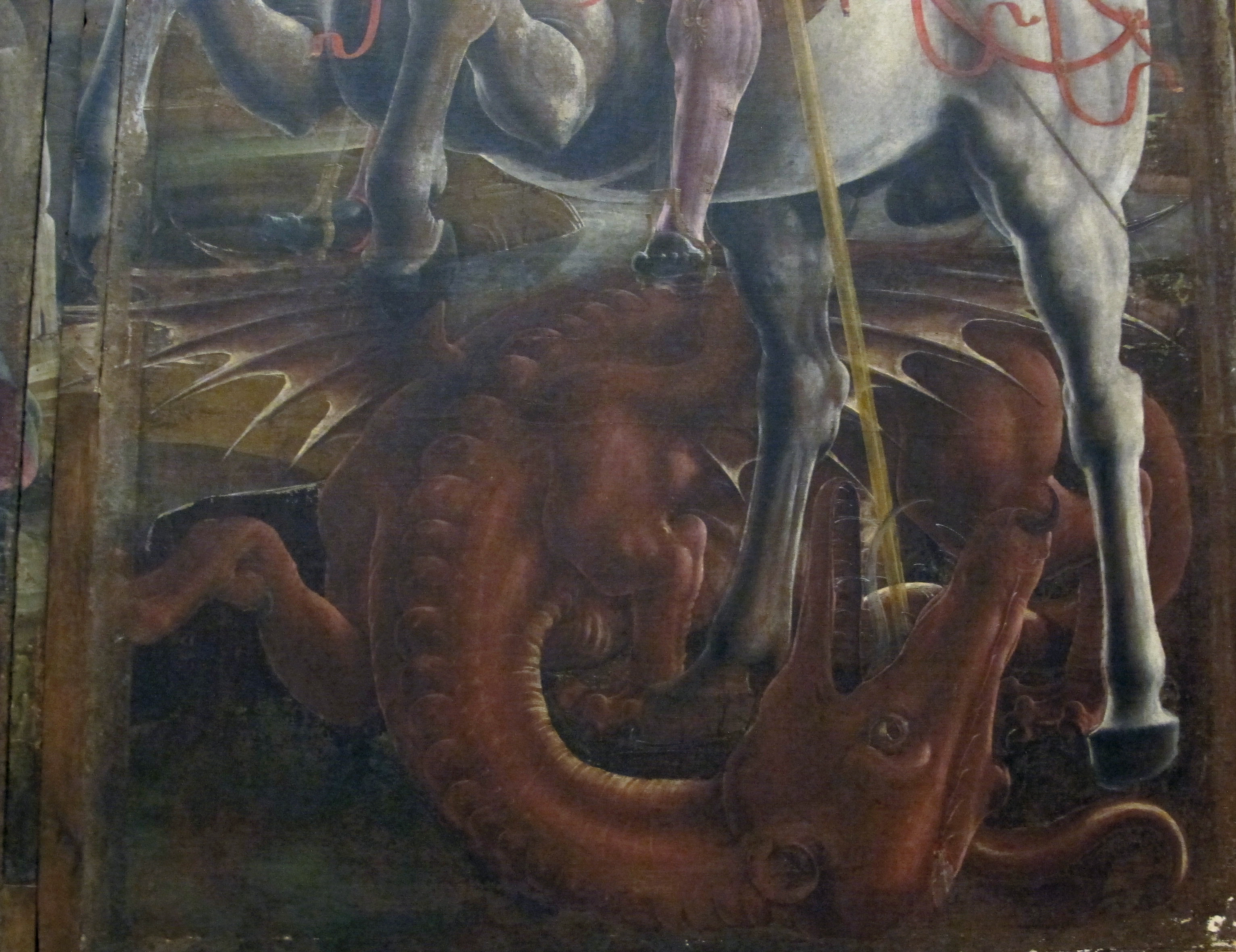
Cosmè Tura, ante dell'organo della Cattedrale di Ferrara (particolare)

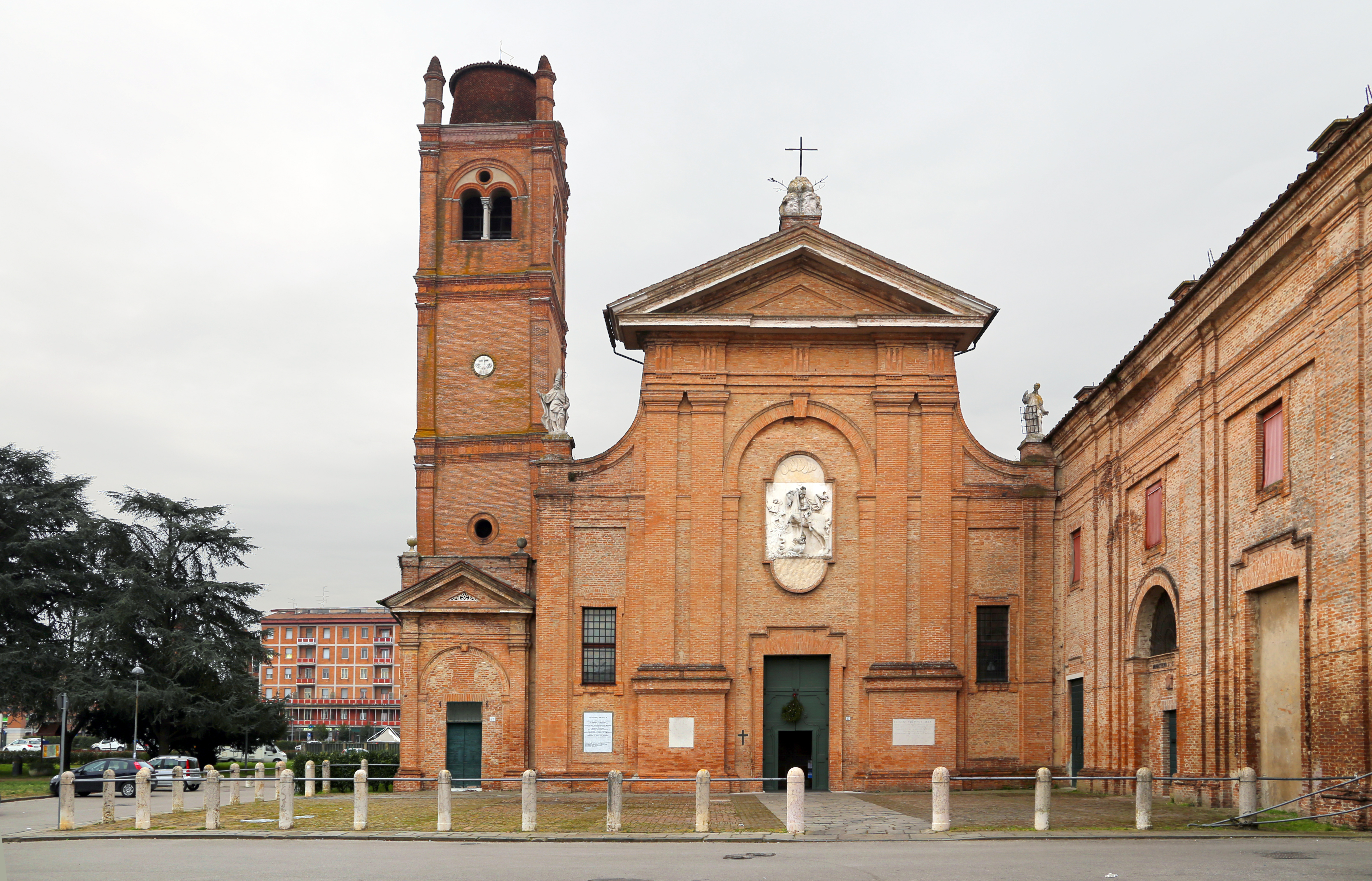
Basilica di San Giorgio fuori le mura

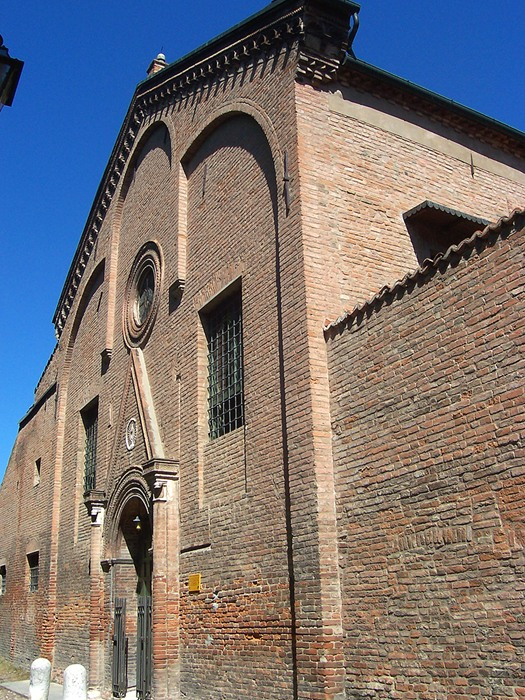
Monastero del Corpus Domini. Qui sono conservate alcune tombe degli Estensi, tra questi Ercole I d'Este e Lucrezia Borgia.

- Cattedrale di San Giorgio, sede dell'Arcidiocesi di Ferrara-Comacchio e riveste importanza storica ed artistica notevole. Venne edificata sul sito di una delle prime linee difensive delle antiche mura medievali attorno al XII secolo. La data di inizio lavori per la sua erezione non è certa e un'epigrafe del 1135, sopra l'arco del protiro, recita: anno milleno centeno ter quoque deno / quinque superlatis struitur domus haec pietatis.  Il verbo struitu, di difficile traduzione, è stato interpretato sia come si costruisce, sia come si continua a costruire. Il progettista che diede inizio anche alla realizzazione del protiro è Nicholaus (già architetto della basilica di San Zeno a Verona e della sacra di San Michele in Val di Susa), chiamato al compito con Guglielmo degli Adelardi. La "firma" di Nicholaus è contenuta in un'iscrizione collocata sopra la cornice della lunetta del portale maggiore. La facciata della cattedrale è romanica e presenta logge, arcate, statue, rosoni e bassorilievi. Alcuni particolari di epoca successiva presentano caratteristiche gotiche (il Giudizio universale posto sul protiro sorretto da due ippogrifi o la statua della Madonna col Bambino nella loggia sopra il portale centrale). Sul lato destro rivolto a piazza Trento e Trieste esisteva una seconda entrata denominata "porta dei Mesi", completamente demolita durante un restauro settecentesco. Sullo stesso lato meridionale è stata ritrovata un'iscrizione (quasi completamente situata sotto l'attuale livello della piazza) che corre lungo tutta la fiancata, recante un decreto del Consiglio dei sapienti del comune, del 13 maggio 1173, testimonianza delle regole e delle consuetudini locali. Un'altra importante iscrizione si trova nella facciata, accanto alla statua di Alberto V d'Este, e riporta la bolla pontificia di papa Bonifacio I che istituiva l'università di Ferrara, datata 4 marzo 1391. L'interno ha tre navate ed è decorato in stile barocco. Nelle cappelle laterali sono presenti numerosi dipinti di Guercino, di Garofalo e di Francesco Francia. L'abside è opera di Biagio Rossetti e nel catino absidale è affrescato il Giudizio Universale. Il campanile in marmo rosa e bianco è stato attribuito a Leon Battista Alberti e nella sua forma attuale risulta incompleto.Cosmè Tura, ante dell'organo della Cattedrale di Ferrara (particolare)Basilica di San Giorgio fuori le muraMonastero del Corpus Domini. Qui sono conservate alcune tombe degli Estensi, tra questi Ercole I d'Este e Lucrezia Borgia.
- Basilica di San Giorgio fuori le mura, fu la prima basilica della città, costruita sulla sponda destra del Po di Volano dove si era creata e sviluppata la Ferrara antica. Chiamata anche "monastero di San Giorgio degli Olivetani", la chiesa fu costruita nell'VIII secolo e quasi completamente trascurata quando la sede vescovile venne spostata, nel 1135, nell'attuale cattedrale. Il campanile fu rimaneggiato da Biagio Rossetti ed oggi ospita la tomba di Cosmè Tura.
- Chiesa di San Francesco, opera di Biagio Rossetti, costruita nel 1494, presenta una pianta a croce latina e una facciata rinascimentale. L'interno, a tre navate, presenta otto cappelle per ogni lato.
- Chiesa di San Paolo, che è stata interamente ricostruita dopo il terremoto del 1570. Fungeva da luogo di sepoltura per la nobiltà ferrarese. Vi sono conservati dipinti dello Scarsellino e del Bastianino. A fianco della chiesa si conserva l'antico convento con due chiostri.
- Chiesa di Santa Maria in Vado, che deve il suo nome ad un guado del Po detto il vado presente nei dintorni dell'edificio. Secondo la tradizione nella chiesetta preesistente a quella edificata in seguito, vi avvenne un miracolo eucaristico nel 1171. Da un'ostia spezzata fuoriuscì un getto di sangue che andò a colpire la volta soprastante e il punto dove si suppone siano ancora presenti le macchioline di sangue può essere raggiunto tramite una piccola scala che parte da una delle cappelle.
- Chiesa di San Cristoforo alla Certosa. È l'edificio di culto del cimitero della Certosa di Ferrara, anticamente situata in una zona decentrata, come voleva la tradizione dei certosini, fu in seguito compresa all'interno delle mura cittadine con l'Addizione Erculea. Quando i certosini vennero espropriati della chiesa con l'arrivo dell'esercito napolelonico l'edificio passò, nel 1813, tra le proprietà del comune di Ferrara che riaprì la chiesa al culto e trasformo l'antico convento nel cimitero monumentale. L'interno è costituito da un'unica navata dotata di sei cappelle il cui progetto è attribuito a Biagio Rossetti.
- Tombe degli Estensi, ospitate nel monastero del Corpus Domini, sorto tra il 1415 ed il 1431.[66]

#### Altri edifici religiosi cattolici
- Chiesa di San Benedetto
- Chiesa di San Carlo
- Chiesa di San Domenico
- Chiesa del Gesù
- Monastero di Sant'Antonio in Polesine
- Chiesa e monastero di Santa Teresa Trasverberata
- Oratorio dell'Annunziata
- chiesa di San Maurelio Vescovo e Martire
- Chiesa di Santa Lucia
- Chiesa di Santa Maria dei Servi
- Chiesa delle Sacre Stimmate
- Chiesa di Santo Spirito
- Chiesa di Santa Maria della Consolazione
- Chiesa di Santa Maria della Pietà dei Teatini
- Chiesa dei Santi Pietro e Paolo detta anche chiesa dei Mendicanti
- Chiesa di Santa Chiara Vergine

- Chiesa di San Gregorio Magno
- Chiesa di Sant'Antonio Abate
- Chiesa di Santa Francesca Romana
- Chiesa di Santa Maria Nuova
- Chiesa di Santa Maria del Suffragio
- Chiesa di San Giovanni Battista detta anche dei Cavalieri di Malta.
- Chiesa di Santa Maria della Visitazione detta anche della Madonnina.
- Chiesa di San Giuliano
- Chiesa di Santo Stefano
- Chiesa di San Girolamo
- Chiesa dei Santi Giuseppe, Tecla e Rita
- Chiesa di Santa Giustina
- Chiesa di Sant'Agnese
- Chiesa e convento di Santa Monica
- Chiesa di San Giacomo Apostolo
- Santuario del Santissimo Crocifisso di San Luca

#### Chiese non più sede di culto, ancora presenti ma sconsacrate
- Cappella Revedin
- Chiesa di Sant'Agnesina
- Chiesa di Sant'Apollonia
- Chiesa di Santa Croce dell'inquisizione o Crocette di San Domenico
- Chiesa di San Giacomo
- Chiesa di San Cristoforo dei Bastardini
- Chiesa di San Bartolomeo, ad Aguscello
- Chiesa di Santa Caterina Martire
- Chiesa di San Michele
- Chiesa di Santa Margherita

- Chiesa di San Martino
- Chiesa dei Santi Simone e Giuda
- Chiesa di San Nicolò
- Chiesa e monastero di Santa Maria delle Grazie
- Ex chiesa Santa Libera
- Ex chiesa di San Pietro
- Ex chiesa di San Romano
- Ex chiesa di San Matteo del Soccorso
- Ex oratorio di San Giovanni Battista
- Oratorio di Santa Barbara
- Oratorio di San Lodovico

#### Chiese scomparse, edifici totalmente o parzialmente demoliti
- Chiesa del Buon Amore
- Chiesa di Santa Maria delle Bocche
- Chiesa di Sant'Alessio
- Chiesa di San Salvatore
- Chiesa di Sant'Agata
- Chiesa di Sant'Agostino
- Chiesa di San Gabriele
- Chiesa di San Giobbe

- Chiesa di Santa Croce
- Chiesa di Santa Maria degli Angeli
- Chiesa e monastero di Sant'Andrea
- Chiesa e monastero di San Guglielmo
- Chiesa e monastero di San Silvestro
- Chiesa di San Vitale
- Chiesa di Santa Maria della Rosa
- Monastero di San Bernardino

#### Edifici religiosi di altri culti

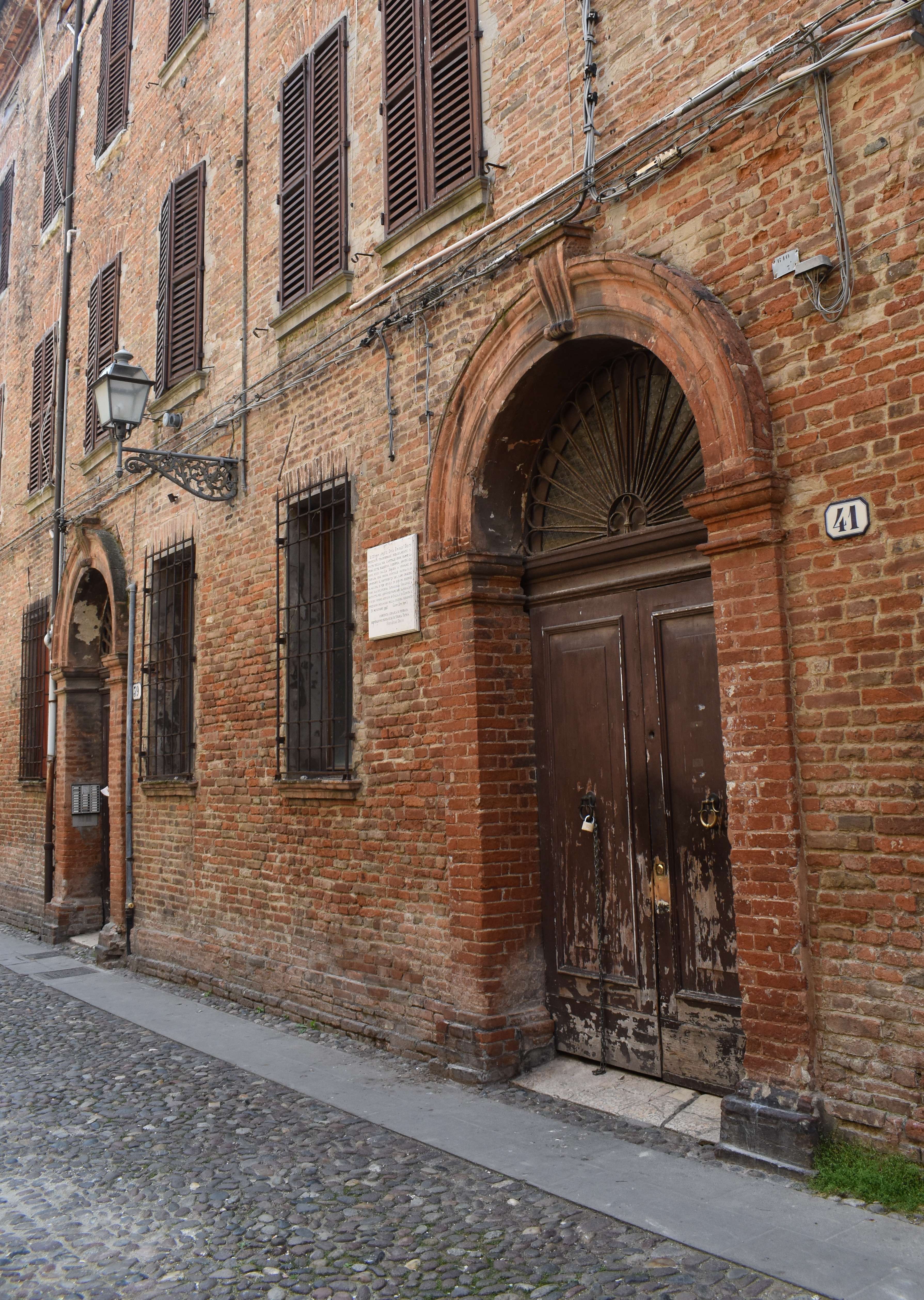
Ex scola spagnola in via Vittoria.

- Sinagoghe, realizzate nell'area del ghetto sono tre: Scola tedesca, Scola Fanese, Scola italiana.
- Chiesa Battista, realizzata in via Carlo Mayr agli inizi del Novecento è composta da una sala di culto e da una sala conferenze intitolata a Martin Luther King.
- Centri di cultura islamica, tre nel comune e diversi in provincia.[67]

#### Cimiteri monumentali
- Cimitero monumentale della Certosa di Ferrara, include anche la chiesa di San Cristoforo alla Certosa e venne fondato come monastero certosino nel 1452, per volere di Borso d'Este
- Cimitero ebraico di Ferrara-via delle Vigne, all'interno dalle antiche mura, in un'area un tempo denominata Orto degli ebrei.

### Architetture civili

#### Architetture medievali e rinascimentali
- Castello Estense (1385). Viene considerato il monumento più rappresentativo della città. Fu concepito come fortezza militare, costruito in mattoni, a pianta quadrata e dotato di quattro torri difensive con altane, circondato da un fossato con acqua che lo rende uno degli ultimi castelli europei con tale caratteristica. Già a partire dal 1476 Ercole I d'Este decise di trasformarlo per fargli assumere la funzione di reggia signorile. La famiglia abbandonò così la precedente residenza del Palazzo Municipale e, a cominciare dal Cinquecento, intraprese i primi interventi di abbellimento del castello, in particolare con la sistemazione della via Coperta, un corridoio sopraelevato che unisce il Castello Estense al Palazzo del Municipio, all'interno della quale Alfonso I d'Este collocò i cosiddetti Camerini d'alabastro, ovvero delle sfarzose stanze contenenti importanti opere appartenute a Dosso Dossi, Tiziano Vecellio e Antonio Lombardo.
- Palazzo Municipale. Fu la prima dimora degli Estensi e venne costruito ad iniziare dal 1245. Assunse le dimensioni moderne attorno al 1481. Nel 1927, durante il periodo della addizione Novecentista, la facciata rivolta verso la cattedrale venne interamente ricostruita in stile neogotico e fu riedificata la nuova torre della Vittoria al posto di quella crollata secoli prima. L'edificio ha una pianta rettangolare allungata con le facciate libere rivolte a piazza della cattedrale e corso Martiri della Libertà, piazza Savonarola, piazza castello, via Garibaldi e via Cortevecchia. L'entrata principale del palazzo (il Volto del Cavallo) è posta di fronte al protiro del duomo, a confermare l'importanza del potere politico oltre a quello religioso. Il cortile interno presenta altre due entrate, la Volta del Cavalletto (in via Cortevecchia) e il Volto della Colombina, dove inizia via Garibaldi. Questo cortile un tempo era riservato alla corte, come il giardino delle Duchesse, ed è diventato piazza del Municipio con il monumentale scalone d'onore cinquecentesco che permette l'accesso al piano nobile del palazzo. Altri accessi sono dalla loggia in piazza Savonarola oppure dal Castello Estense attraverso la via Coperta.
- Palazzo dei Diamanti. È uno dei palazzi cittadini di maggior rilievo, sede espositiva di numerose mostre temporanee e sede permanente della Pinacoteca Nazionale. La particolarità del monumento risiede negli 8.500 blocchi di marmo a forma di punta di diamante che, oltre a dare il nome al palazzo, rendono la struttura notevolmente articolata grazie alle diverse inclinazioni delle punte dei diamanti che riescono così a creare numerosi effetti di luci ed ombre.
- Palazzo Turchi di Bagno. Ospita il museo di paleontologia e preistoria Piero Leonardi, il dipartimento di Risorse Naturali e Culturali della facoltà di Scienze dell'Università degli Studi di Ferrara e, nei suoi giardini, c'è l'Orto botanico dell'Università di Ferrara.
- Palazzo Prosperi-Sacrati. È il più antico palazzo dell'Addizione Erculea, famoso per il suo imponente portale rinascimentale in tipico stile ferrarese, costituito da una piccola scalinata e due alte colonne che sorreggono un balconcino.
- Palazzo Bevilacqua Costabili. È un'importante dimora storica che ha ospitato la famiglia Bevilacqua trasferita in città da Verona in occasione delle nozze di famiglia. La facciata è ornata da nicchie ritraenti volti di imperatori romani e decorazioni raffiguranti trofei militari. Il lavoro viene attribuito a Giovan Battista Aleotti che lavorò, sempre a Ferrara, anche al palazzo Bentivoglio, caratterizzato da un simile apparato decorativo. Dopo lunghi restauri, nel 2006, vi hanno trovato sede le aule e gli uffici della Facoltà di Economia dell'Università degli Studi di Ferrara.
- Palazzo Schifanoia. È l'unica delizia estense rimasta dentro le mura cittadine ed è sede museale. Fu antica dimora di svago della famiglia estense ed il suo nome significa schifare la noia. Fu costruito nel 1385 per poi essere modificato e completato nel 1493 da Biagio Rossetti. Al piano nobile c'è il Salone dei Mesi, una delle massime espressioni di affreschi quattrocenteschi italiani. Al salone, voluto da Borso d'Este, contribuirono alcuni dei più importanti esponenti della scuola ferrarese: Francesco del Cossa ed Ercole de' Roberti.
- Palazzo Costabili. Viene chiamato anche palazzo di Ludovico il Moro ed è sede del Museo archeologico nazionale. Si presume che sia stato voluto dell'allora duca di Milano, Ludovico il Moro, che decise di trasferirsi a Ferrara per sfuggire a pericoli che stava correndo in quel periodo. Costruito tra il 1495 e il 1503, fu opera di Biagio Rossetti che rese particolare il palazzo per il cortile d'onore interno caratterizzato da un portico con un doppio ordine di arcate. Nel museo archeologico sono contenuti numerosi manufatti appartenuti all'antica città etrusca di Spina. La stanza più rappresentativa e più importante è la cosiddetta Sala del Tesoro la cui volta fu decorata con la tecnica del trompe l'oeil da Benvenuto Tisi da Garofalo.
- Palazzo Bentivoglio. Venne edificato per volontà di Borso d'Este nel 1449 e ristrutturato nel 1585 ad opera di Cornelio I Bentivoglio. L'imponente prospetto, riccamente decorato con bassorilievi marmorei araldici, armature, frecce, lance e bandiere è attribuito ad una collaborazione tra Pirro Ligorio e Giovan Battista Aleotti. All'interno si trovano pregevoli soffitti dipinti nel 500 dalla bottega dei Filippi.
- Palazzo Roverella. Fu edificato nel 1508 su commissione di Girolamo Magnanini, cancelliere del Duca Alfonso I d'Este. È una delle ultime opere realizzate da Biagio Rossetti. Ebbe numerosi passaggi di proprietà. Nel XVIII secolo i Magnanini lo vendettero ai conti Roverella, passò poi ai conti Aventi alla fine del XIX secolo ed infine a Giuseppe Zamorani che lo lasciò in eredità al circolo dei Negozianti, che ne è proprietario dal 1932. Palazzo Roverella, a differenza di altri edifici rossettiani, è stato concepito per una visione frontale e non angolare e la facciata è caratterizzata da un assoluto rigore geometrico determinato dagli elementi architettonici e dagli ornamenti in bassorilievo, tipici del rinascimento locale. Di particolare originalità sono le finestre addossate come bifore alle lesene che scandiscono gli spazi verticalmente e la trifora timpanata che si apre al centro della facciata.Casa di Ludovico Ariosto, in via Ariosto, sede della fondazione Bassani.

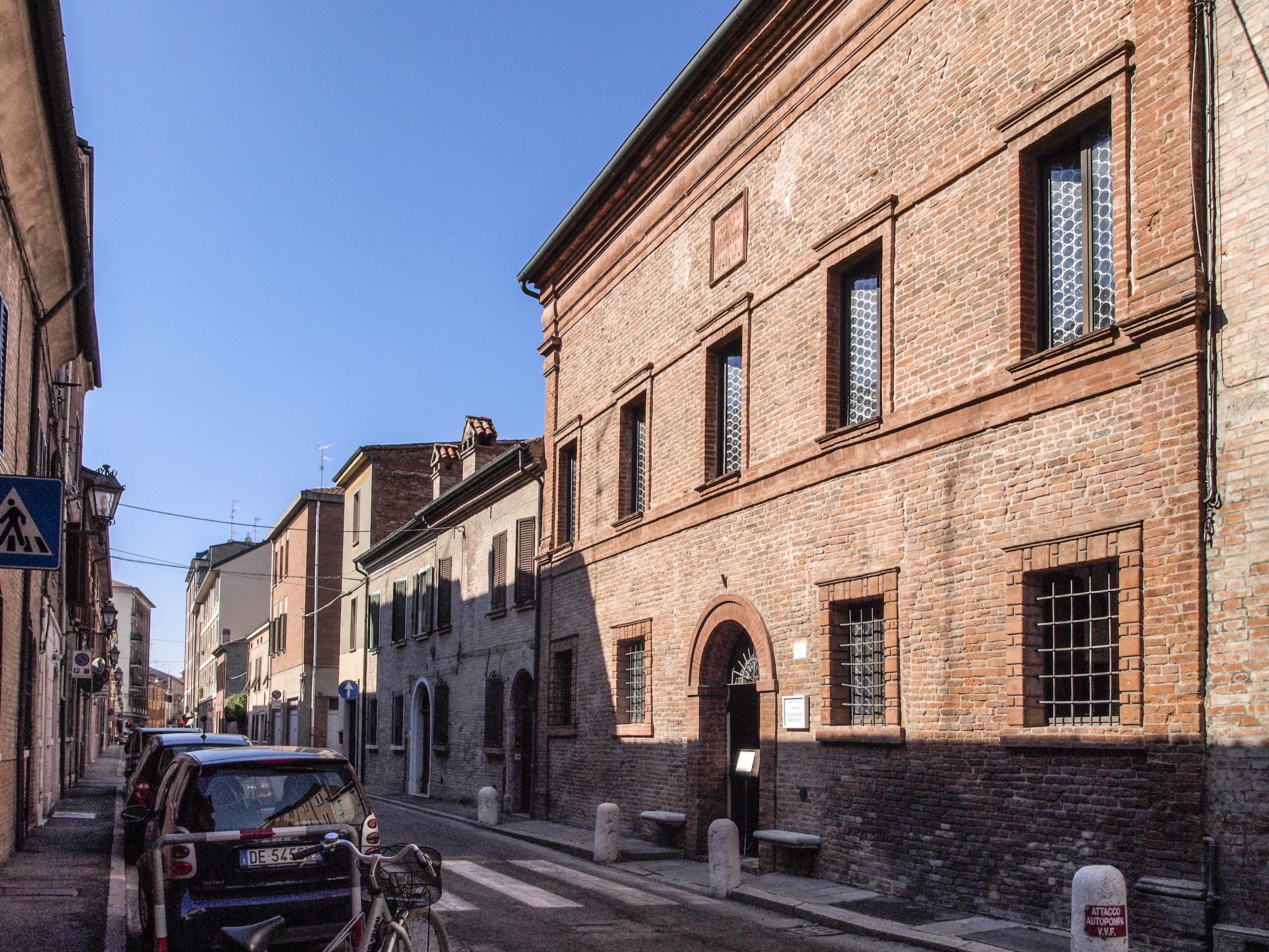
Casa di Ludovico Ariosto, in via Ariosto, sede della fondazione Bassani.

- Palazzo Contrari. Edificato nel XIII secolo sulla via omonima, all'angolo con via Canonica, in pieno centro cittadino. Aveva una merlatura che crollò durante il terremoto di Ferrara del 1570. Venne in seguito modificato ma conserva un aspetto monumentale, anche grazie al bel portale bugnato in marmo. Nelle ampie stanze i soffitti sono a cassettoni rifiniti con oro e figure di pregevole fattura. Nell'intero edificio vi sono molti fregi risalenti al momento della sua edificazione.
- Casa di Ludovico Ariosto. Costruita nel 1526 nella parte nuova della città, quella dall'Addizione Erculea. Fu la casa dove il poeta visse vi morì nel 1533.
- Casa Romei, di fronte al palazzo di Renata di Francia.
- Palazzina di Marfisa d'Este.
- Palazzo Bonacossi.
- Palazzo Massari, con vicino l'omonimo parco.
- Biblioteca comunale Ariostea, nel palazzo Paradiso.Palazzo della Ragione in una stampa del 1838.

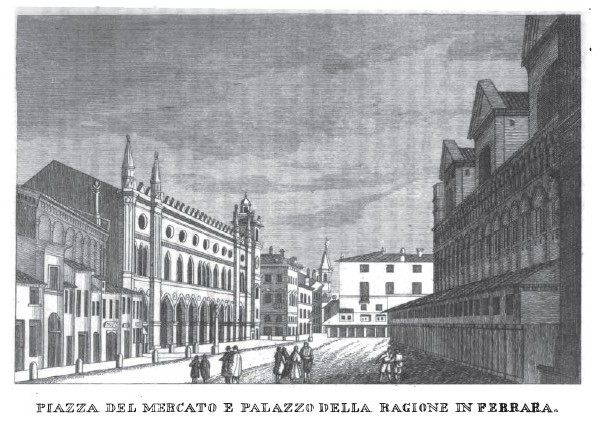
Palazzo della Ragione in una stampa del 1838.

- Palazzo della Ragione, non più esistente, fu abbattuto dopo un incendio avvenuto alla fine della seconda guerra mondiale[68] Un'immagine storica così come appariva nel 1506 è presente in una miniatura del Libro de' giustiziati in Ferrara, conservato nella Biblioteca comunale Ariostea[69]. L'edificio recente è stato oggetto di una ricostruzione poco rispettosa del suo aspetto storico su progetto di Marcello Piacentini e per questo molto criticata, anche se non da tutti gli esperti. Bruno Zevi lo inserì nel cosiddetto stupro di Ferrara e Carlo Bassi nello sventramento di San Romano, che portò ad esempio all'intervento che modificò in modo pesante parte di corso Porta Reno.

#### Architetture novecentesche

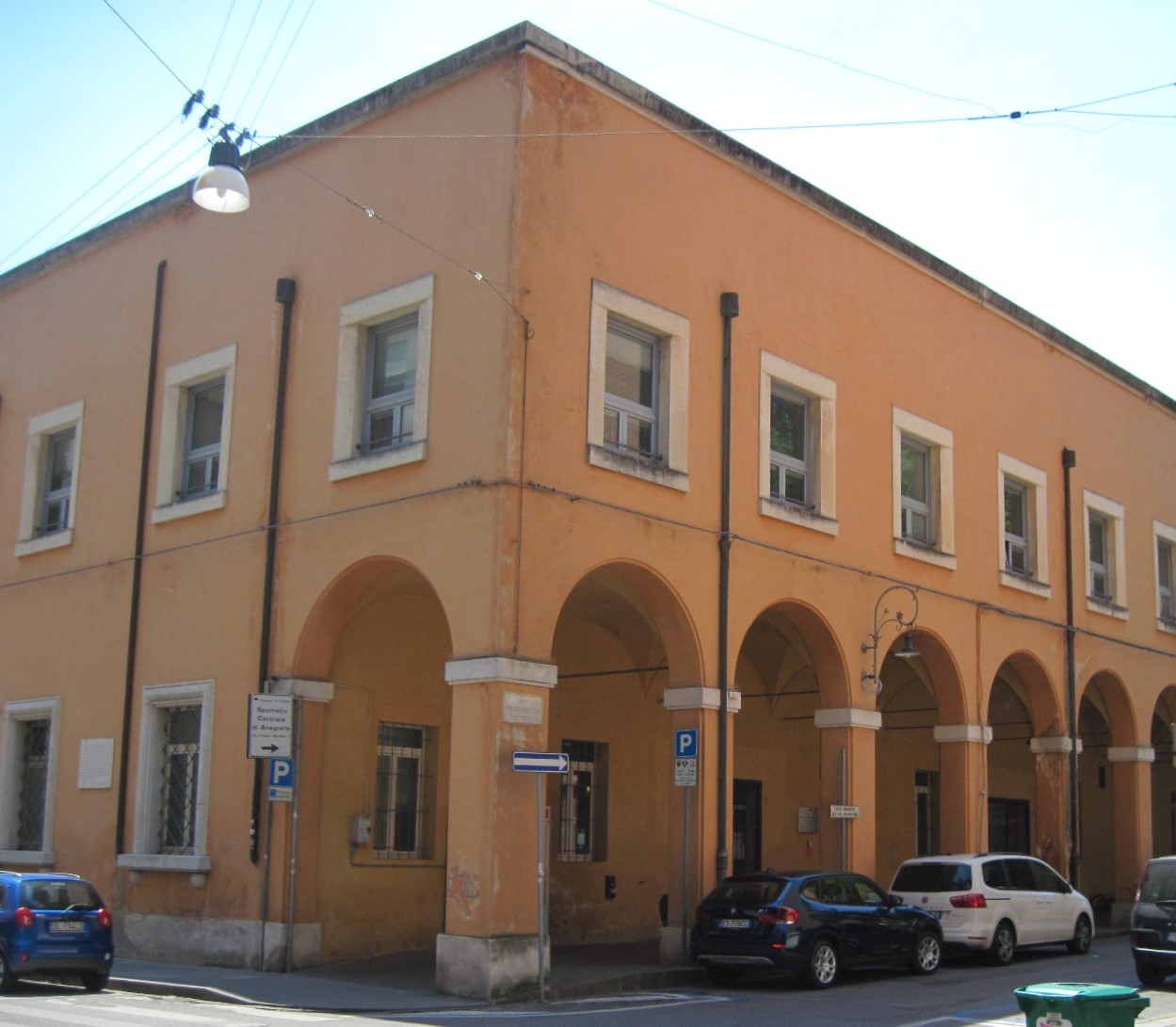
Ex caserma del Littorio, all'angolo tra via degli Spadari e via Fausto Beretta, accanto al palazzo delle poste.

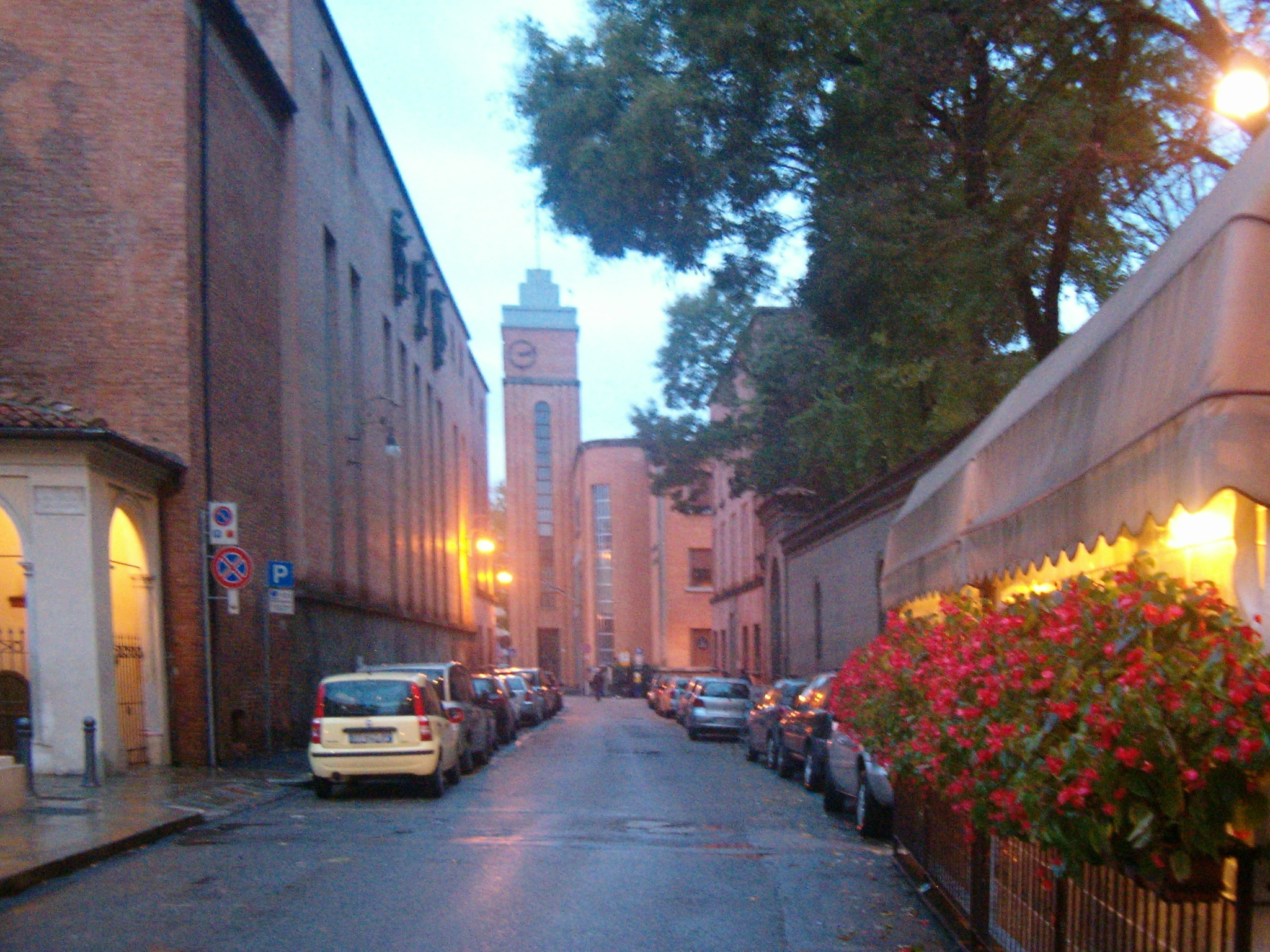
Complesso di edifici progettato da Carlo Savonuzzi, a sx il Conservatorio Girolamo Frescobaldi e sullo sfondo la Scuola elementare Alda Costa

A Ferrara dagli inizi del XX secolo e fino a pochi anni dopo la seconda guerra mondiale vi furono rilevanti interventi urbanistici voluti dal Comune sia per valorizzare un patrimonio urbano quasi in rovina sia per la riqualificazione dell'area prima occupata dalla Fortezza.
Carlo Savonuzzi, in particolare, tra gli anni venti e gli anni trenta, realizzò molte opere architettoniche in stile razionalista, per quella che fu chiamata in seguito addizione Novecentista. Gli edifici più significativi legati a questo periodo sono la torre della Vittoria, l'Acquedotto, la ex caserma del Littorio, il complesso Boldini, il conservatorio Girolamo Frescobaldi, il museo di storia naturale, il palazzo dell'Aeronautica, il palazzo delle Poste e la scuola elementare Alda Costa.

#### Teatri

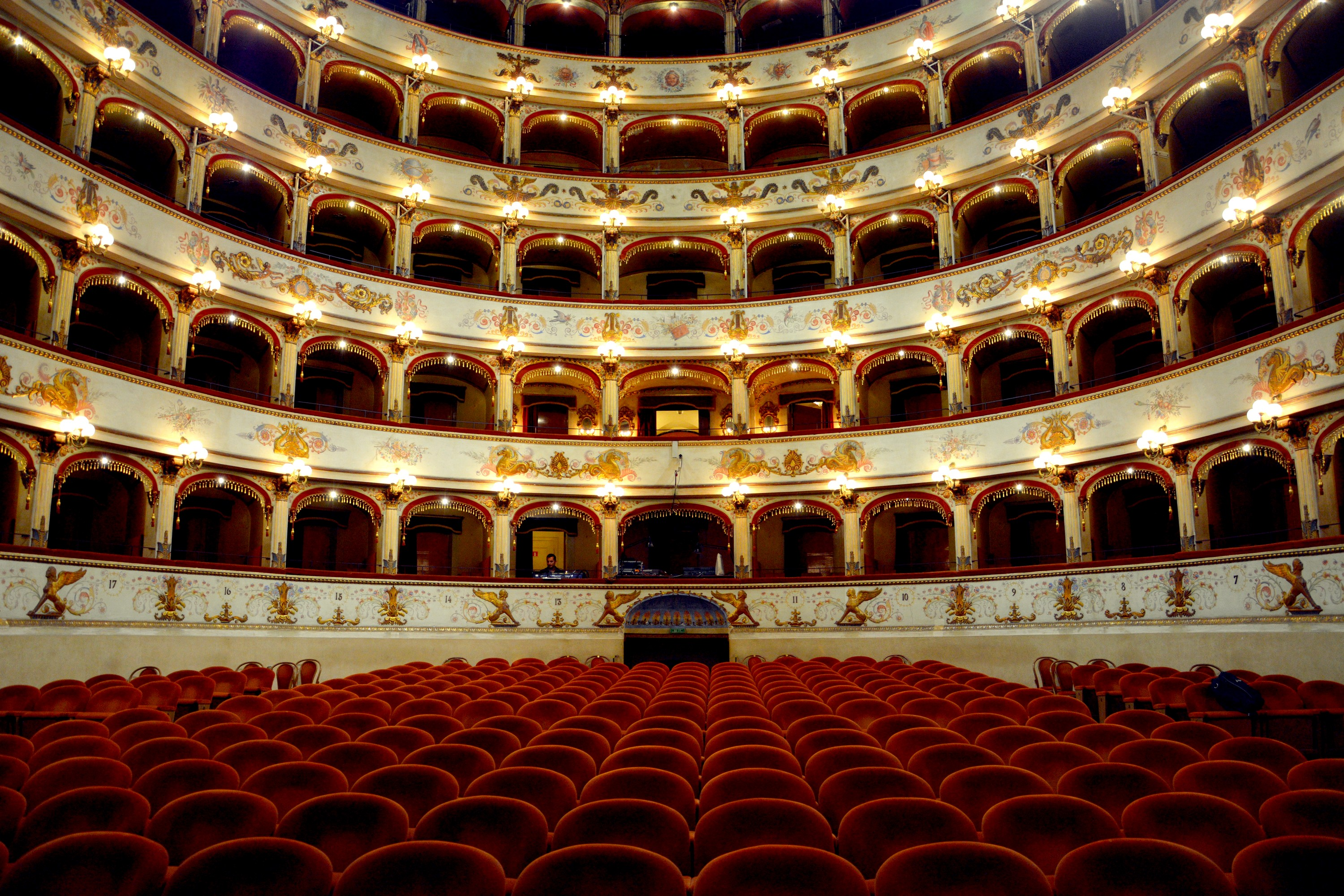
La grande sala del teatro comunale di Ferrara, con la platea ed i cinque ordini di palchi.

- Teatro comunale (XVIII secolo), è il teatro principale della città. Quando se ne decise la costruzione ne esistevano già altri in città, ma si sentì la necessità di una struttura nuova e maggiormente rappresentativa. Furono scelti gli architetti Antonio Foschini e Cosimo Morelli e venne decisa anche la sede ma all'inizio sorsero problemi sul progetto e solo dopo anni di ritardi i lavori ripresero per essere riaffidati ancora a Foschini e Morelli. Nel 2014 il teatro è stato dedicato alla memoria di Claudio Abbado, che ne fu a lungo direttore artistico.
- Teatro Nuovo, è il secondo della città per importanza, inaugurato nel 1926. Sino al 2006 la sala veniva usata anche come cinema.
- Sala Estense è all'interno del palazzo municipale. All'origine fu la chiesa della casata estense poi, sconsacrata, venne utilizzata per altri scopi. Attorno al 1925 venne riadattata e divenne sala cinematografica e dopo anche teatro o spazio per conferenze, concerti e manifestazioni. Spesso ospita la compagnia teatrale dialettale Straferrara.
- Teatro Verdi, è stato attivo sin quasi alla fine del XX secolo, poi venne chiuso definitivamente.[70]

### Architetture militari

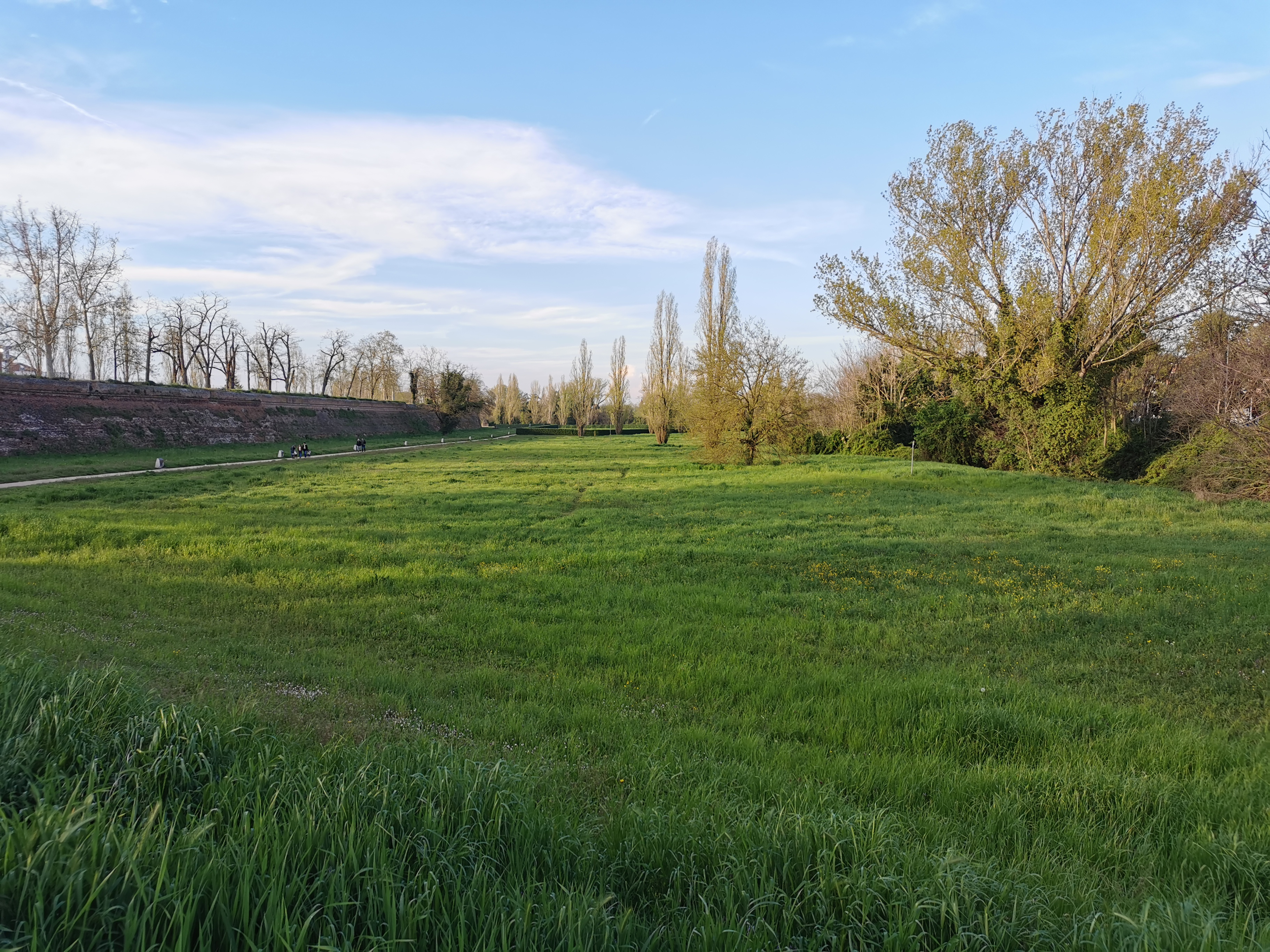
Le mura di Ferrara ed il sottomura nella zona est, nelle vicinanze di via Pomposa

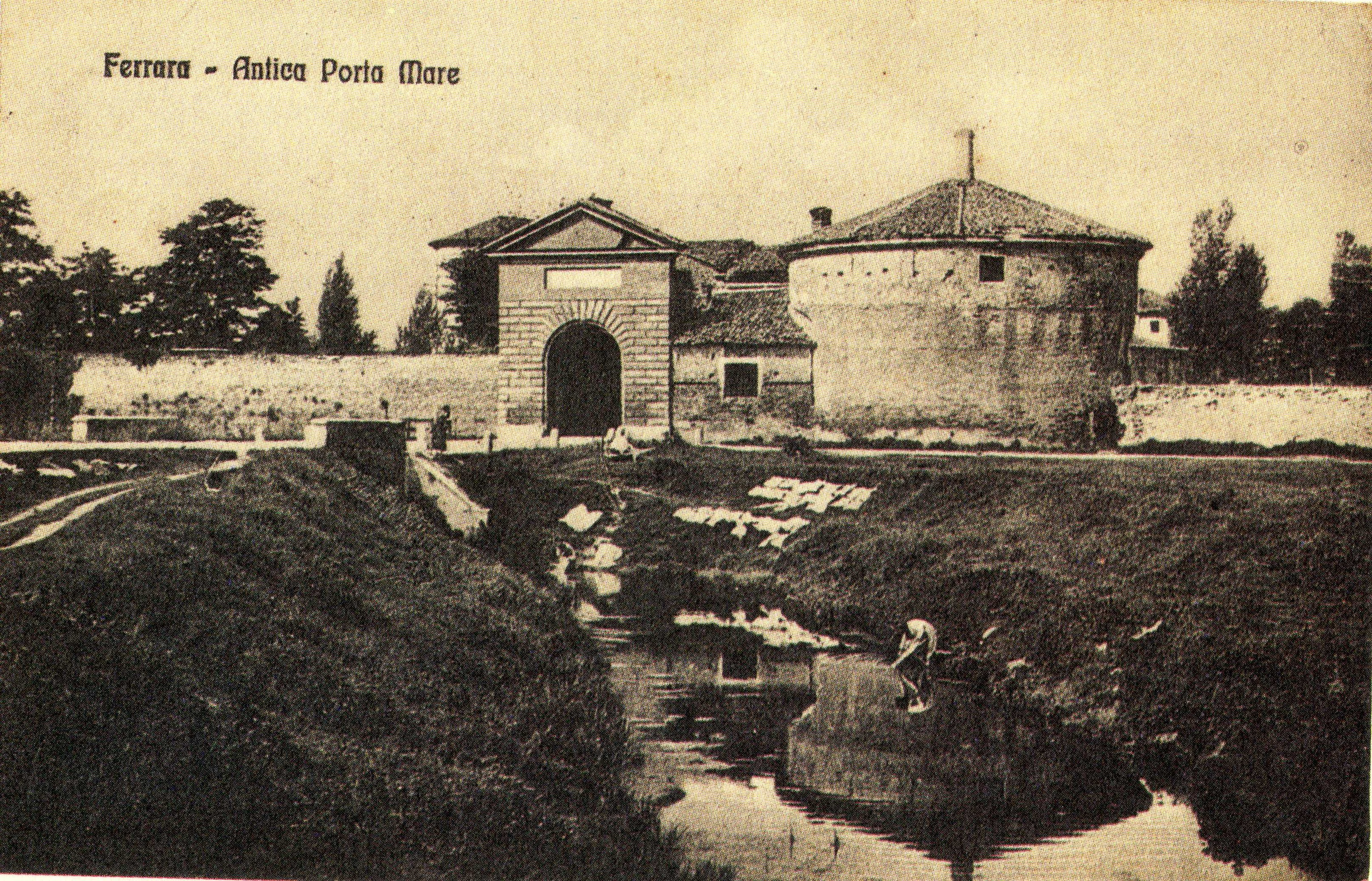
Porta Mare (detta anche porta San Giovanni) col torrione di San Giovanni sulla cinta muraria di Ferrara, come appariva all'inizio del XX secolo.

- Mura di Ferrara, sono costituite da una cinta fortificata che è andata espandendosi da quando i bizantini, attorno al VI secolo, ne costruirono il primo nucleo. In seguito assunsero una disposizione allungata sulla riva a nord del Po unendo il Castello dei Curtensi con Castel Tedaldo. Le varie addizioni cittadine successive fecero assumere a queste fortificazioni il loro aspetto definitivo, che raggiunsero con l'Addizione Erculea, durante il governo di Ercole I d'Este.
- Bastioni e porte fortificate, posizionate lungo le mura, meritano un'attenzione particolare per le loro caratteristiche architettoniche o l'utilizzo che se ne è fatto nel tempo. Porta degli Angeli che fu a lungo impiegata come spazio espositivo ne è un esempio, oppure il Torrione di S. Giovanni, usato come ambiente per concerti Jazz.
- Castello Estense (chiamato anche Castello di San Michele perché la prima pietra fu posata il 29 settembre, giorno di San Michele) venne edificato nel 1385 come fortezza militare su progetto di Bartolino da Novara. Partendo dalla già esistente Torre dei Leoni vennero costruite altre tre torri ed una nuova struttura difensiva ad unirle. Nel 1476 Ercole I d'Este iniziò a trasformare il castello in palazzo adatto alla sua corte facendogli assumere la funzione sino ad allora assolta dal Palazzo Municipale. Divenne così una reggia rinascimentale e, di fatto, l'edificio monumentale più importante di Ferrara.
- Completamente scomparsa la fortificazione di Castel Tedaldo, distrutta per edificare la fortezza papale che a sua volta è stata quasi completamente demolita.
- Quartiere medievale che ospitava il Castello dei Curtensi. Conserva ancora tracce della primitiva fortificazione nella disposizione delle vie che sembrano seguire le antiche mura.

### Siti archeologici

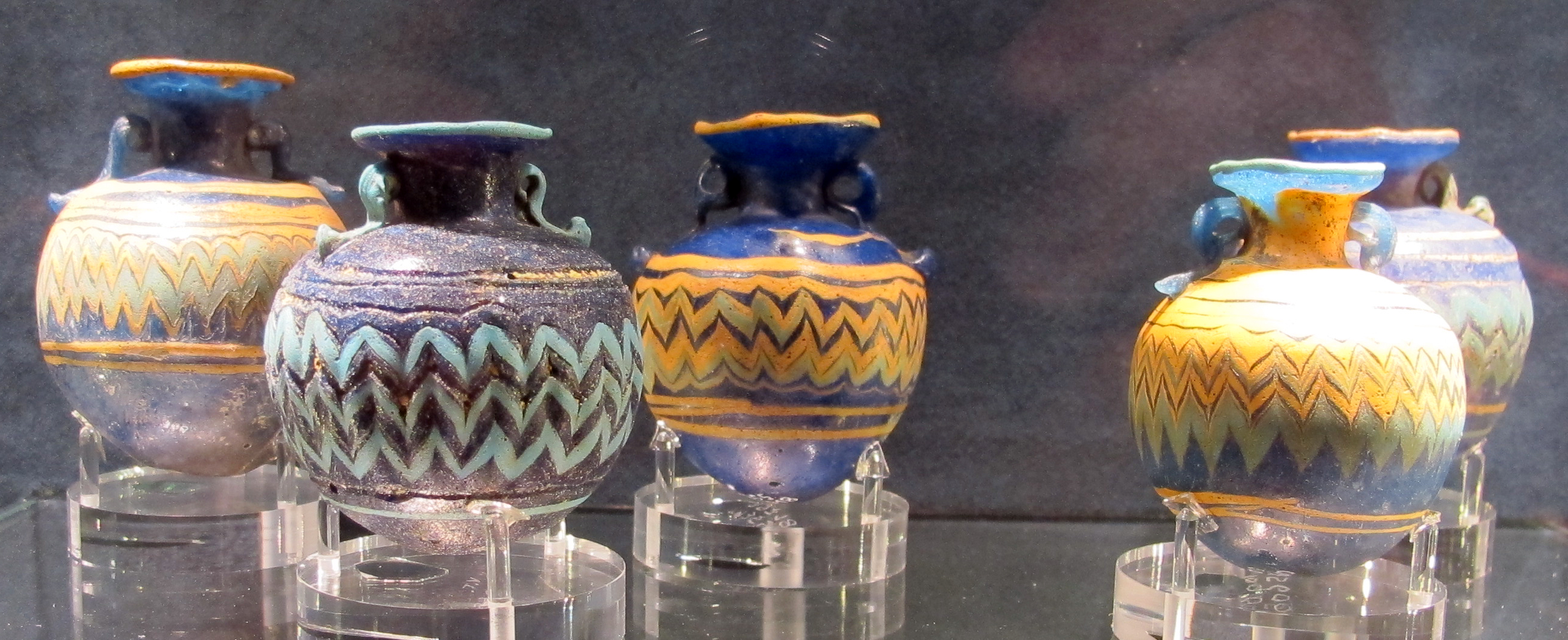
Portaunguenti in pasta vitrea di manifattura fenicia o rodia, 450-250 a.C. esposti nel Museo Archeologico nazionale di Palazzo Costabili

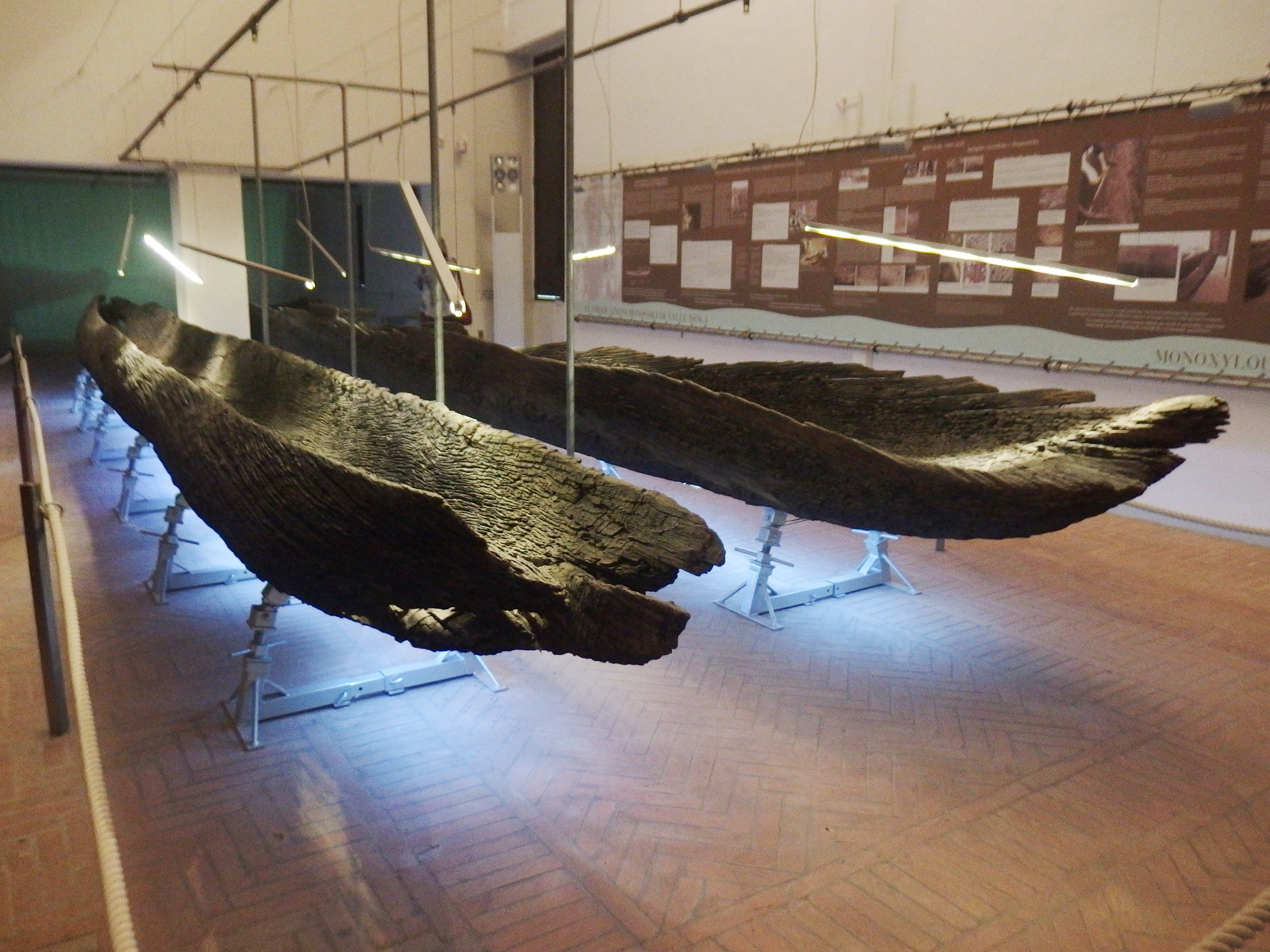
Antiche imbarcazioni conservate nel Museo Archeologico Nazionale di Palazzo Costabili

Non sono presenti sul territorio del comune siti archeologici, ma ve ne sono alcuni di grande importanza nel territorio provinciale. Il più vicino si trova a Voghenza, e si tratta della necropoli romana con 67 tombe risalenti al periodo compreso tra il I ed il III secolo. Molti dei reperti del sito sono esposti al Museo civico di Belriguardo.
In Valle Pega (Comacchio) c'è la pieve paleocristiana di Santa Maria in Padovetere (VI secolo) e nel sito, nel 2015, sono stati trovati i resti lignei di una nave di circa 15 metri e ben conservata. Il Museo archeologico nazionale di Ferrara (noto anche come museo di Spina) raccoglie i reperti archeologici venuti alla luce nel 1922 durante gli interventi di bonifica delle valli di Comacchio.

### Aree naturali

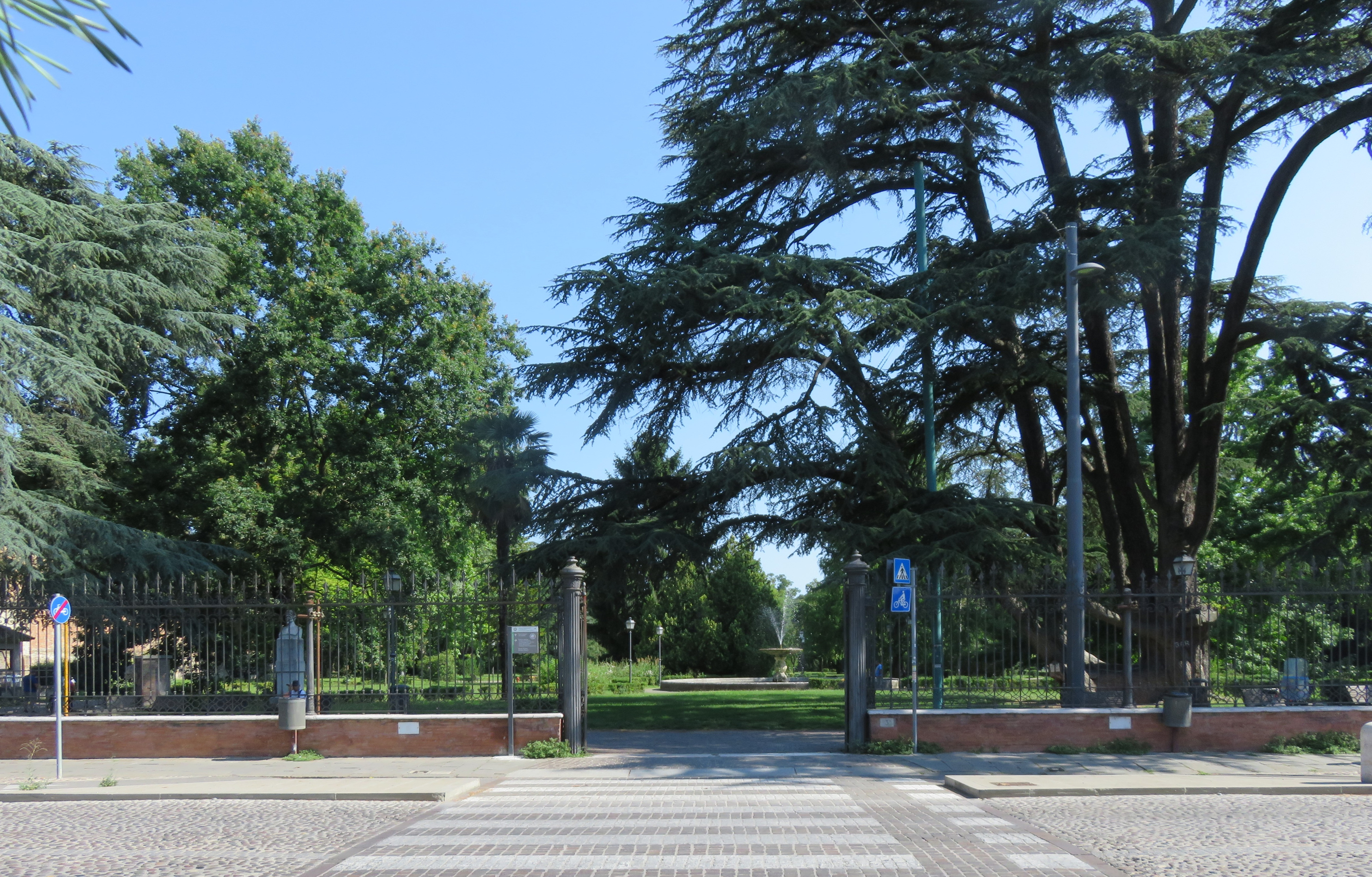
Entrata principale del Parco Massari in corso Porta Mare.

- Parco Massari, che prende il nome dal vicino palazzo Massari ed è il più ampio parco dentro le mura di Ferrara. Nel XIX secolo i conti Massari, acquisendo il palazzo, lo modificarono trasformandolo in un tipico giardino all'inglese.[75]
- Orto botanico dell'Università di Ferrara, di fronte al parco Massari, risente della tradizione ottocentesca di dotare ogni grande città universitaria di un orto botanico. L'orto botanico è parte integrante dell'Istituto di botanica che aveva sede nel palazzo Turchi di Bagno, e viene utilizzato per la conservazione, la cura e la ricerca da parte di professori e studenti delle facoltà di Scienze dell'Università degli Studi di Ferrara, oltre ad essere meta di visitatori e turisti.Parco Pareschi

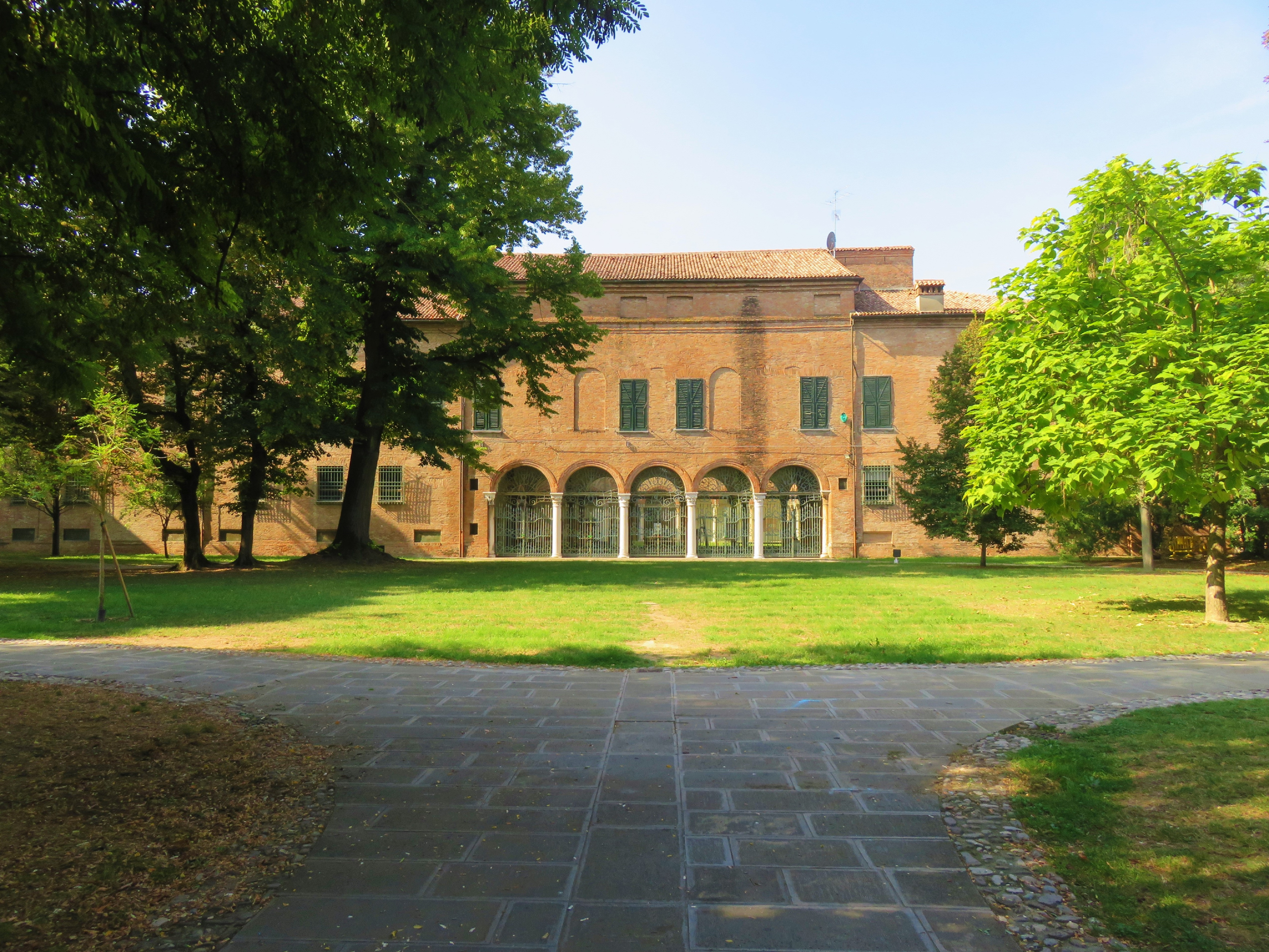
Parco Pareschi

- Parco Pareschi, in corso della Giovecca, è aperto al pubblico dal 2002.

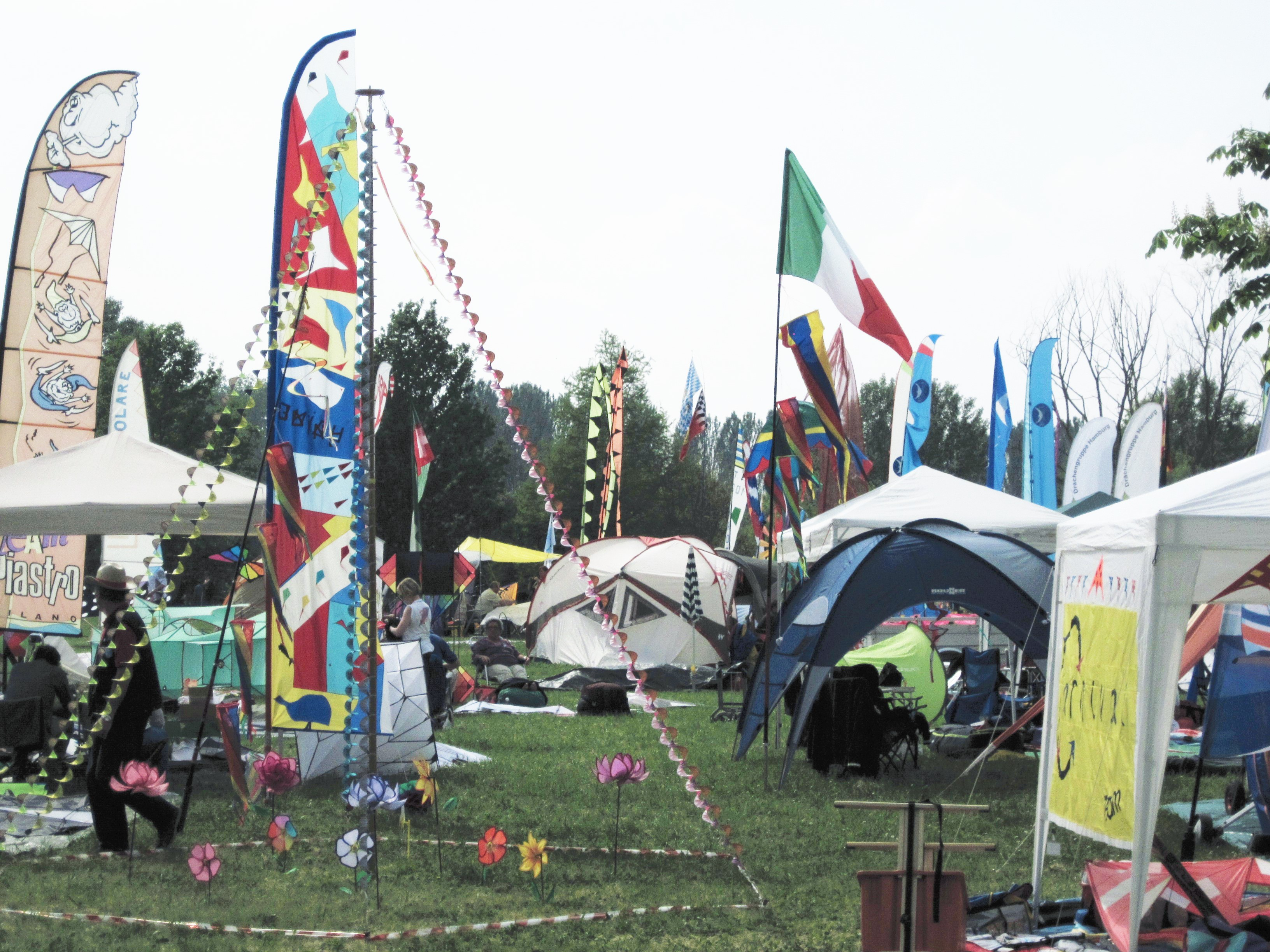
Parco urbano Giorgio Bassani durante la manifestazione della Vulandra.

- Parco urbano Giorgio Bassani, un tempo riserva di caccia e svago degli Estensi e che costituiva anche un'importante area per la difesa territoriale. Era accessibile dal Castello Estense percorrendo corso Ercole I d'Este ed attraversando la Porta degli Angeli, inaugurata nel 1492 e chiusa ufficialmente nel 1598, quando gli Estensi trasferirono la loro corte a Modena. Parco urbano Giorgio Bassani durante la manifestazione della Vulandra.La porta fu poi aperta in modo irregolare sino al 1700. Recentemente dalla città vi si accede con un varco aperto nella mura, in corrispondenza dei Rampari di Belvedere, attraverso via Azzo Novello. Si estende a nord dalle mura cittadine e nei progetti dovrebbe spingersi sino al Po, occupando di fatto un'area enorme attualmente utilizzata per l'agricoltura e, a Pontelagoscuro, occupata dai resti di uno zuccherificio. È la più grande area verde fuori dalle mura della città dotata di attrezzature, piste ciclabili, un laghetto ed ampie aree a prato. Ospita la manifestazione del Ferrara Balloons Festival e la Vulandra (Festival internazionale degli Aquiloni). Rientrano nei suoi confini il Centro Natatorio Comunale di Via Riccardo Bacchelli, con piscina coperta e scoperta, la sede del CUS Ferrara Golf, gli impianti sportivi della facoltà di Scienze Motorie dell'Università degli Studi di Ferrara ed il campeggio Comunale Estense, tutti in Via Gramicia.

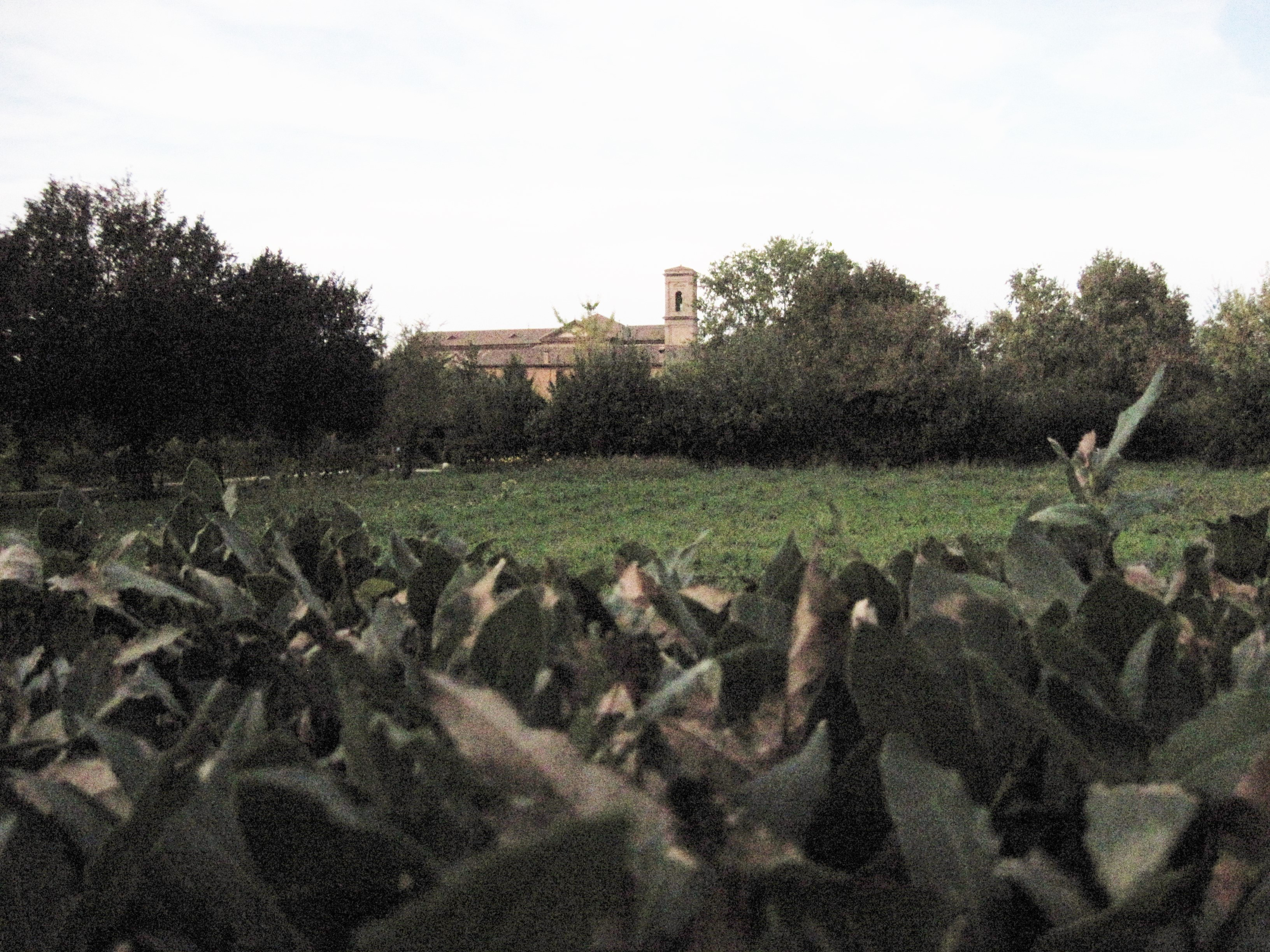
Via delle Vigne

- Il polmone verde delle mura cittadine viene utilizzato da praticanti di sport amatoriali o per semplici passeggiate. In alcune zone si amplia notevolmente, e forma veri e propri parchi, come succede ad esempio alla fine di via XX Settembre, in viale Alfonso d'Este, nel cosiddetto Montagnone (che spesso in certi periodi dell'anno ospita luna park itineranti), oppure nella zona di viale 4 novembre, un tempo Fortezza, antica area fortificata di cui sono rimasti due bastioni esterni dopo la sua distruzione. A breve distanza si trova la piazza dell'acquedotto, poi ci sono i Giardini della Stazione, i giardini di Viale Cavour e il verde di Piazza Ariostea. A Ferrara è ancora possibile scoprire, entro le mura cittadine, uno scorcio incredibile di campagna, come se non si fosse dentro la città. Partendo da piazza Ariostea e proseguendo per via Folegno e via delle Vigne si raggiunge un incredibile spazio aperto con campi. Tipici infine i numerosissimi giardini privati che si trovano nascosti tra le mura degli antichi palazzi medievali e rinascimentali.

## Società

### Evoluzione demografica
Abitanti censiti

Dati aggiornati si trovano in Comuni d'Italia per popolazione. La tendenza sembra essere quella di una progressiva diminuzione di residenti, anche se non costante anno dopo anno.

### Etnie e minoranze straniere
Al 31 dicembre 2023 gli stranieri residenti nel comune erano 15 375 ovvero l'11,88% della popolazione. Di seguito sono riportati i gruppi più consistenti:
- Romania 2 644
- Ucraina 2 224
- Nigeria 1 247
- Albania 976
- Moldavia 965
- Marocco 896
- Cina  857
- Pakistan 779
- Tunisia 667
- Camerun 44

Secondo le analisi del comune di Ferrara la comunità che ha avuto il maggior incremento a partire dal 2004 è stata quella rumena. Ucraini, moldavi e albanesi sono risultati in crescita rallentata mentre marocchini e soprattutto nigeriani in forte aumento. Dal 1997 al 2007 la percentuale di cittadini stranieri residenti è passata dal 0,9% al 10,3%.
Questi dati percentuali (10,3%) sono leggermente più contenuti della media fatta registrare a livello regionale (12% tra tutti i residenti) ma leggermente più elevati della media nazionale (8,5% tra tutti i residenti).

### Lingue e dialetti
Nella città ed in provincia, oltre all'italiano, è parlato il dialetto ferrarese (frarés), simile nella grammatica agli altri dialetti emiliani, ma con accento ed inflessioni del tutto proprie ed influenze semantiche dal vicino Veneto. Il ferrarese è parlato anche in alcune zone limitrofe del basso Polesine e dell'Oltrepò Mantovano. I dialetti di Copparo, Bondeno o Argenta differiscono dal ferrarese cittadino ed al contempo sono leggermente diversi tra loro. A Comacchio e nella zona valliva il dialetto è marcatamente diverso ed è considerato dialetto a sé.
Alcuni termini e regole grammaticali del dialetto ferrarese sono simili a quelle della lingua francese. Ad esempio, l'uso del soggetto è sempre obbligatorio, nella forma riflessiva la particella precede il verbo e nelle forme interrogative si applica l'inversione soggetto/verbo. Tali analogie, comuni peraltro a quasi tutti i dialetti dell'Italia Settentrionale, vengono da molti erroneamente ricondotte alle dominazioni straniere del passato.

### Religione
La maggioranza della popolazione si professa cattolica ma non ci sono dati aggiornati sulle percentuali dei fedeli praticanti. Ferrara appartiene all'Arcidiocesi di Ferrara-Comacchio che comprende in totale 172 parrocchie. Sono presenti cristiani ortodossi in numero consistente ed evangelici riformati. Occorre poi ricordare l'UCEBI, le Chiese evangeliche riformate battiste in Italia, le Assemblee di Dio in Italia e la Chiesa Evangelica Cinese in Italia.

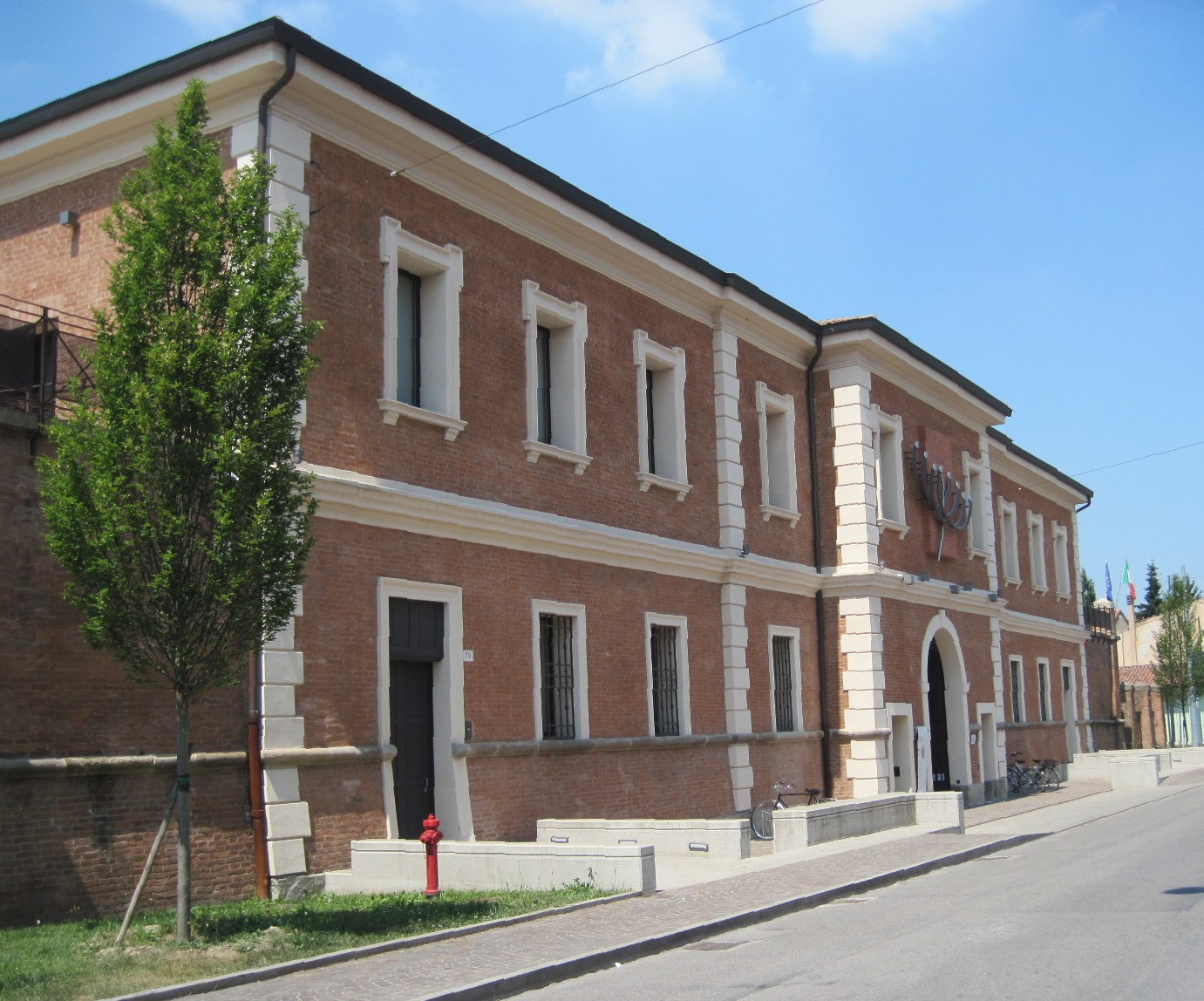
Sede del museo nazionale dell'ebraismo italiano e della Shoah.

Grande importanza ha avuto ed ha la comunità ebraica. Fino al 1859 nel centro storico esisteva il ghetto e dai primi anni del XXI secolo ha aperto il Museo nazionale dell'ebraismo italiano e della Shoah..
Sono presenti i Testimoni di Geova e due diverse comunità di cattolici tradizionalisti non riconosciute dalla Chiesa cattolica (quindi indipendenti dall'Arcidiocesi di Ferrara-Comacchio): la Fraternità sacerdotale San Pio X, fondata da monsignore Marcel Lefebvre e l'Istituto Mater Boni Consilii, legato alla tesi di Cassiciacum.

### Tradizioni e folclore
- Palio di Ferrara, che si svolge l'ultima domenica di maggio in Piazza Ariostea, è la manifestazione tradizionale più antica della città. Le cronache ferraresi riportano l'esistenza di festeggiamenti e giochi già a partire dal 1259, quando gli Estensi vinsero una guerra contro Ezzelino III da Romano, comandante delle truppe imperiali. Venne riproposto nel 1933, quando si tenne una memorabile Mostra del Quattrocento ferrarese al Palazzo dei Diamanti voluta da Italo Balbo e Renzo Ravenna e ritornò ininterrottamente dopo la seconda guerra mondiale.

### Istituzioni, enti e associazioni
- Ferrara ospita la sede del governo provinciale, e la sua sede è nel Castello Estense [94]
- Arcispedale Sant'Anna di Ferrara, il principale ospedale provinciale e cittadino che si trova a Cona.
- Ex Sant'Anna di corso della Giovecca, diventato Casa della Salute Cittadella San Rocco, conserva attività sanitarie specialistiche ed ambulatoriali ed è il presidio sanitario più importante all'interno delle mura cittadine.[95]
- Ospedale San Giorgio (Centro di Riabilitazione San Giorgio) è un centro di eccellenza dell'intera regione Emilia-Romagna dove, in passato, venne seguito anche Federico Fellini.[96][97]
- Ferrariae Decus, fondata nel 1906, è attiva nella tutela del patrimonio storico e artistico della città e della provincia. Ha reso possibili, ad esempio, restauri alla chiesa di Santa Maria in Vado ed alla cattedrale.

## Cultura
Ferrara è legata a molte personalità che, nel corso dei secoli, hanno lasciato un'eredità importante.
Di Ludovico Ariosto si può visitare la casa, in via Ariosto. e il monumento funebre nella Biblioteca comunale Ariostea. Gli venne dedicata nel 1933 una memorabile mostra per il suo quattrocentesimo
Dosso Dossi fu il pittore più rappresentativo (con Benvenuto Tisi da Garofalo), tra gli artisti della corte estense nella prima metà del XVI secolo. Lavorò ad esempio ai camerini d'alabastro e purtroppo molte sue opere vennero poi disperse con la devoluzione di Ferrara, portate in alcuni casi a Modena (poi conservate alla Galleria Estense), a Roma o in altre città.
Torquato Tasso lavorò alla corte di Alfonso II d'Este e vi trascorse anni importanti, creativi ma anche problematici. Fuggì da Ferrara, vi tornò, venne imprigionato nel Castello Estense per sette anni in una cella (poi divenuta famosa per questa circostanza) dell'allora ospedale Sant'Anna.

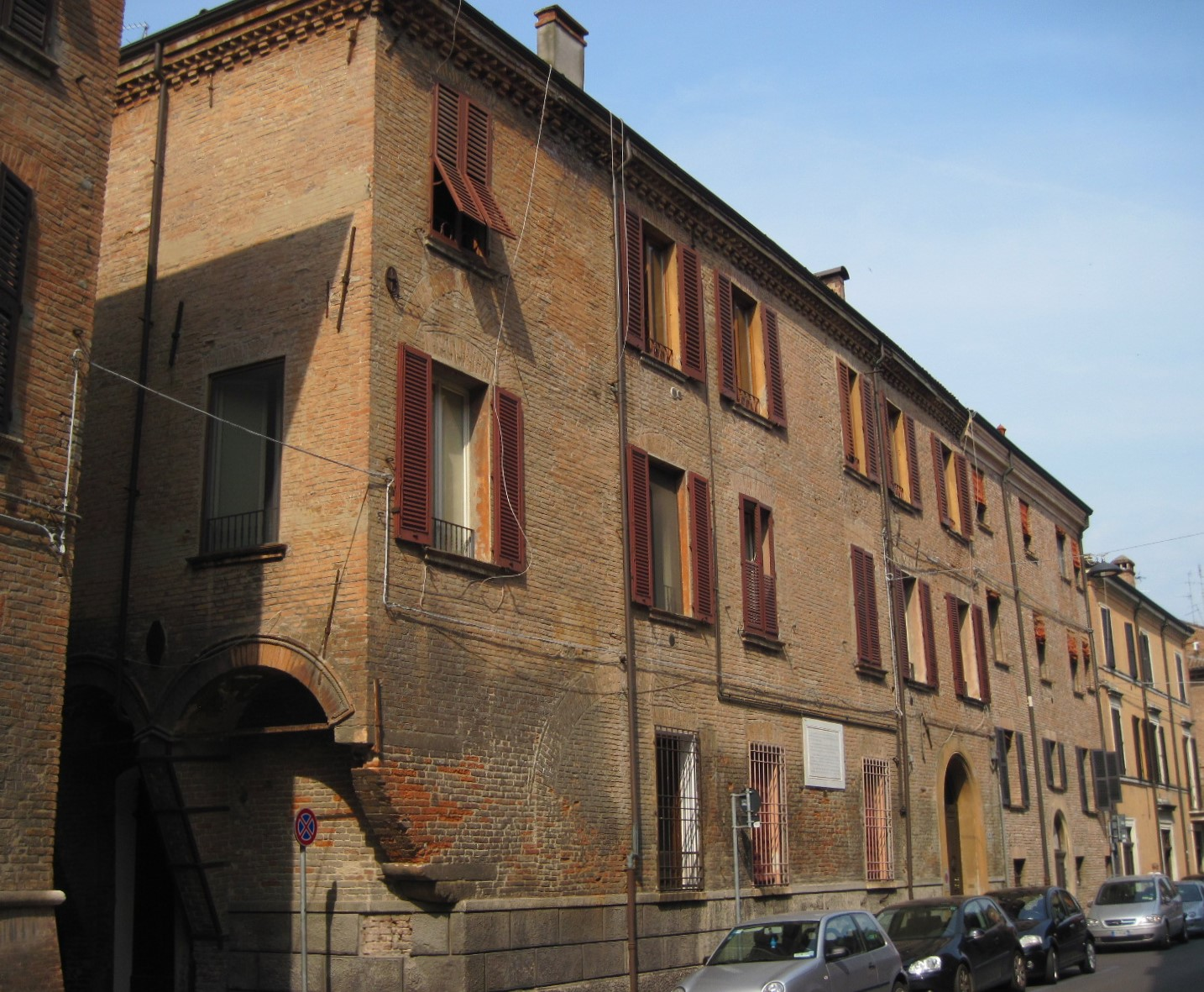
Casa di Giovanni Boldini in via Savonarola, a Ferrara

Giovanni Boldini fu il massimo pittore ferrarese degli ultimi secoli. Lasciò la città natale abbastanza presto perché giudicata poco stimolante per la sua ricerca artistica. Era sedotto dalla bellezza femminile che poi trasferiva mirabilmente sulla tela: "Boldini sapeva riprodurre la sensazione folgorante che le donne sentivano di suscitare quand’erano viste nei loro momenti migliori" disse di lui Cecil Beaton. Nel 1935 venne istituito il Museo Giovanni Boldini, a Ferrara, e da allora si sono susseguite iniziative anche fuori dalla città estense con mostre ed omaggi all'illustre artista morto a Parigi ma tornato a riposare nella Certosa cittadina.
Riccardo Bacchelli, autore di romanzi storici ed in particolare de Il mulino del Po, narra non solo le vicende dei protagonisti ma anche quelle di molti personaggi di contorno, realmente vissuti e legati alla città ed al suo territorio. Ad esempio nella prima parte del romanzo, in Dio ti salvi, trova spazio il racconto del mago Chiozzino.
Il regista dell'incomunicabilità Michelangelo Antonioni nacque a Ferrara e in seguito si trasferì a Roma. Iniziò da giovanissimo ad interessarsi alla recitazione poi girò un documentario sul Po (fiume al quale era legato) e poco a poco raggiunse fama internazionale. Il Palazzo dei Diamanti nel 2013 gli dedicò una mostra. È sepolto nel cimitero monumentale della Certosa di Ferrara.
Giorgio Bassani, nato da una famiglia ebraica di origini ferraresi, celebrò con le sue opere la gente di Ferrara, con i suoi vizi e le sue virtù. Dal suo romanzo più famoso, Il giardino dei Finzi-Contini è stato tratto un film girato in città da Vittorio De Sica ed i turisti cercano inutilmente il giardino di Micol. A Ferrara si può vedere, passando in via Cisterna del Follo, la sua magnolia , inoltre, nella città estense, la fondazione Giorgio Bassani ha sede nella casa di Ariosto (una seconda sede si trova a Codigoro) ed allo scrittore è stata intitolata una biblioteca comunale. Dal 2000 riposa nel cimitero ebraico di via delle Vigne.
Florestano Vancini ha usato l'arte cinematografica per descrivere Ferrara, spinto dal suo amore per il luogo natale e dall'impegno politico. Suo è il film La lunga notte del '43, tratto dal racconto di Bassani. Ha ricevuto la cittadinanza onoraria di Bronte ed una laurea honoris causa in filosofia dall'Università degli Studi di Ferrara. Riposa nella Certosa di Ferrara.
Vittore Veneziani fu uno dei più importanti direttori di coro italiani nel periodo a cavallo tra le due guerre, direttore del coro della Scala di Milano fu anche apprezzato autore di musica vocale.
Adriano Franceschini, maestro di scuola elementare, ricercatore ed epigrafista, è stato la massima figura di studioso espressa dalla cultura ferrarese nel XX secolo. Come Paolo Ravenna e Luciano Chiappini ha indagato sulla storia della città a partire dal periodo medievale, ha raccolto il frutto delle ricerche su quaderni che poi gli hanno permesso di pubblicare testi usati da esperti a livello internazionale. Malgrado l'indole riservata ha dovuto accettare riconoscimenti prestigiosi come una laurea honoris causa in lettere dall'Università degli Studi di Ferrara ed una medaglia d'argento dalla Presidenza della Repubblica come benemerito della cultura e dell'arte.

### Istruzione

#### Biblioteche
- Biblioteca comunale Ariostea. La sede è in palazzo Paradiso, che fu costruito nel 1391 come delizia estense. È in via delle Scienze 17, all'angolo con via Giuoco del Pallone. Conserva la tomba di Ludovico Ariosto.
- Archivio storico comunale e Centro di Documentazione Storica (Centro Etnografico Ferrarese del Comune di Ferrara). Le sedi sono nello stesso edificio in via Giuoco del Pallone, 8.[123][124]
- Biblioteca comunale Dino Tebaldi, San Giorgio. Si trova in via Ferrariola, 12, vicino alla Basilica di San Giorgio fuori le mura.[125]
- Biblioteca comunale Gianni Rodari. Si trova in viale Krasnodar, 102.[126]
- Biblioteca comunale Giorgio Bassani. La sede è in via Grosoli 42, nel quartiere Barco.[127]
- Biblioteca comunale Aldo Luppi. Si trova nella frazione di Porotto.
- Biblioteche del Sistema Bibliotecario di Ateneo dell'Università degli Studi di Ferrara, sedi diverse.[128]

#### Ricerca
- Centro Inquinamento Ambienti alta Sterilità (CIAS), istituito nel 2015 presso l'Università degli Studi di Ferrara con la partecipazione di Dipartimento di Architettura e Dipartimento di Scienze Mediche. Si interessa di sanificazione in sicurezza di reparti ospedalieri, di riduzione del rischio di infezioni per l'uomo (all'interno dei nosocomi) e per gli animali nell'allevamento moderno, degli operatori negli ospedali, in particolare nelle sale operatorie, di efficienza energetica e di procedure di sicurezza in casi particolari.[129]
- Camera anecoica acustica, laboratorio di ricerca, certificazione e sperimentazione del dipartimento di ingegneria dell'Università degli Studi inaugurata nel 2008. Si presta a esperimenti nel campo del rumore e della potenza sonora, e viene utilizzata per certificazioni industriali.[130]

#### Scuole
A Ferrara sono presenti scuole di ogni ordine e grado e vari istituti di formazione professionale. Alcune scuole hanno particolari motivi di interesse storico ed artistico, o vi hanno studiato personalità che in seguito hanno raggiunto notorietà o fama anche a livello internazionale. A solo titolo di esempio si ricordano le seguenti:
- Scuola elementare Alda Costa, che fu costruita negli anni trenta del Novecento dall'ingegnere Carlo Savonuzzi. L'edificio è in cotto e caratterizzato da un'alta torre con relativo orologio, il tutto decorato da interventi geometrici e dall'uso del cemento a vista.
- Scuola elementare Poledrelli, costruita nel 1928 sempre su disegno di Carlo Savonuzzi.
- Scuola elementare Ercole Mosti. La sua sede è villa Revedin, fatta erigere nel 1738 da Francesco III d'Este. Successivamente fu acquistata dai conti Revedin ed infine comprata dal Comune nel 1928.Il liceo scientifico Antonio Roiti negli anni '70

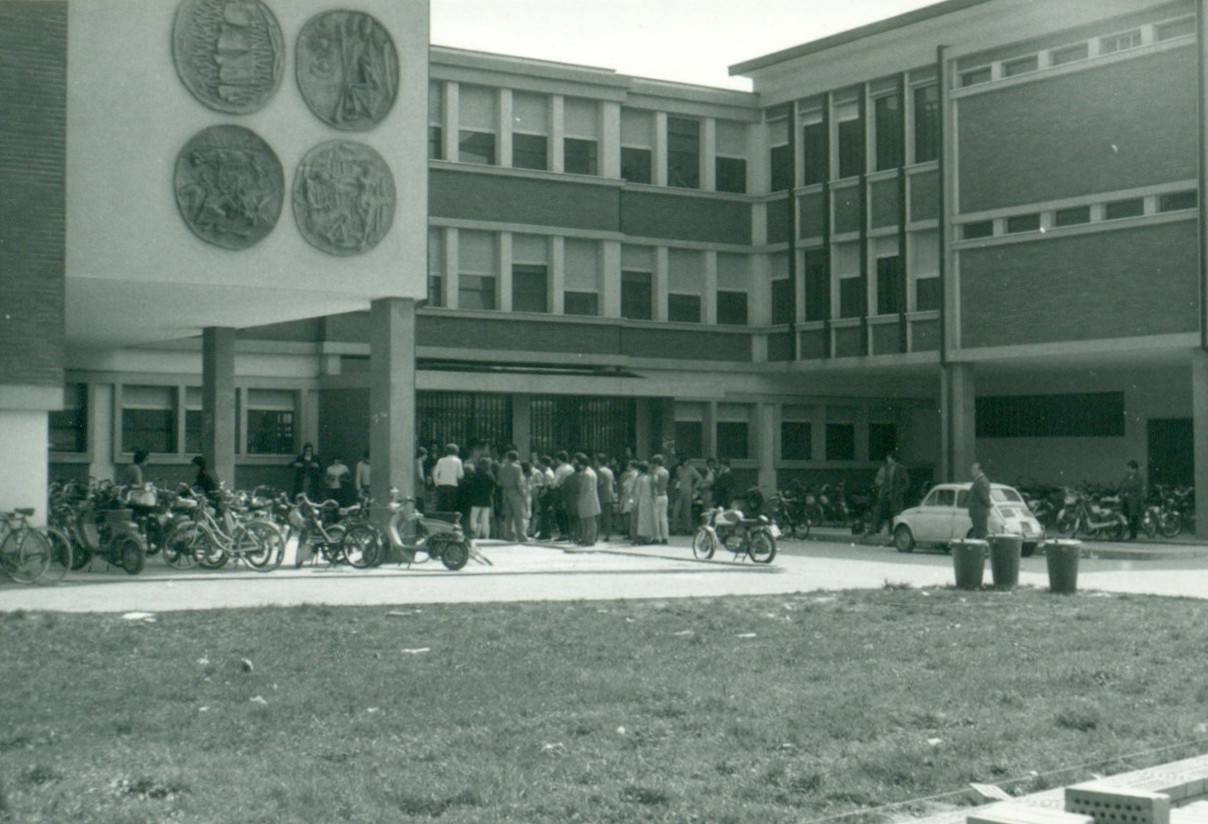
Il liceo scientifico Antonio Roiti negli anni '70

- Liceo Ariosto, fondato nel 1860 in via Borgo dei Leoni e poi trasferito dal 1976 in via Arianuova. Dal 2005 il liceo ospita nei suoi spazi aperti il laboratorio didattico di archeologia Nereo Alfieri. Questo antico istituto ha avuto tra i suoi studenti Giorgio Bassani, Michelangelo Antonioni, Vittorio Sgarbi e Daria Bignardi.
- Liceo scientifico Antonio Roiti, che prese il nome dal fisico Antonio Roiti e che tra i suoi studenti ha avuto, tra gli altri, Dario Franceschini.

#### Università

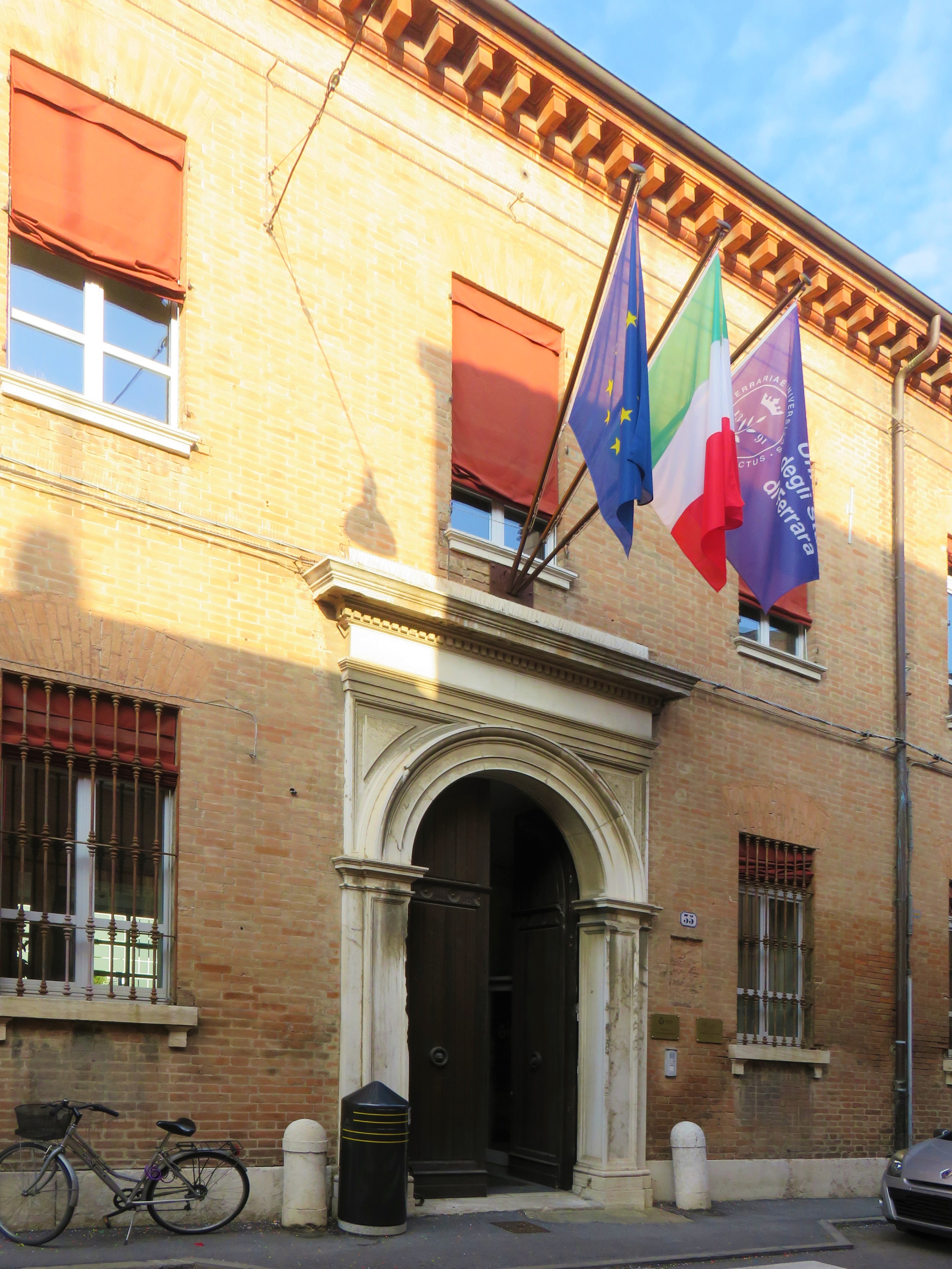
Rettorato provvisorio dell'università degli Studi di Ferrara nell'ex convento di Santa Lucia in via Ariosto.

L'università degli Studi di Ferrara, che venne fondata dal marchese Alberto V d'Este nel 1391 su concessione di papa Bonifacio IX, è una delle quattro università presenti in Emilia-Romagna. Conta 12 dipartimenti, a cui si aggiungono la scuola di medicina e la scuola di farmacia e prodotti della salute.
Conservatorio Girolamo Frescobaldi, fondato a Ferrara nel 1870 come Istituto Musicale ed ospitato all'inizio in via Savonarola venne trasferito nell'edificio eretto su progetto di Carlo Savonuzzi nel 1937, il palazzo del Conservatorio G. Frescobaldi in via Previati.

#### Musei

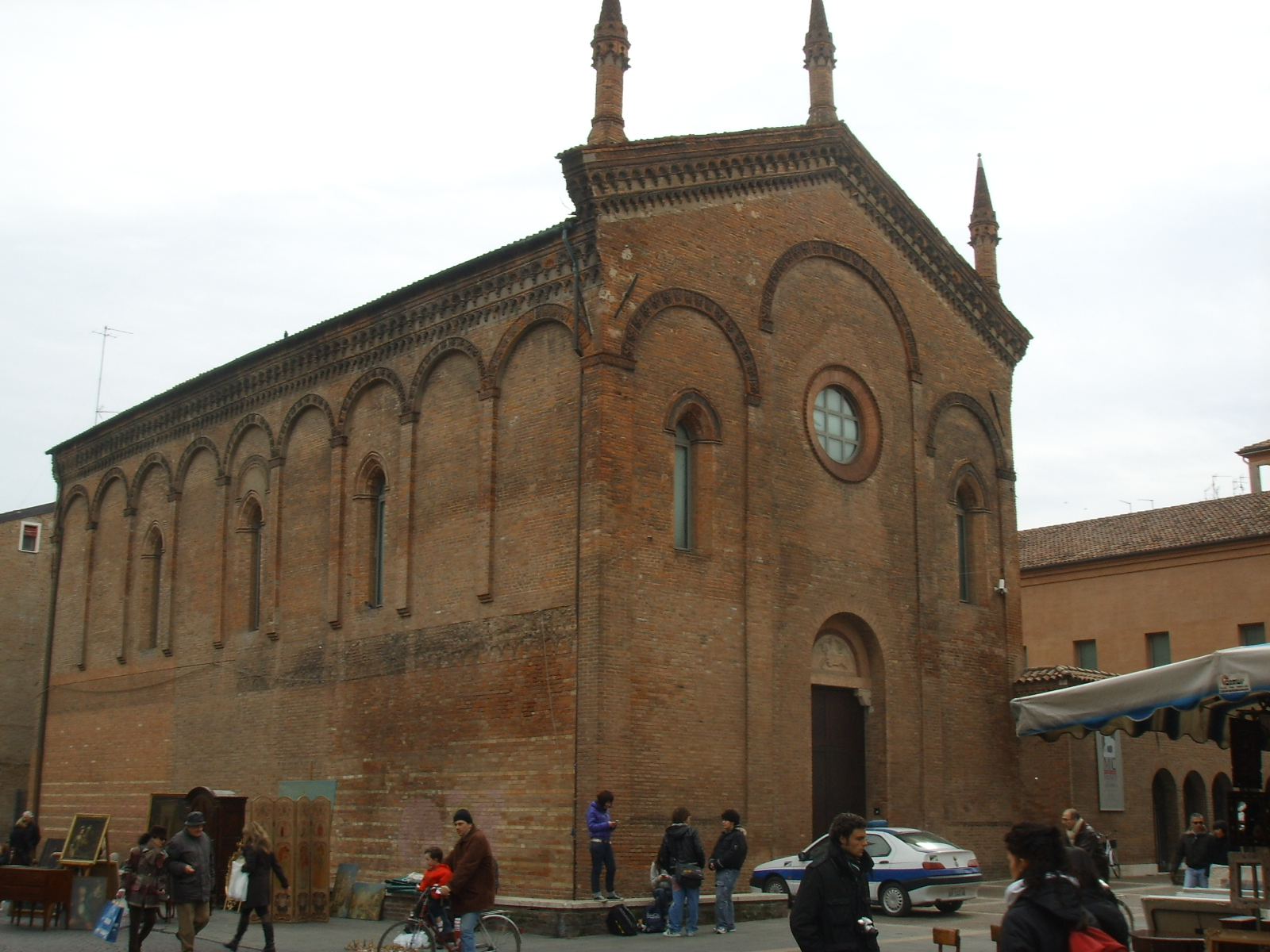
Museo della cattedrale

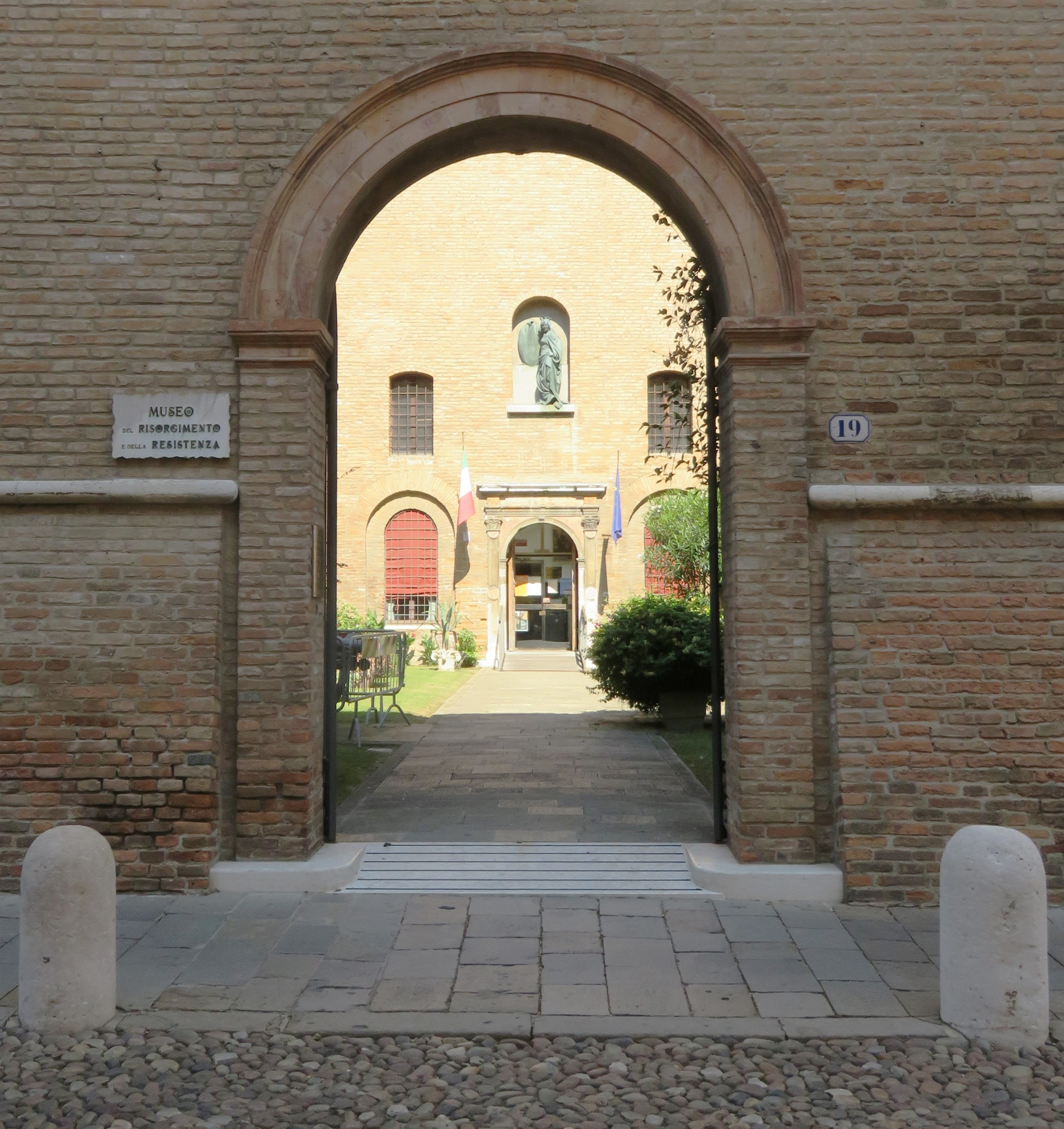
Sede del Museo del Risorgimento e della Resistenza sino al 2020.

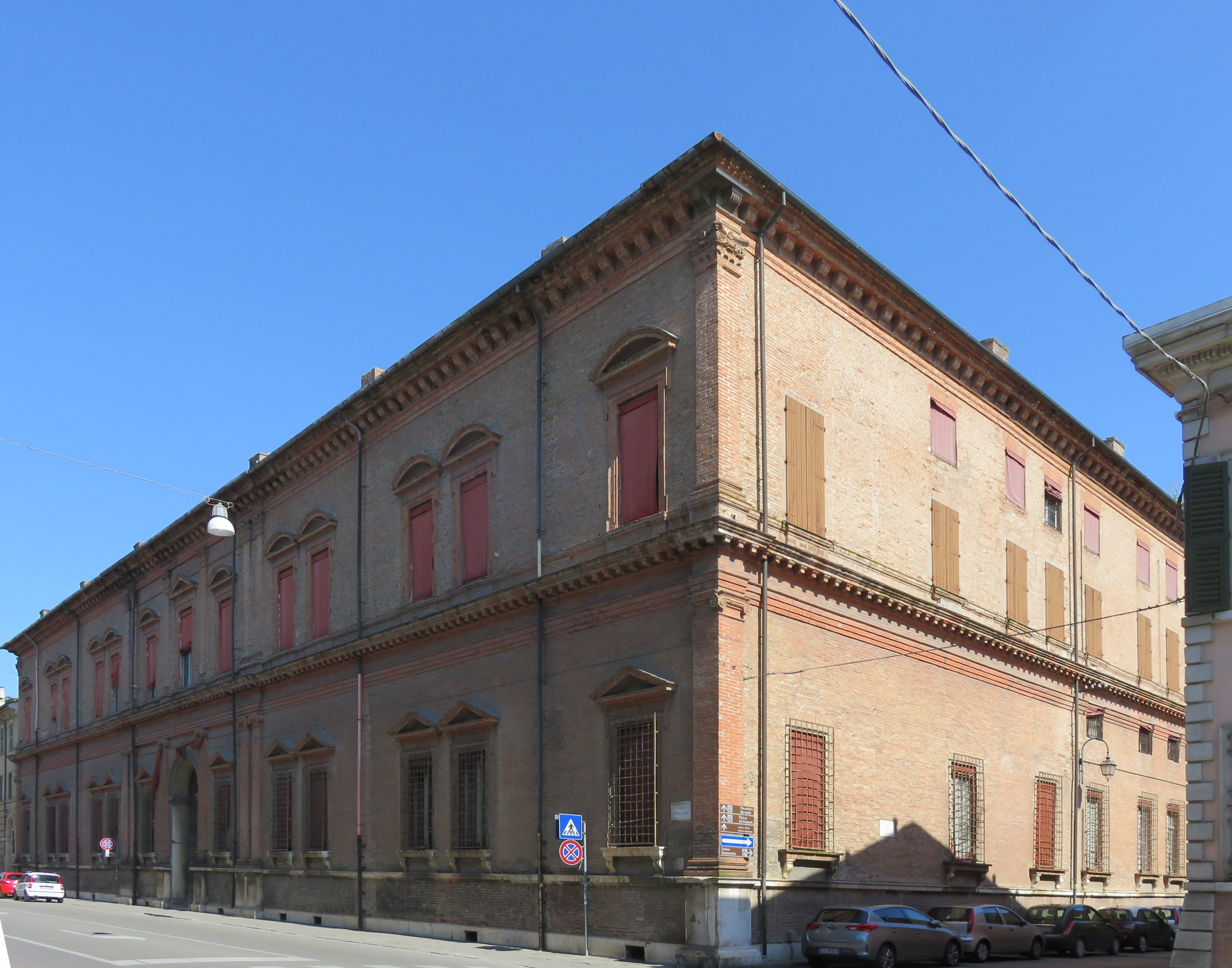
Palazzo Massari, sede del museo Boldini, del museo d'arte moderna e contemporanea e del museo dell'Ottocento.

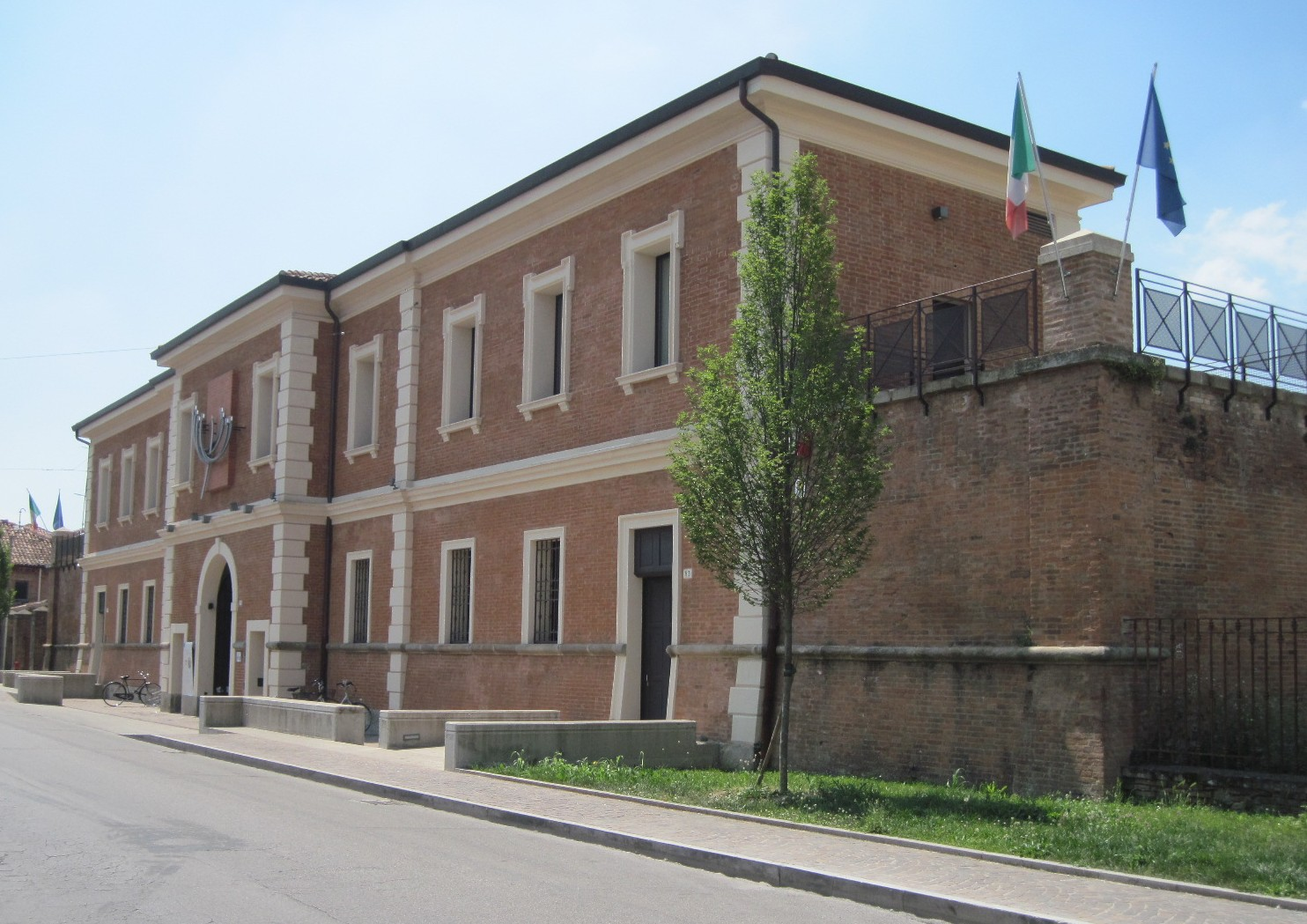
Museo nazionale dell'ebraismo italiano e della Shoah.

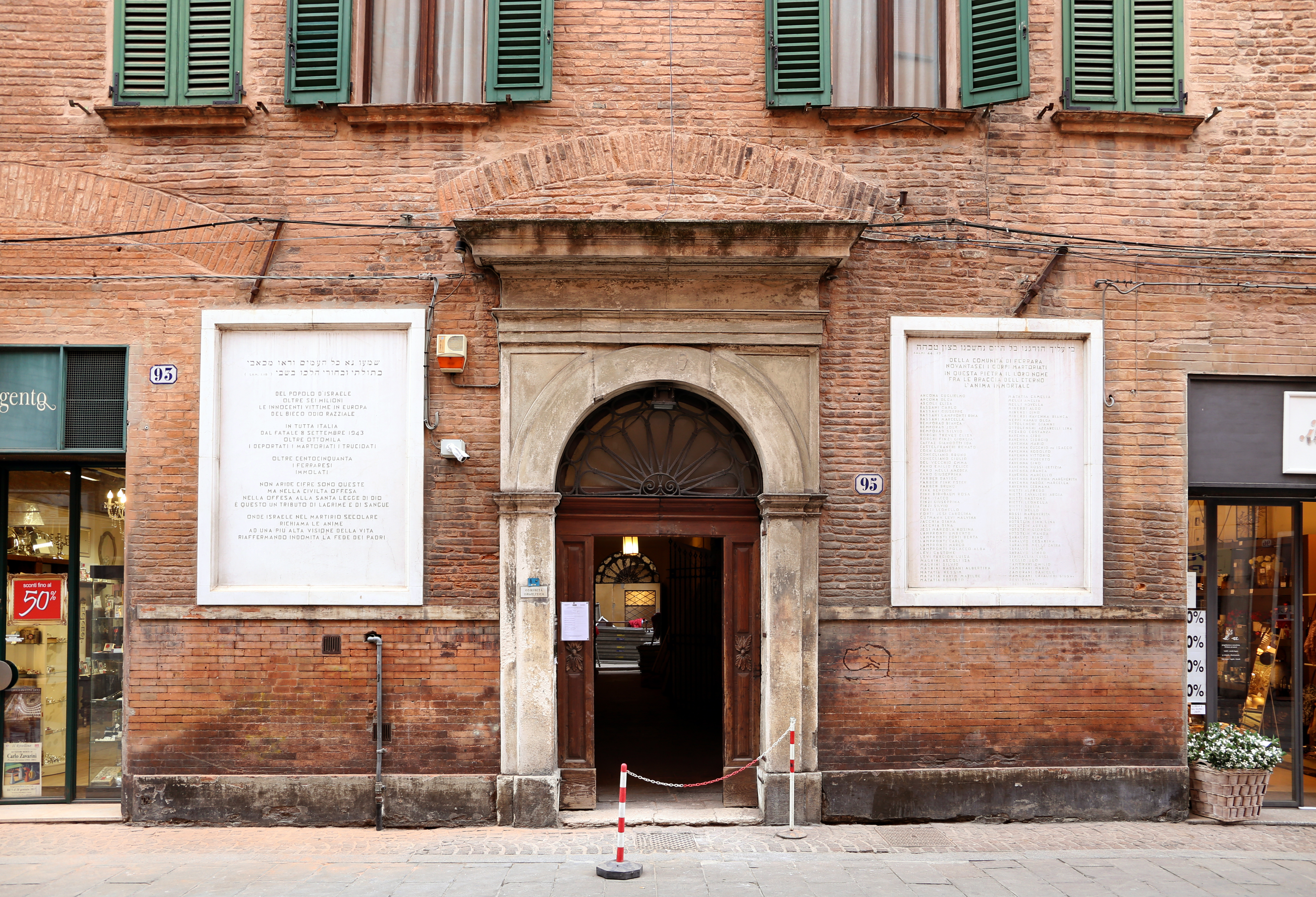
Sinagoghe e museo ebraico di Ferrara.

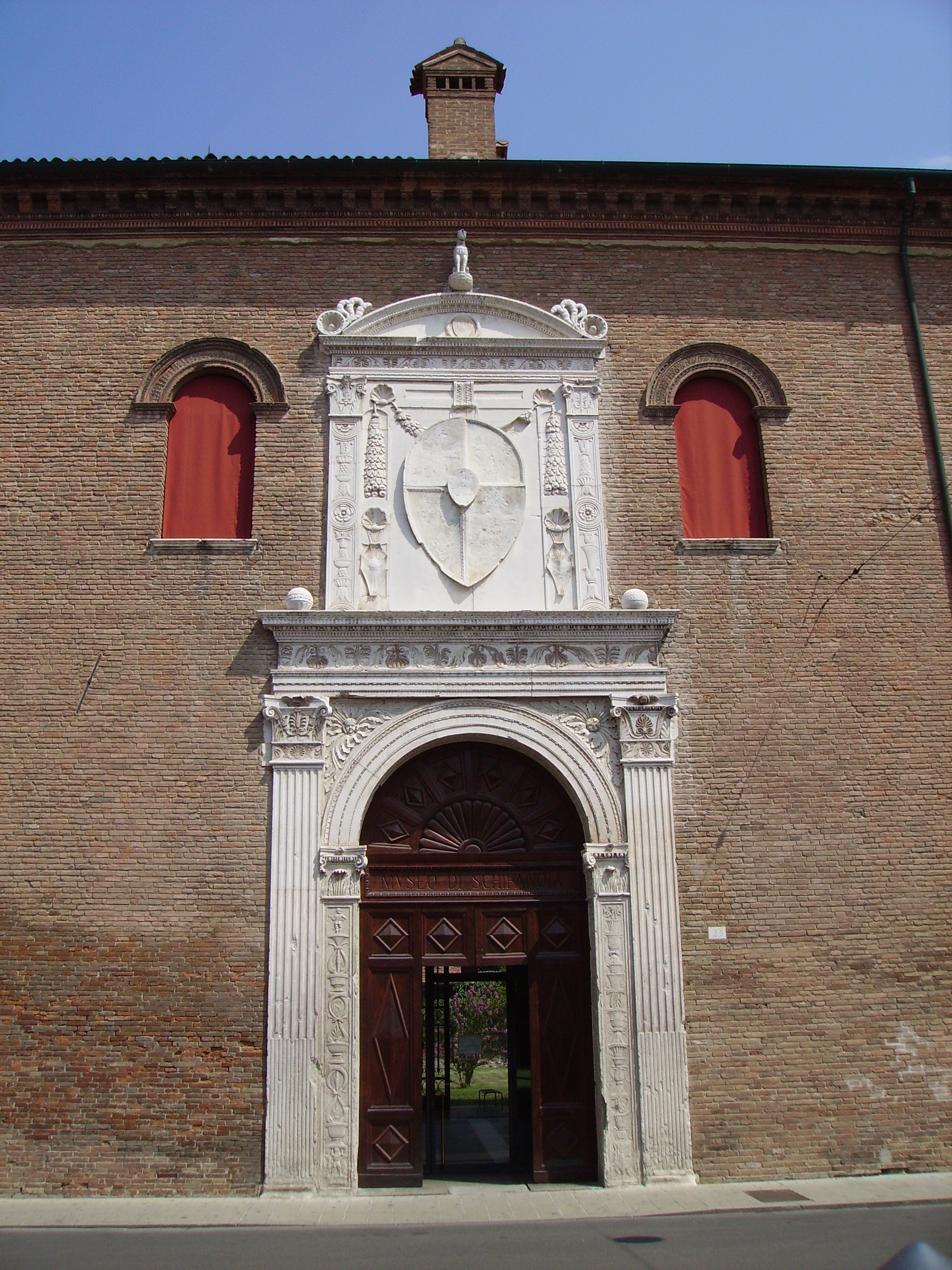
Ingresso del Museo Schifanoia.

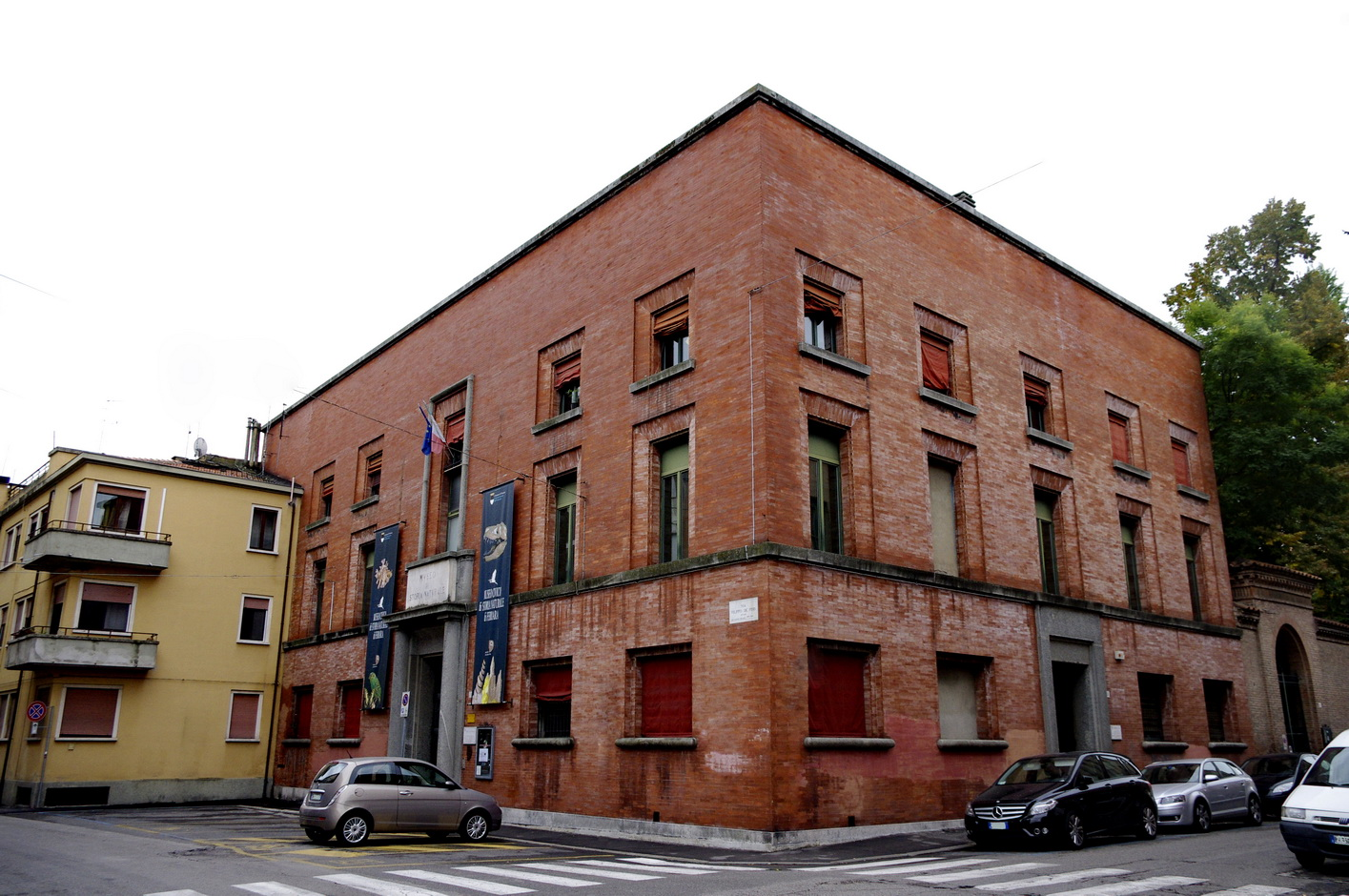
Museo di storia Naturale.

- Museo della cattedrale. Ha sede nella ex chiesa di San Romano a pochi passi dalla Cattedrale. Vi sono esposte opere che coprono l'arco temporale dal Trecento all'Ottocento[131] Accanto al museo è visitabile l'antico chiostro del monastero di San romano che risale al IX secolo.
- Museo Giovanni Boldini. Si trova nel palazzo Massari. Le sale espongono, oltre alle opere artistiche, anche materiale appartenuto al pittore come schizzi, bozzetti e strumenti di lavoro donati dalla moglie di Boldini.
- Museo d'arte moderna e contemporanea Filippo de Pisis (palazzo Massari). Espone opere del ferrarese Filippo de Pisis assieme ad altre di importanti esponenti dell'arte del XX secolo, sia ferraresi sia di altre città.
- Museo dell'Ottocento (palazzo Massari). Espone opere dei più rappresentativi artisti ferraresi del XIX secolo e raccoglie oggetti di interesse religioso, letterario e storico.
- Spazio Antonioni (nel giardino di palazzo Massari). Ospitato in un'antica rimessa per le carrozze, poi sede del Padiglione d'arte contemporanea ,ospita cimeli, documenti e opere pittoriche del cineasta ferrarese Michelangelo Antonioni.
- Museo del Risorgimento e della Resistenza. Si trovava sino all'estate 2020 in corso Ercole I d'Este, di fianco al palazzo dei Diamanti.
- Museo di storia naturale. Espone reperti di zoologia, paleontologia ed etnografia.
- Sinagoghe e museo ebraico di Ferrara. Collocato nell'antico ghetto di Ferrara contiene le tre sinagoghe e conservava numerosi oggetti sacri e alcuni documenti che ripercorrono la storia della comunità ebraica ferrarese prima che, all'inizio del XXI secolo, aprisse il Museo nazionale dell'ebraismo italiano e della Shoah e vi fossero spostate temporaneamente le collezioni. Conserva materiale e documentazioni legati alla comunità ebraica nazionale.
- Museo di paleontologia e preistoria Piero Leonardi (Palazzo Turchi di Bagno). Viene gestito dall'Università degli Studi di Ferrara ed è chiuso al pubblico a causa degli eventi sismici di maggio 2012. Le aree destinate alle esposizioni sono quattro, dedicate alla geologia, alla paleontologia dei vertebrati e degli invertebrati e alla preistoria.
- Centro di documentazione del mondo agricolo ferrarese. Dedicato alla storia della realtà agricola locale fra Ottocento e Novecento.
- Museo Riminaldi (Palazzo Bonacossi). Espone le collezioni raccolte dal cardinale Giovanni Maria Riminaldi nella seconda metà del XVIII secolo.[132]
- Pinacoteca nazionale
- Museo lapidario
- Museo Schifanoia
- Museo dell'architettura [133]
- Museo del Mondo Agricolo Ferrarese

- Museo Palazzina di Marfisa d'Este
- Museo Penazzi della Caffettiera
- Casa Romei

- Casa Biagio Rossetti, ora sede di uffici comunali[134]
- Casa Minerbi[135]

### Media

#### Stampa
- La Nuova Ferrara
- il Resto del Carlino - Edizione di Ferrara

Quotidiani storici a Ferrara sono stati L’Avviso Patriottico (diffuso con pochi numeri nel 1797), Il Giornale del Basso Po (stampato solo nel 1798), Giornale Ferrarese (il primo giornale pensato con impostazione moderna), Gazzetta Ferrarese (diffusa tra il 1848 e il 1929), La Domenica dell'Operaio (a partire dal 1895), Corriere Padano (fondato nel 1925 da Italo Balbo e diretto a lungo da Nello Quilici. Chiuse nel 1945 e vi scrissero, tra gli altri, Giorgio Bassani, Luigi Preti e Michelangelo Antonioni).

#### Radio
- Radio Dolce Vita, FM e streaming con sede in città.[138][139]
- Radio Sound 97.5 FM Ferrara, emittente con sede a Codigoro, ma con studi radiofonici in città. Riporta notizie su Ferrara e sulla sua provincia ed è seguita quotidianamente da 25.000 ascoltatori.[140]

#### Televisione
- Telestense, emittente locale principale. Dal 1976 trasmette notizie sul territorio provinciale e regionale. Si avvale pure dei servizi nazionali di TV2000 e riporta informazioni anche della provincia di Rovigo. Arriva anche alle province di Bologna, Ravenna, Modena, Mantova, Verona, Padova e Venezia.
- Telecentro
- Telesanterno
- Canale Italia

### Arte
La scuola ferrarese nacque presso la corte estense durante il rinascimento ferrarese, e copre il periodo compreso tra il XIV ed il XVII secolo. Tra i suoi esponenti più noti: Cosmè Tura, Francesco del Cossa, Ercole de' Roberti, Dosso Dossi, Girolamo da Carpi, Benvenuto Tisi da Garofalo e Sebastiano Filippi. Alla scuola ferrarese venne dedicata l'esposizione che nel 1933 ebbe un successo notevole per l'epoca, con oltre settantamila visitatori (tra questi i Principi di Piemonte e Vittorio Emanuele III di Savoia).

### Teatro
La città di Ferrara non ha un suo teatro stabile. Dal 1931 è attiva la compagnia dialettale Straferrara. Sul territorio sono presenti l'associazione culturale Ferrara Off e il teatro Nucleo. Dal 1998 era stata in attività la compagnia di teatro Instabile Urga, che si è sciolta nel 2012. Dal 2008 al 2011 questa compagnia aveva organizzato il Barcollanti Festival

### Cinema

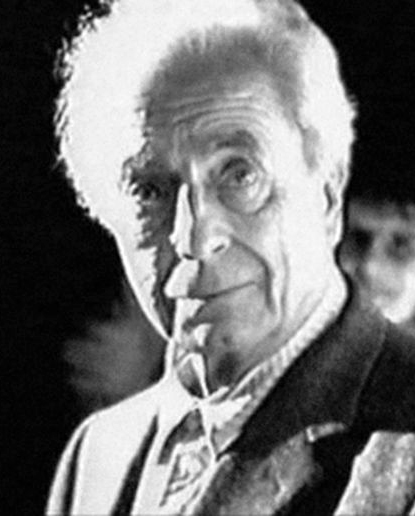
Michelangelo Antonioni

A partire dal 1902, Ferrara è stata scelta da numerosi registi per ambientare i propri film. Tra questi, i principali titoli sono:
- Ossessione, regia di Luchino Visconti (1943)
- Cronaca di un amore, regia di Michelangelo Antonioni (1950)
- La lunga notte del '43, regia di Florestano Vancini (1960)
- Il giardino dei Finzi-Contini, regia di Vittorio De Sica (1971)
- Giovinezza giovinezza, regia di Franco Rossi (1969)
- Thomas e gli indemoniati, regia di Pupi Avati (1969)
- La ragazza fuoristrada, regia di Luigi Scattini (1973)

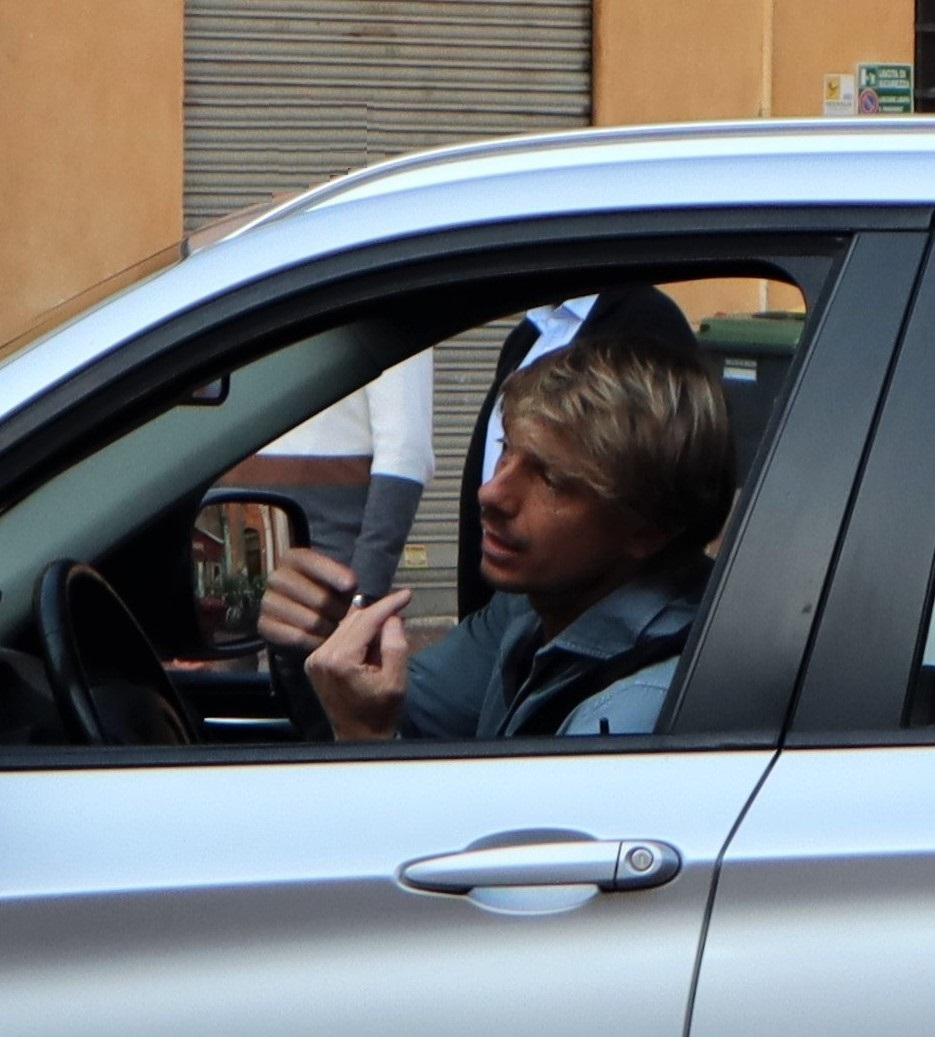
Giorgio Pasotti durante le riprese della fiction Lea in piazza del Municipio a Ferrara il 9 giugno 2021

- Amore amaro regia di Florestano Vancini (1974)
- La vela incantata, regia di Gianfranco Mingozzi (1983)
- Gli occhiali d'oro, regia di Giuliano Montaldo (1987)
- Al di là delle nuvole, regia di Michelangelo Antonioni e Wim Wenders (1995)
- Il mestiere delle armi, regia di Ermanno Olmi (2001)
- E ridendo l'uccise, regia di Florestano Vancini (2005)
- Lei mi parla ancora, regia di Pupi Avati (2020)

Le vie di Ferrara sono state utilizzate anche per alcune serie televisive:
- Il mulino del Po, regia di Sandro Bolchi, con Raf Vallone (1963)
- Donna, regia di Gianfranco Giagni, con Ottavia Piccolo (1996)
- Amanti e segreti, regia di Gianni Lepre, con Monica Guerritore (2004)
- Nebbie e delitti, regia di Riccardo Donna, con Luca Barbareschi (2005)
- Lea, regia di Isabella Leoni e Fabrizio Costa, con Anna Valle e Giorgio Pasotti (2022-2023).

### Musica
L'orchestra a plettro Gino Neri ha una tradizione musicale che inizia nel 1898, ha ricevuto importanti riconoscimenti ed è convenzionata con il Conservatorio Cesare Pollini di Padova. La banda filarmonica comunale Ludovico Ariosto è attiva dal 2014.

### Cucina
La cucina ferrarese vanta un buon numero di specialità locali che vengono da una tradizione risalente all'epoca medioevale e dalla cultura contadina. È stata influenzata dalle province vicine, quindi ha piatti in comune con la cucina emiliana ed anche con quella veneta.
Dal 2015 viene organizzata Mangiafexpo, una grande festa del cibo di Ferrara.

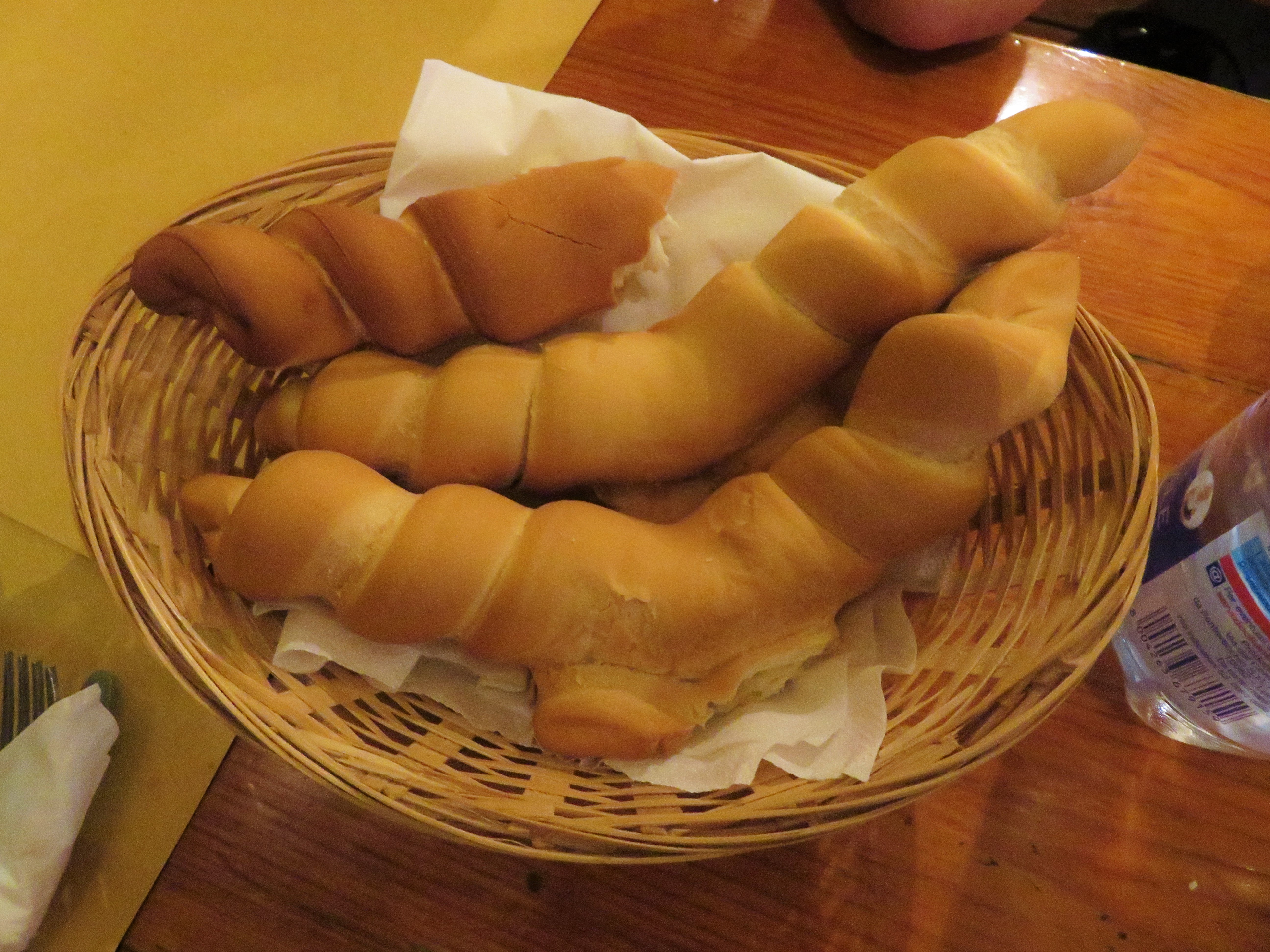
Coppia ferrarese

Il pane tipico è la coppia ferrarese, protetto del marchio Indicazione geografica protetta. Ferrara aderisce all'Associazione nazionale città del pane.
Gli insaccati vengono dalla tradizione contadina, e sono il salame all'aglio e la Zia ferrarese. I ciccioli non sono insaccati ma si ottengono da sempre dalla lavorazione della carne di maiale e vengono prodotti e consumati in zona. Molto diffusa era la pancetta arrotolata, affettata come un salume. Ai salumi spesso si abbinano i pinzini, non tipici e meglio conosciuti come gnocco fritto ma molto diffusi.
Tipici sono i cappellacci di zucca, simili a quelli mantovani, solitamente serviti con ragù di carne e solo in tempi più recenti al pomodoro o al burro. Molto consumati sono i cappelletti e i passatelli in brodo. Altri primi tradizionali sono il pasticcio di maccheroni alla ferrarese nelle versioni dolce (ricoperto di pasta frolla) e salata (ricoperto di pasta sfoglia) e le tagliatelle, secondo la tradizione create alla corte estense. La salama da sugo è forse il piatto più rappresentativo della città, un salume di carni di maiale tipico della zona, cotta e servita calda con purè di patate in inverno oppure affettata fredda d'estate. Era apprezzata anche da chi non avrebbe dovuto mangiare carne di maiale, come il podestà ebreo amico di Italo Balbo che, anche se una sola volta all'anno, la metteva in tavola. Da ricordare anche piatti a base di anguille, tradizione che arriva dalla zona di Comacchio.
Il pampapato è il dolce più noto, consumato nel periodo natalizio, e molto diffusi sono anche la zuppa inglese, la tenerina e la ciambella. Degni di nota sono anche i tamplun, frittelle di castagne, uvetta e pinoli e le mistocchine, frittelle di farina di castagne
I vini i più noti del territorio sono quelli del bosco Eliceo, che hanno origini legate al periodo di Spina e si sono poi ottenuti probabilmente da innesti con vitigni portati da Renata di Francia, consorte del duca Ercole II d'Este.
Altri prodotti tradizionali della provincia sono l'aglio di Voghiera e il riso di Jolanda di Savoia.

### Eventi

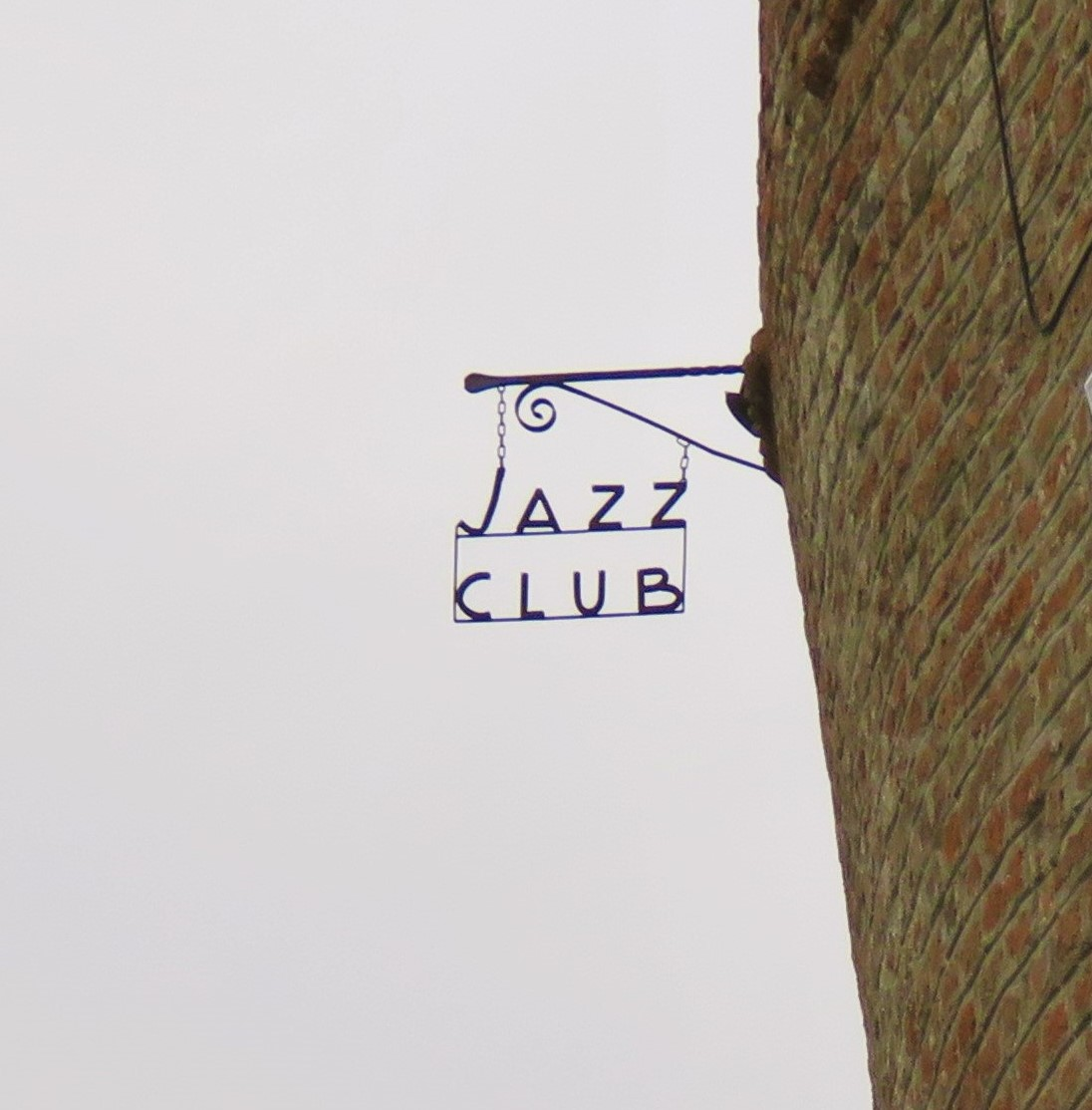
Jazz Club Ferrara nel torrione di San Giovanni.

- Il Teatro Comunale "Claudio Abbado" nella stagione propone danza, concerti e prosa.[165]
- Il Jazz Club Ferrara (Torrione di San Giovanni Battista) presenta musicisti Jazz di alto livello. Vince il titolo di miglior Jazz Club Italiano del 2010.[166]).
- Ferrara Sotto le Stelle fa arrivare in piazza Castello in estate artisti della musica italiana e internazionale.
- Il Ferrara Buskers Festival, dal 1987 nell'ultima settimana di agosto, fa arrivare in città artisti di strada da ogni parte del mondo.[167]Ferrara Balloons Festival

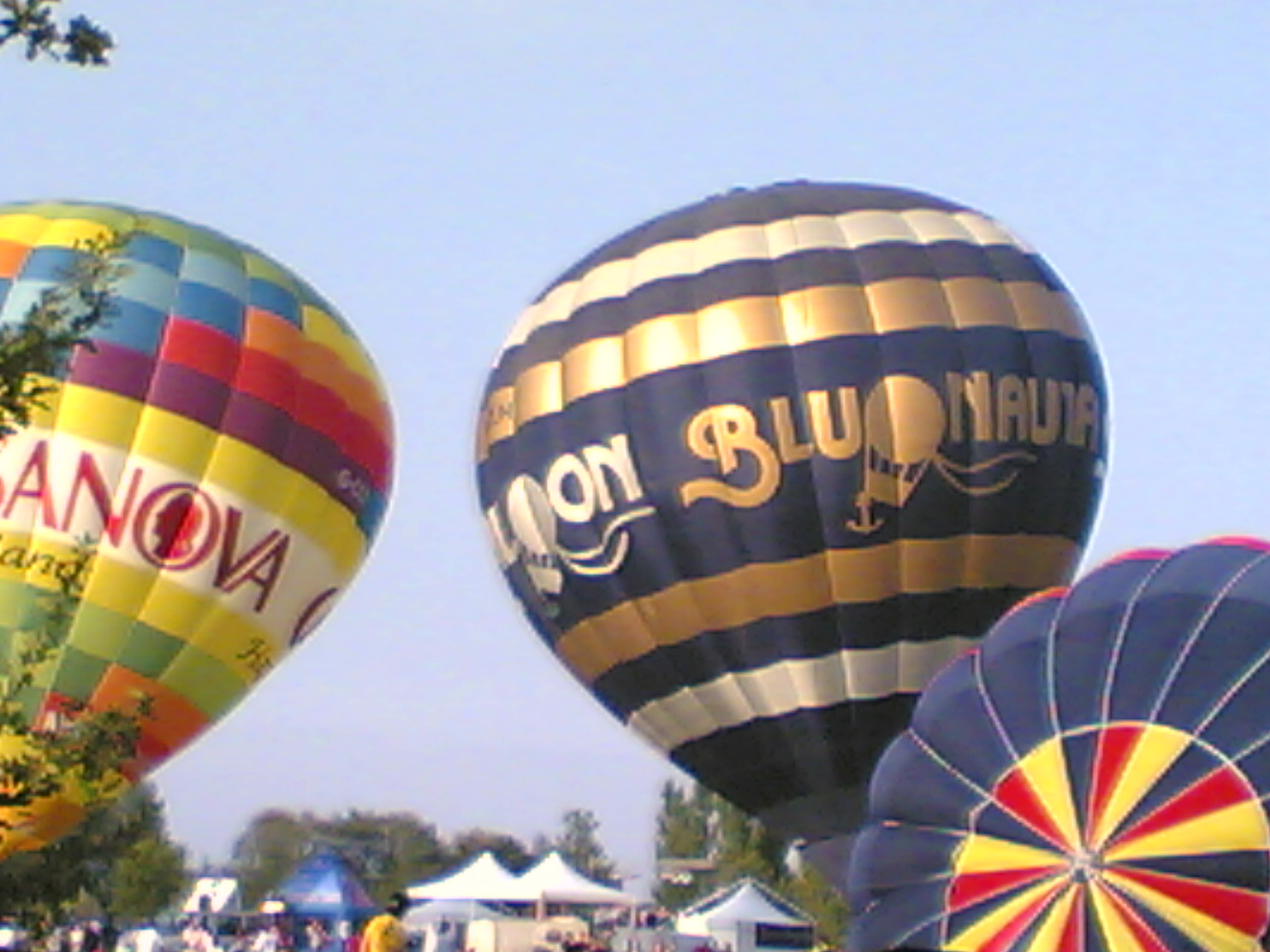
Ferrara Balloons Festival

- Rock a Ferrara istituito nel 1993 e dedicato alla musica indipendente.
- Nel parco urbano Giorgio Bassani si svolgono due manifestazioni importanti. In settembre si svolge il Ferrara Balloons Festival, un festival di mongolfiere conosciuto in Italia e in Europa. Tra il 23 (festa patronale) e il 25 aprile (anniversario della liberazione d'Italia) è il momento della Vulandra, un festival degli aquiloni che attira turisti e residenti.[168]
- Nel 2007 si è tenuto il primo festival di giornalismo organizzato dalla rivista Internazionale, Internazionale a Ferrara, che in tre giorni ha fatto arrivare oltre 17 000 persone. Rivelatosi un successo, è stato nuovamente riproposto.
- Dall'ultimo decennio del XX secolo si tiene il Salone Internazionale del Restauro, dei Musei e delle Imprese Culturali.[169]

## Geografia antropica

### Urbanistica
La storia di Ferrara iniziò quando la sede vescovile di Voghenza, a causa della migrazione longobarda, venne trasferita nell'allora lingua di terra creatasi tra i due rami del fiume Po (il Po di Volano e il Po di Primaro). Qui il borgo di San Giorgio rappresentò la prima area di urbanizzazione, la Ferrariola, e vi si eresse la basilica di San Giorgio fuori le mura. Quella fu la genesi urbanistica di Ferrara e non la migrazione dalla città etrusca di Spina (decaduta, sostituita da Ravenna e interrata per avanzamento della costa). Lentamente poi parti di popolazione sempre più consistenti si spostarono sulla sponda a nord del Po, dove si estendeva un vasto territorio sul quale sorse la città del medioevo.
L'urbanizzazione avvenne per addizioni. Partendo da due nuclei fortificati si formò una prima città lineare che poi, con ampliamenti successivi, crebbe principalmente verso nord. I principali furono:
- Addizione di Nicolò II, del 1385.
- Addizione di Borso d'Este, del 1451, con inclusione dell'area di Sant'Antonio in Polesine.[171]
- Addizione Erculea, del 1492. Voluta dal duca Ercole I d'Este ed attuata dall'architetto Biagio Rossetti) fu storicamente la più importante opera urbanistica che interessò Ferrara facendola diventare la prima città moderna d'Europa. Il disegno si ispirava al modello romano del cardo e del decumano e prevedeva un asse viario che partiva dal Castello Estense e raggiungeva la porta degli Angeli ed un altro che collegava le due porte principali della città, la porta a Mare e la porta a Po. L'incrocio emblema di questa addizione è il Quadrivio degli Angeli.

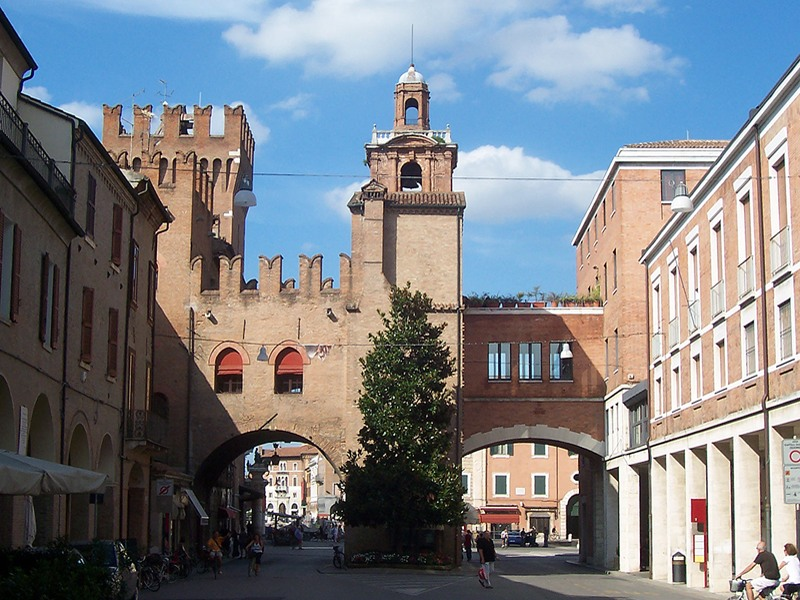
Corso Porta Reno presso i fornici di accesso alla piazza del duomo. Ben distinguibile a sinistra il lato originale medievale della via ed a destra la parte ricostruita con criteri moderni nel secondo dopoguerra.

- Addizione Novecentista, della prima parte del XX secolo. A partire dagli anni venti si ebbe una riqualificazione urbanistica voluta dall'amministrazione comunale per ridare nuova veste a varie aree della città grazie alla costruzione di edifici seguendo lo stile razionalista. Tra i suoi artefici più importanti vi fu l'architetto Carlo Savonuzzi. Non fu propriamente un'addizione ma rientrò in quel periodo storico anche l'attività edilizia portata avanti dall'Istituto Autonomo per le Case Popolari della Provincia di Ferrara, che puntò alla costruzione di numerosi alloggi sia in città sia nell'intera provincia. A Ferrara le zone maggiormente interessate furono quelle di corso Isonzo e del quartiere Barco.[172]

Importanti cambiamenti urbanistici, in particolare nel secondo dopoguerra, portarono alla crescita di molti quartieri fuori dalla cinta muraria, alla modifica della viabilità nella zona di corso Porta Reno, alla costruzione del grattacielo (tanto criticato da Giorgio Bassani e, più tardi, da Vittorio Sgarbi)
Il tessuto urbano della città può essere suddiviso in due parti distinte attraverso il confine segnato dall'asse viario di corso della Giovecca e viale Cavour che taglia nettamente la città. A sud vi è l'antica zona medioevale col Castello Estense, la cattedrale e il borgo San Giorgio, fuori dalla mura. A nord vi è la città rinascimentale, con parte degli insediamenti più recenti all'interno delle mura, in particolare nell'area in direzione del quartiere Barco.
Il corso della Giovecca è stato per secoli un canale a nord della cinta muraria, uno spazio che distingueva il dentro dal fuori, un ostacolo sia fisico sia psicologico. Lo sviluppo della piazza Nuova (poi piazza Ariostea), nel progetto di Rossetti, avrebbe dovuto essere diverso, e quasi certamente il suo destino era quello di avere attorno, su tre lati, un porticato. Avrebbe dovuto diventare un mercato, centro di traffici urbani. Le previsioni non furono rispettate e le nuove aree comprese dall'addizione di Ercole I non furono subito sfruttate per costruirvi abitazioni da parte della popolazione. Ne approfittarono solo le grandi famiglie, che vi trovarono spazi economici le loro dimore ampie e con giardini, mentre gli altri ferraresi preferirono rimanere nella parte storica della città, dove l'abitudine ed il timore del nuovo li tratteneva.

### Frazioni

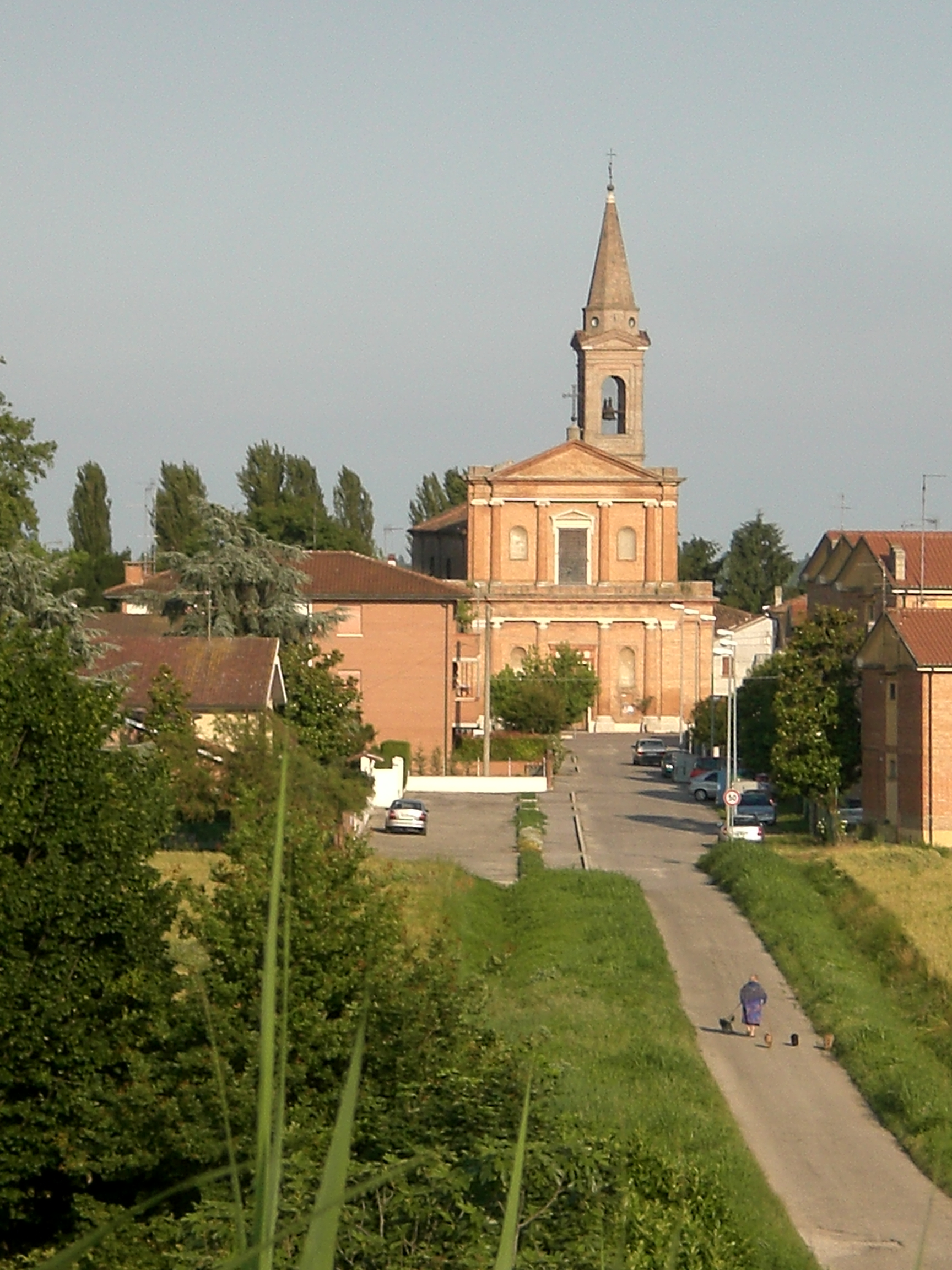
La chiesa parrocchiale di Francolino

Aguscello, Albarea, Baura, Boara, Bova di Marrara, Casaglia, Cassana, Chiesuol del Fosso, Cocomaro di Cona, Cocomaro di Focomorto, Codrea, Cona, Contrapò, Corlo, Correggio, Denore, Focomorto, Fondo Reno, Fossadalbero, Fossanova San Biagio, Fossanova San Marco, Francolino, Gaibana, Gaibanella, Gorgo, Malborghetto di Boara, Malborghetto di Correggio, Marrara, Monestirolo, Montalbano, Parasacco, Pescara, Pontegradella, Pontelagoscuro, Porotto, Porporana, Quartesana, Ravalle, Sabbioni, San Bartolomeo in Bosco, San Martino, Sant'Egidio, Spinazzino, Torre Fossa, Uccellino, Viconovo, Villanova.
Le circoscrizioni di Ferrara, in seguito all'entrata in vigore della legge n. 42/2010, che soppresse le circoscrizioni nei comuni con meno di 250 000 abitanti, non sono più presenti e al loro posto sono venute le delegazioni che, a differenza delle circoscrizioni, non sono composte da rappresentanti eletti.

## Economia

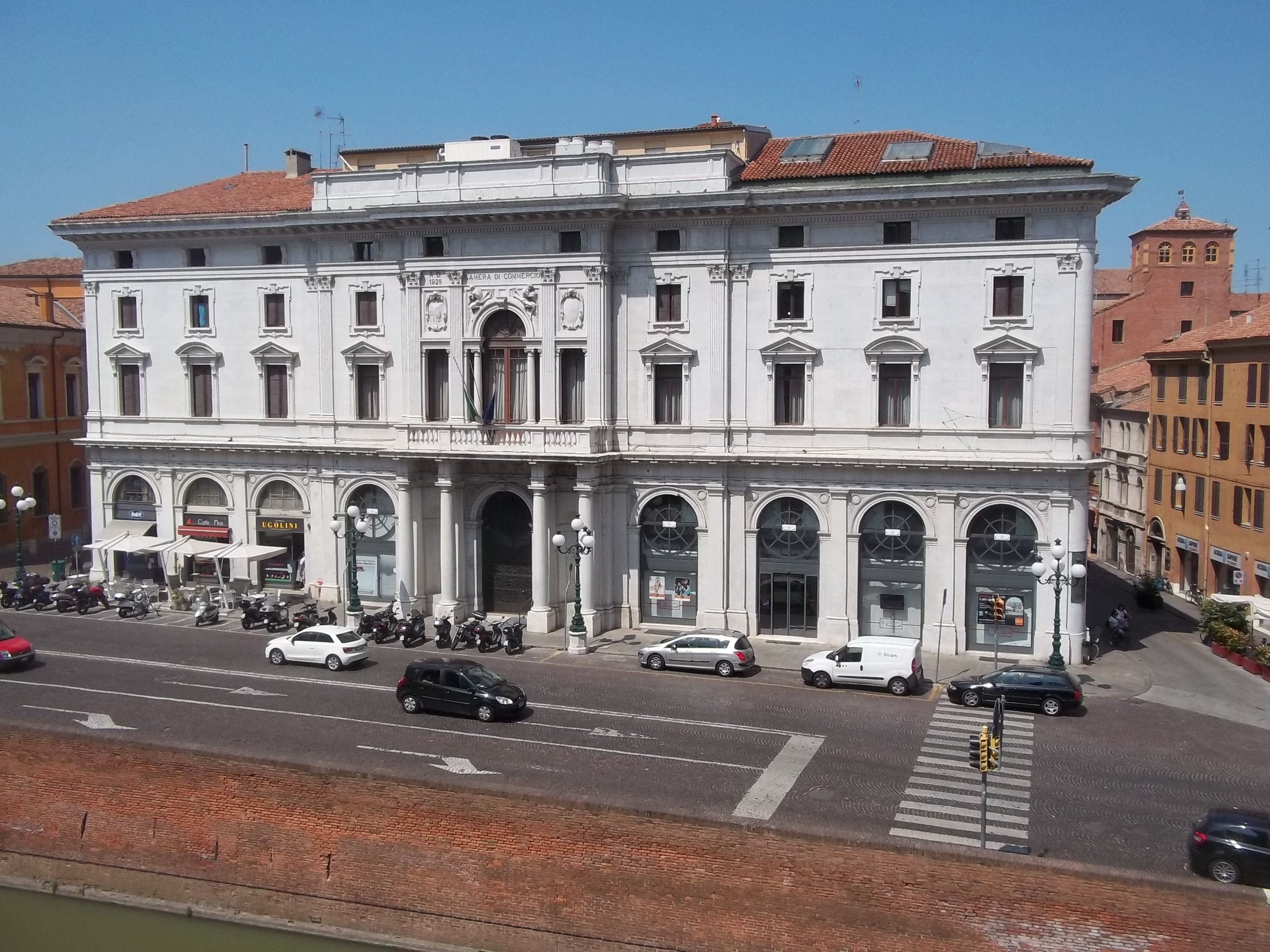
Palazzo della Camera di Commercio.

L'economia si è sempre basata sull'agricoltura e nella prima parte del XX secolo la grande proprietà terriera fu una forza importante a livello locale. All'inizio del ventennio fascista sostenne lo squadrismo per contrastare le rivendicazioni sindacali. La nascita delle corporazioni mutò in seguito i rapporti eliminando la lotta di classe e imponendo regole che esaltavano le competenze dei lavoratori con manifestazioni e fiere senza concedere riconoscimenti economici. Si puntò anche sull'industrializzazione senza ottenere il successo sperato e intanto la crisi nel settore della canapa fece lievitare il numero dei disoccupati in agricoltura (oltre 70.000 senza lavoro) mentre la grande depressione peggiorò la situazione. Nel secondo dopoguerra si ebbe un periodo di espansione economica che tuttavia si esaurì e con la fine del secolo l'intero territorio provinciale entrò nuovamente in difficoltà.
I motivi di criticità nel XXI secolo sono la vicenda Cassa di Risparmio di Ferrara, i problemi industriali, la difficoltà crescente del piccolo commercio e l'invecchiamento della popolazione. Già in precedenza tuttavia non erano mancate le difficoltà.

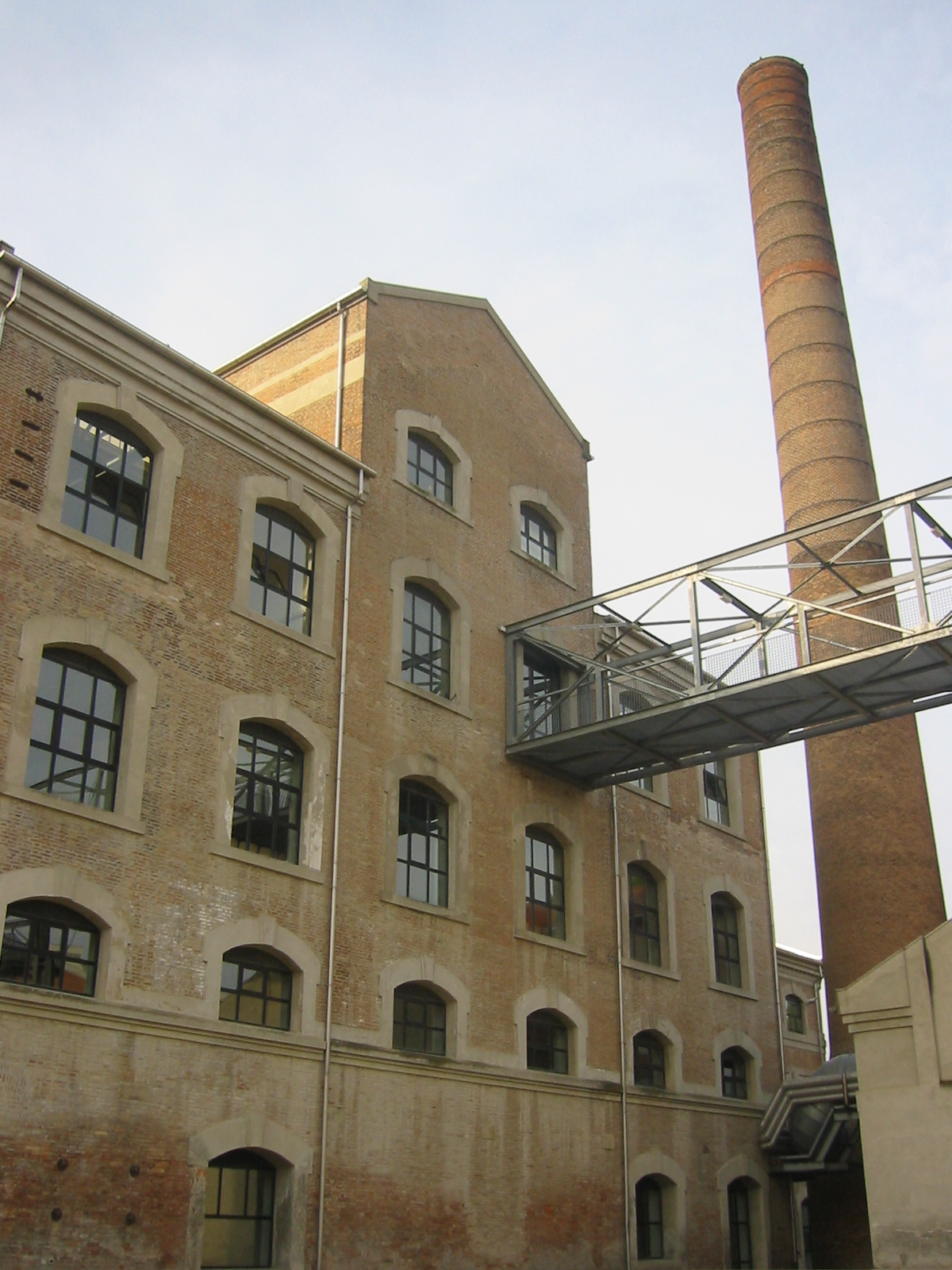
Ex zuccherificio Eridania a Ferrara.

È interessante ricordare come iniziò e poi si concluse la dismissione dell'intero settore saccarifero, con conseguenze sull'agricoltura e sull'industria, con diminuzione delle aree dedicate alla coltivazione della barbabietola da zucchero e la chiusura di stabilimenti storici nel comune, a Pontelagoscuro, e in provincia, a Codigoro.
Il consorzio di bonifica pianura di Ferrara ha la sua sede in Palazzo Naselli Crispi che si trova in via Borgoleoni e raccoglie i quattro consorzi di bonifica ferraresi presenti, (tra questi le Bonifiche Ferraresi). Un altro consorzio legato ad iniziative economiche è quello di Ferrara Innovazione, inoltre in città ha sede l'associazione imprenditori (CNA Ferrara), in via Caldirolo.

### Agricoltura

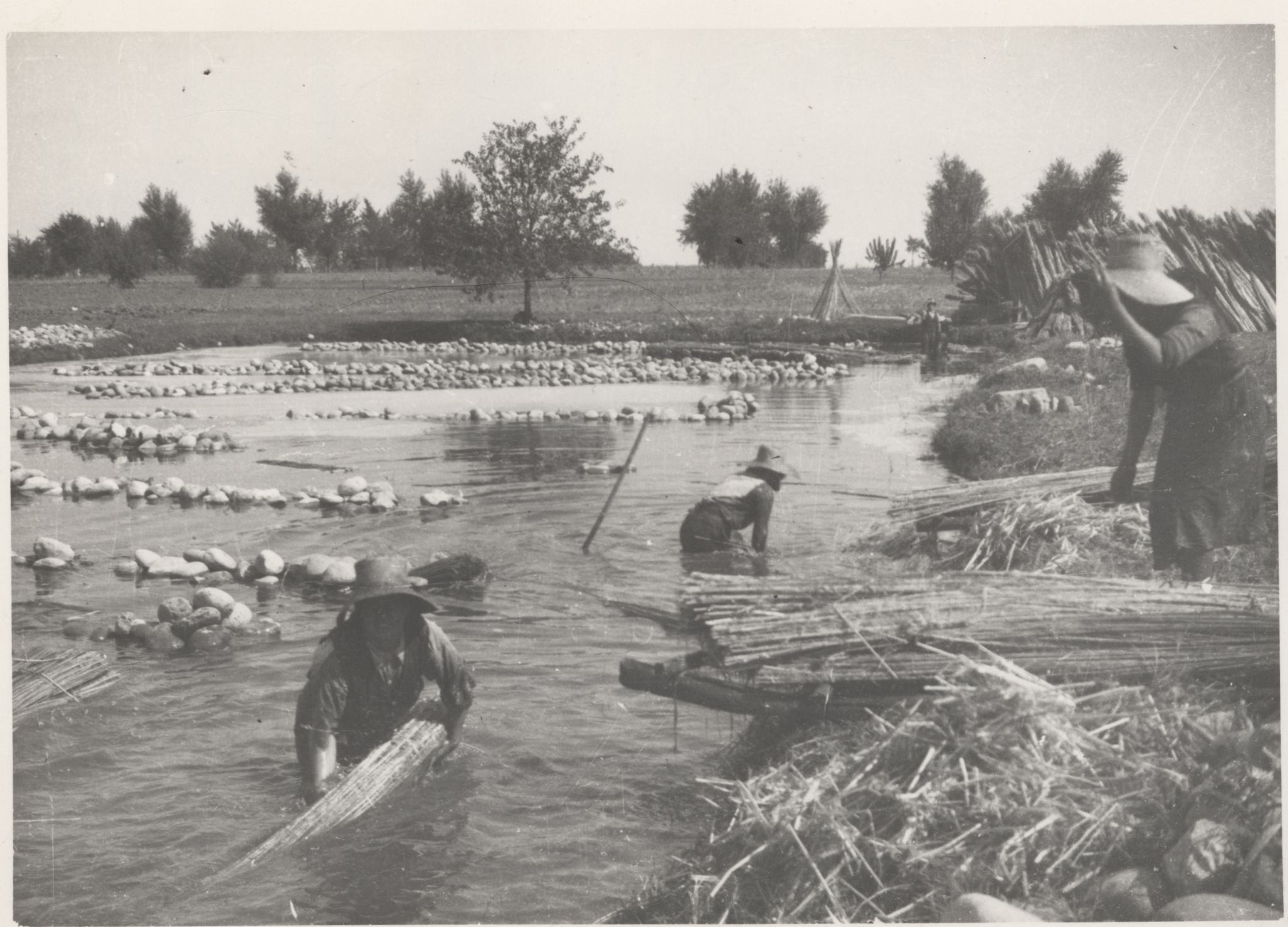
Macerazione della canapa nel ferrarese

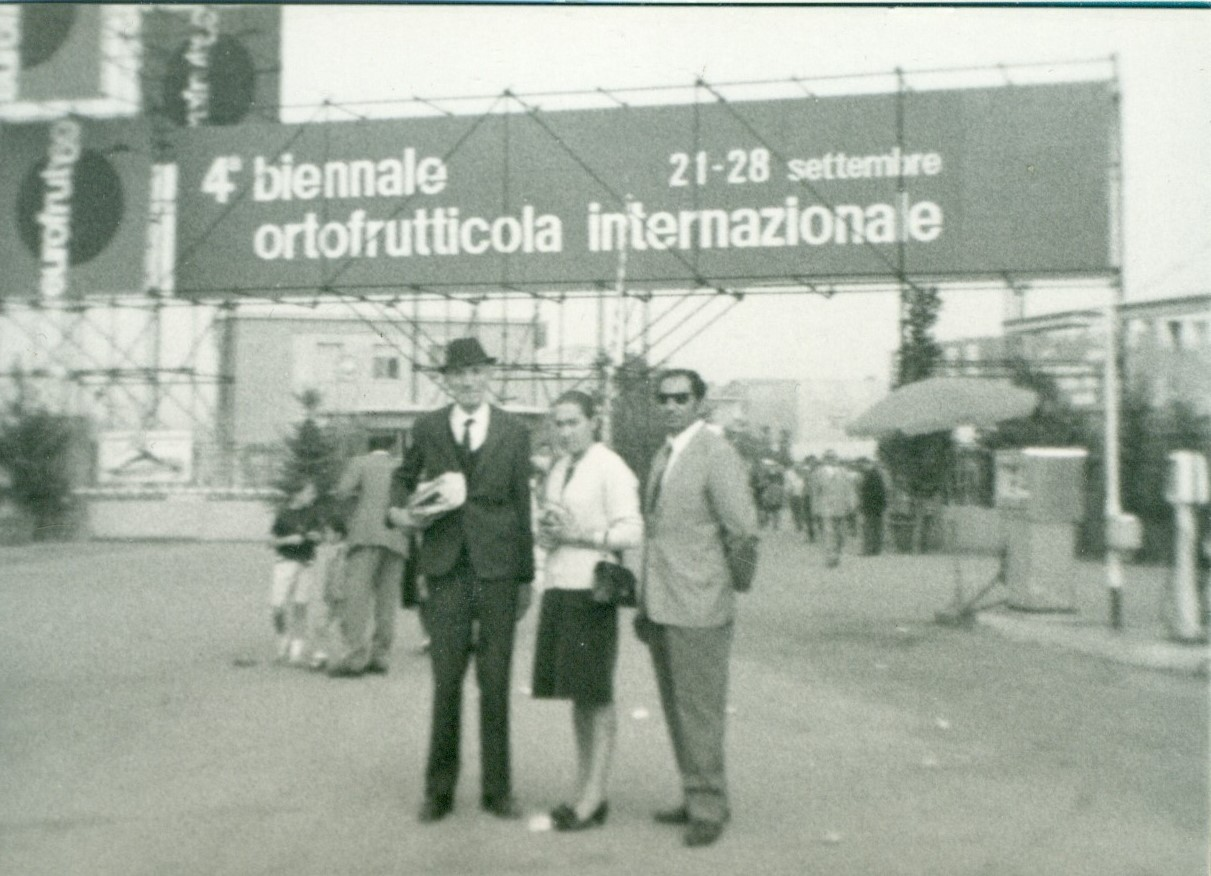
Visita alla biennale ortofrutticola internazionale di Ferrara (Eurofrut 69) che si tenne in città nel settembre 1969.

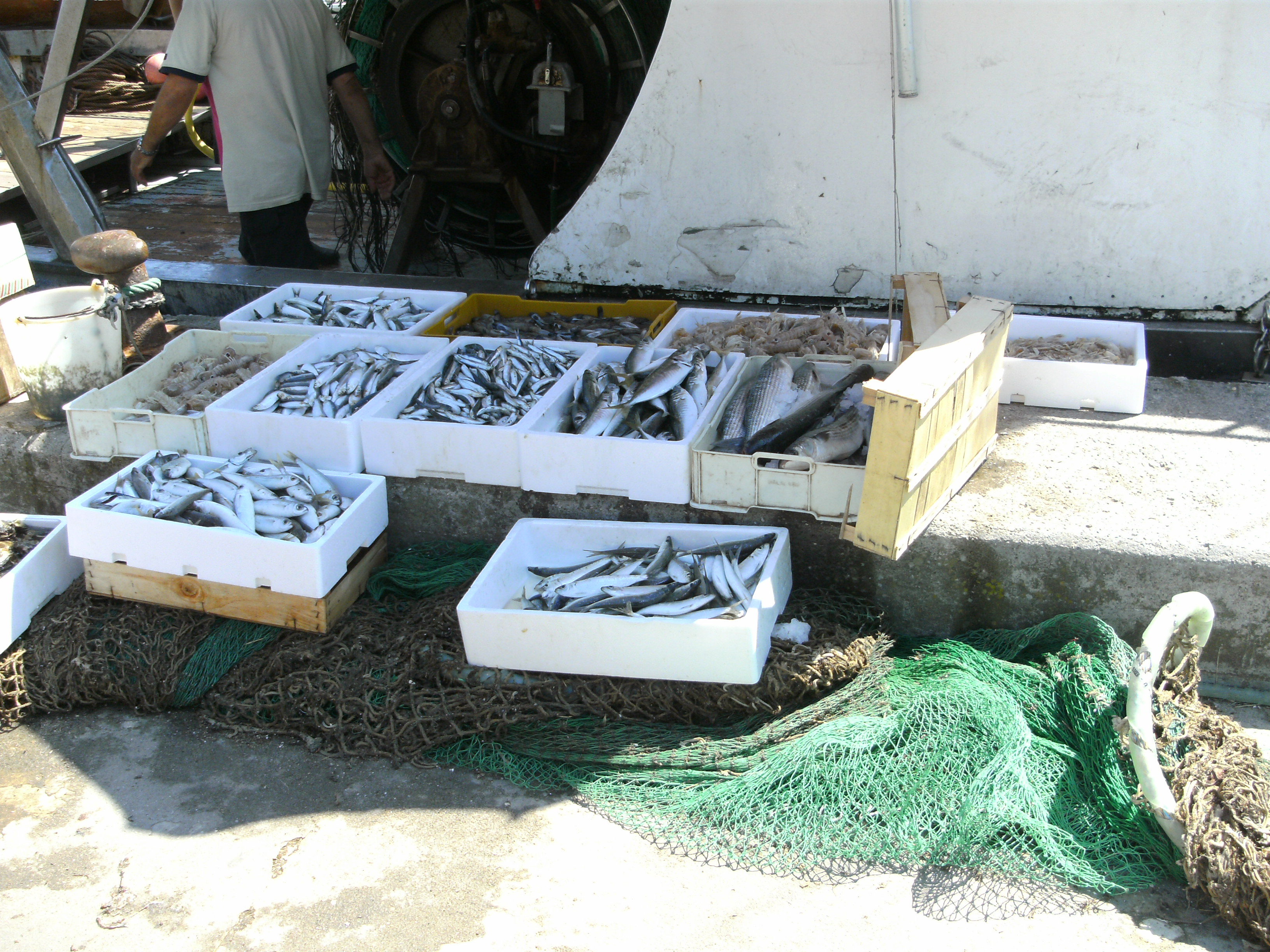
Vendita di pesce appena pescato sul porto canale di Porto Garibaldi.

Il settore agricolo interessa l'intero territorio provinciale che, storicamente, è un'area a vocazione agricola da secoli, con parti coltivate da molto tempo ed altre di bonifica più recente. Tra le coltivazioni più comuni vi sono i cereali (frumento e mais), i prodotti tipici dell'orto, i frutteti e le viti, mentre un tempo erano numerosi i campi con barbabietola da zucchero e canapa. Per ottenere la fibra dalla canapa, poi utilizzata dall'industria tessile, serviva macerare gli steli della pianta uniti a formare enormi zattere in stagni artificiali, i maceri, che hanno caratterizzato per anni la campagna ferrarese. Dai braccianti addetti alla coltivazione della canapa nacquero i primi movimenti sindacali nel ferrarese. Il settore entrò in difficoltà quando crollò il prezzo della fibra in seguito all'introduzione, fuori dall'Italia, di nuove materie prime per la produzione di filati per i tessuti alla fine degli anni venti ma la coltivazione continuò ancora per circa un cinquantennio.
Per diversi anni nel secondo dopoguerra a Ferrara si tennero fiere biennali ortofrutticole internazionali a riprova dell'importanza avuta dal settore per l'economia territoriale. La base occupazionale della provincia raggiunge l'8,3% ovvero il tasso più elevato di tutto il nord-est d'Italia con 8.763 industrie attive nel settore e 180 000 ettari di superficie agraria complessiva.
Una particolare parabola ha interessato il Consorzio Agrario Provinciale, fondato nel 1929 e fallito dopo quasi un secolo, confluito nel Consorzio dell'Emilia.
Alle problematiche legate all'agricoltura si è dedicata a lungo la rete televisiva locale Telestense con la trasmissione Agreste che ha concluso il suo ciclo nel 2016.
Anche la pesca ha un ruolo di rilievo nell'economia locale ed il 55% dei 3.000 addetti nell'Emilia-Romagna è nella provincia, con un totale di 1.135 imprese attive. Il pescato che si ottiene nei comuni di Goro e Comacchio raggiunge circa i 100 000 quintali. Il 53% del totale viene venduto ai mercati all'ingrosso della regione.

### Artigianato
(Oscar Wilde, Il gigante egoista e altri racconti)
La tradizione artigiana risale certamente ai secoli della fondazione della città ma è solo con la signoria estense prima e con la legazione papale dopo che vennero formalizzate con appositi statuti le corporazioni delle arti e mestieri. Queste associazioni avevano varie finalità, tra queste la difesa dei mestieri come erano tramandati tradizionalmente ed una prima forma di mutuo soccorso. A Ferrara furono numerosissime, e quelle con un maggior numero di aderenti furono: barbitonsori (barbieri), callegari (calzolai), carradori (costruttori ed addetti alle carrozze), drappieri (produttori e commercianti di stoffe), e poi ancora fornai, fruttaroli, casaroli, mastellari e così via. Queste corporazioni vennero in gran parte disciolte nel periodo napoleonico. Qualche anno dopo rimanevano in città solo piccoli artigiani indipendenti e poche attività artigianali di una certa dimensione. Queste ultime si limitavano principalmente al mercato interno a causa, tra l'altro, del pessimo stato delle vie di comunicazione. Attorno alla metà del XIX secolo erano presenti, con certezza, una conceria di pelli, qualche pastificio, una piccola fabbrica di cappelli, un saponificio e poco altro.
Durante il ventennio fascista le corporazioni rinacquero, o meglio, nacquero nuove corporazioni, in contrapposizione al movimento sindacale, che ripresero solo in parte l'antico spirito. Nel 1926 vennero fondati infatti il Ministero delle corporazioni e il Consiglio nazionale delle corporazioni.
A Ferrara è presente l'associazione territoriale della CNA, alla quale sono associate oltre 5.000 imprese, tra le quali molte artigiane, inoltre è sede anche di Confartigianato Ferrara, al quale aderiscono circa 2.500 imprese.
Il settore dell'artigianato ferrarese appare in progressiva crescita, addirittura più della media nazionale. Le imprese artigiane ferraresi producono il 13,8% del valore provinciale rivestendo un ruolo fondamentale nell'ambito del sistema produttivo locale caratterizzato da piccole aziende: 26.000 addetti operano nel settore e il 35,5% degli imprenditori ferraresi è rappresentato da artigiani.
Ferrara è presente anche nella produzione artigianale artistica col settore della ceramica, della terracotta, degli strumenti musicali, dei mobili artistici, della lavorazione del ferro battuto, del rame, del peltro e per i laboratori di oreficeria e gioielleria.

### Industria
Notevole importanza ricopre l'area del Polo chimico di Ferrara, creato nel 1936 come SAIGS, divenuto poi Montecatini, Monteshell, Montedison sino ad arrivare alla situazione del nuovo millennio con le industrie LyondellBasell, Versalis, Syndial e Yara. Qui Giulio Natta, Premio Nobel per la chimica nel 1963, nel 1957 diede il via alla produzione del Moplen, il polipropilene da lui inventato.
Ferrara è stata meta di importanti ricollocazioni di attività manifatturiere. Il 26,3% del prodotto provinciale deriva dall'industria con un totale di 54 000 persone occupate in tale settore, delle quali 46 000 operanti nella trasformazione industriale e 8.000 nel settore edilizio-costruzioni che rappresentano il 34,8% dell'intera occupazione provinciale. Il territorio ferrarese rimane tuttavia una delle aree meno industrializzate dell'intera regione.

### Servizi

#### Teleriscaldamento
Parte della città utilizza una rete di teleriscaldamento alimentata da energia geotermica.

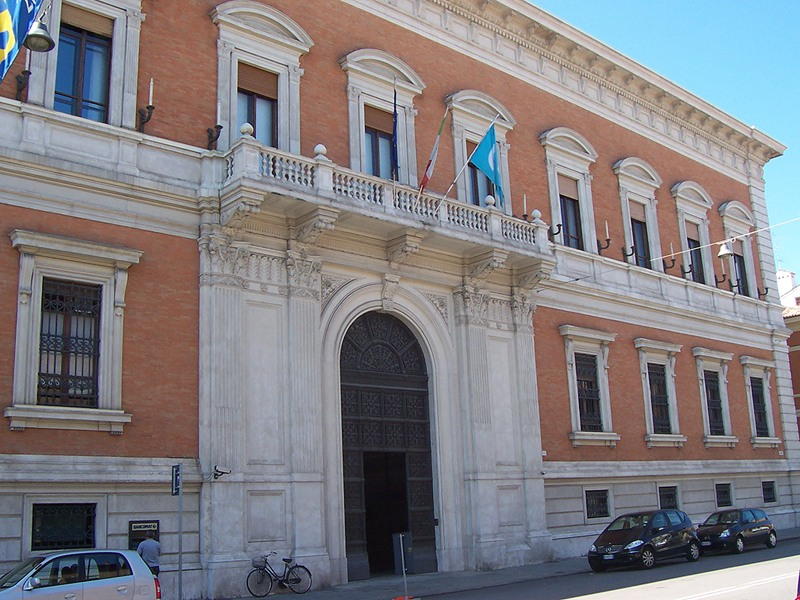
Ex sede Carife divenuta sede BPER.

#### Istituti di credito e assicurativi
La Cassa di Risparmio di Ferrara (Carife), fondata nel 1838, dal 2015 è stata posta in liquidazione coatta amministrativa. Per quasi due secoli è stata la principale banca della città e della provincia di Ferrara. Divenuta Nuova Cassa di Risparmio di Ferrara, dal 2017 è BPER Banca.
Dal 1834 è presente una sede delle Assicurazioni Generali, aperta solo tre anni dopo la fondazione della compagnia a Trieste. Dal 1926 la sede è nel Palazzo delle Assicurazioni Generali di Ferrara

#### Ferrara Fiere Congressi
La Fiera di Ferrara è il principale polo fieristico cittadino e con la Fiera di Modena e quella di Bologna forma il polo fieristico regionale. Ogni anno vengono organizzati circa 15 eventi fieristici.

### Turismo

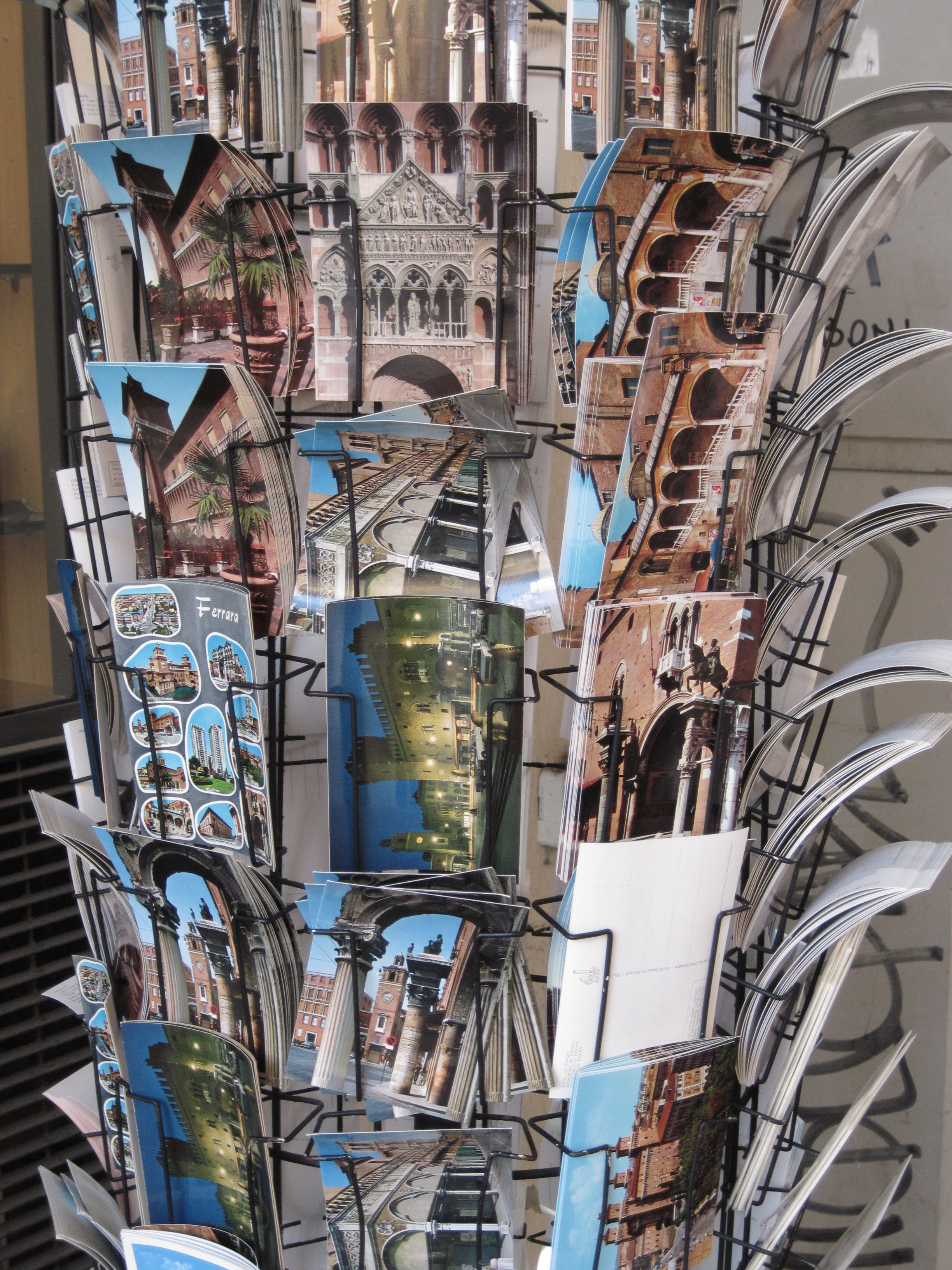
Cartoline per turisti, a Ferrara

Il turismo vive grazie alle offerte culturali e ambientali che città e provincia riescono a proporre, ed alla rivalutazione del periodo estense. Il livello dei settori museale e artistico della città hanno permesso la crescita dell'interesse da parte di visitatori italiani e stranieri. Nella provincia è forte l'attrattiva esercitata dai lidi di Comacchio e dal parco regionale del Delta del Po dell'Emilia-Romagna.
Il terziario legato al turismo tuttavia produce il 66,9% del valore provinciale contro una media nazionale del 70,9% ed il comparto fa registrare una lieve flessione, unico capoluogo di provincia nell'intera regione con questo risultato. Gli arrivi e le presenze sono stazionari ma calano i pernottamenti (-3,2%). Sono positivi i dati che riguardano i turisti stranieri.

## Infrastrutture e trasporti
Trasporti e vie di comunicazione a Ferrara comprendono essenzialmente autostrada e altre arterie stradali e ferrovie. Importanza secondaria rivestono ancora il trasporto fluviale e aeroportuale.

### Strade
Ferrara è collegata alla rete autostradale italiana grazie all'autostrada A13 con due caselli autostradali che servono la città: Ferrara Nord e Ferrara Sud. È importante il Raccordo Autostradale Ferrara-Porto Garibaldi, che porta ai Lidi di Comacchio.

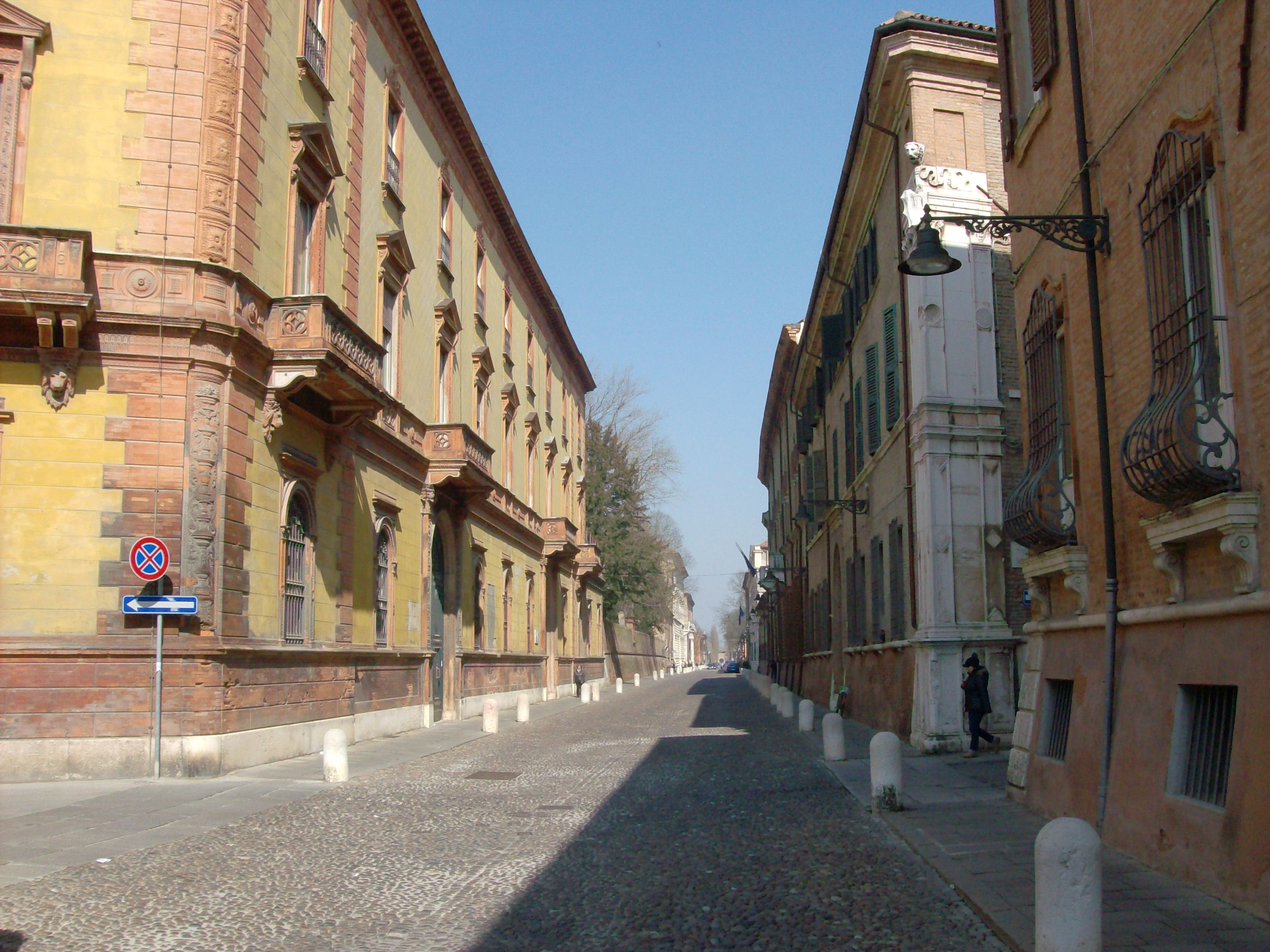
Corso Ercole I d'Este.

La viabilità storica di Ferrara comprende i viali che seguono l'andamento delle mura cittadine. All'interno della cinta muraria sono fondamentali le vie legate all'Addizione Erculea, viale Cavour e corso della Giovecca da un lato e corso Porta Mare, corso Biagio Rossetti e corso Porta Po dall'altro, intersecati da corso Ercole I d'Este. Le vie extraurbane principali sono quelle di collegamento con le altre città della regione e la riviera di Comacchio, tra queste via Bologna, via Ravenna, via Modena, via Padova e la già ricordata superstrada Ferrara-Mare.
La città è attraversata per intero dalla Strada statale 16 Adriatica che la collega verso nord a Padova e verso sud a Ravenna, è direttamente collegata a Pistoia dalla Strada statale 64 Porrettana e a San Benedetto Po, in provincia di Mantova, dalla Strada statale 496 Virgiliana.

#### Odonomastica e storia
Diverse vie cittadine ricordano nel loro nome le antiche corporazioni delle arti e mestieri: via Armari (da corso Ercole I d'Este a viale Cavour), via Spadari (da viale Cavour a via Garibaldi), via Chiodaioli (che arriva in via Carlo Mayr), via Cisterna del Follo (nella zona ad est della città), via Mascheraio (da via Borgo dei Leoni a via Montebello). Altre strade, col tempo, hanno perso l'antico nome, come via degli Orefici (ora parte di via Cortevecchia), via de' Sellai o via del Bocalaro.

#### Piazze
- Piazza Trento e Trieste è la piazza più importante della città, circondata da edifici storici come la Cattedrale, il Palazzo di San Crispino, il teatro Nuovo e il palazzo Municipale. Il marciapiede centrale viene chiamato listone ed ospita in parte il mercato settimanale cittadino e numerose manifestazioni culturali, turistiche, economiche e promozionali in diverse occasioni.
- Piazza Ariostea è la piazza nuova voluta da Biagio Rossetti ed Ercole I d'Este nell'ambito dell'Addizione Erculea. Ospita le gare del palio di Ferrara ed altre manifestazioni. Nelle vicinanze si trovano palazzo Massari, Palazzo Rondinelli e Palazzo Strozzi-Bevilacqua.
- Piazza del Municipio era un tempo il cortile interno del palazzo Municipale. È nota per lo scalone d'onore in marmo con cupola cinquecentesca. Ha tre accessi: dalla piazza Duomo attraverso il Volto del Cavallo (che ai suoi lati conserva le statue in bronzo di Niccolò III d'Este e di Borso d'Este), da via Garibaldi e da via Cortevecchia, attraverso il Volto del Cavalletto.Piazza della Cattedrale e corso Martiri della Libertà.

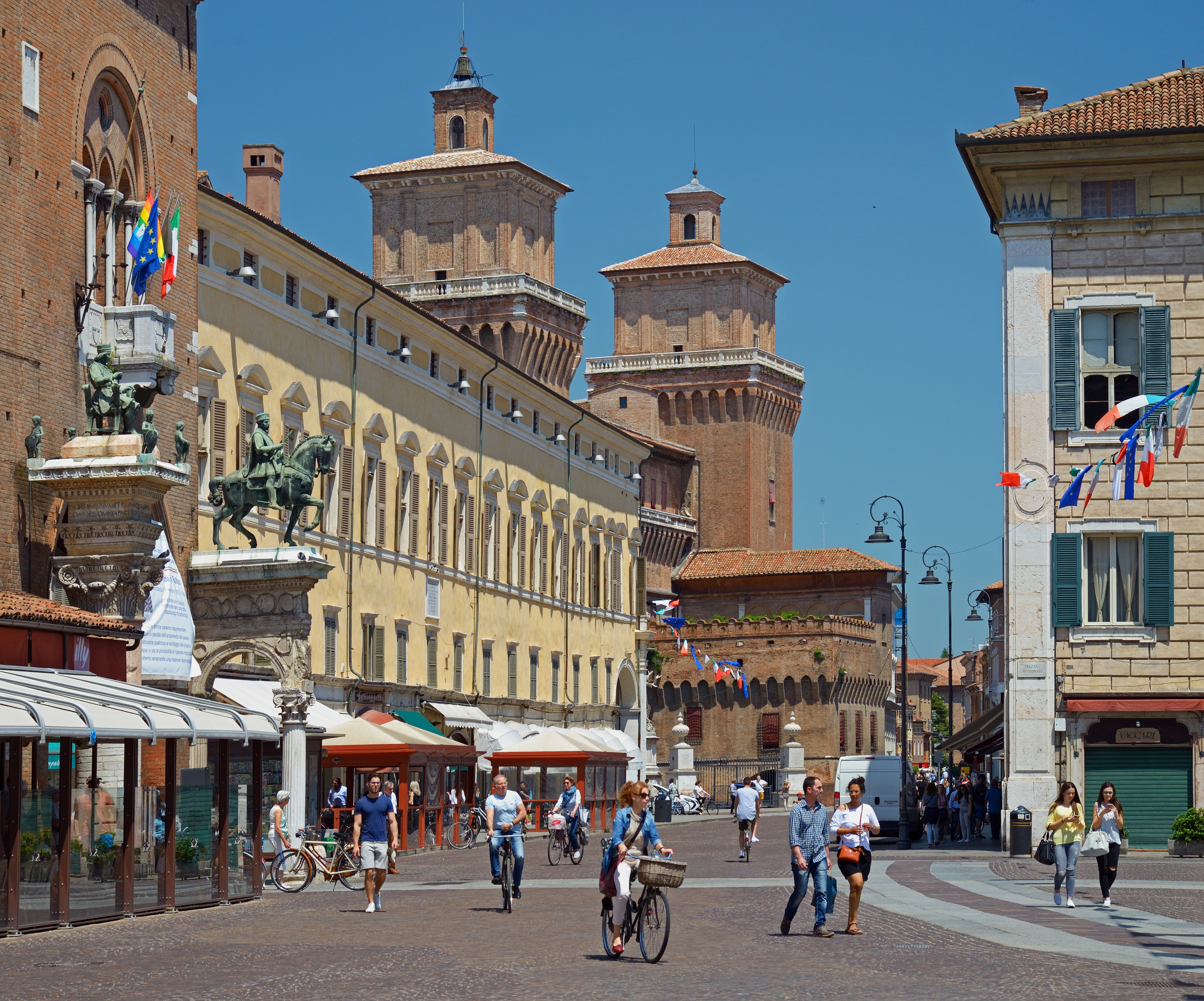
Piazza della Cattedrale e corso Martiri della Libertà.

- Corso Martiri della Libertà, che ha inizio da Piazza Cattedrale e termina nel Largo Castello, in passato era piazza del Commercio e vi si tenevano commerci di derrate e animali. Sulla strada si affaccia il palazzo Municipale, dotato nel 1503, per volontà di Ercole I d'Este, di un loggiato con colonne di marmo, distrutto da un incendio nel 1532. Su questa struttura, vi era una sala in cui si svolgevano le rappresentazioni teatrali, e dove Ludovico Ariosto faceva recitare le sue Commedie. Nel palazzo risiedevano le principesse estensi, vi si riuniva il Consiglio dei Dodici Sapienti (componenti il Magistrato Ducale); viene utilizzato per gli uffici comunali. Di fronte al municipio sorge il palazzo arcivescovile raccordato all'antica sede vescovile edificata già a partire dal XII secolo, della quale rimane il prospetto su via degli Adelardi. Sul corso dominano la torre Marchesana e la torre dei Leoni del Castello Estense. Sul lato opposto al Castello si trova il teatro Comunale, che racchiude la caratteristica rotonda Foschini.Un punto poco conosciuto della città, il vicolo dei Duelli.

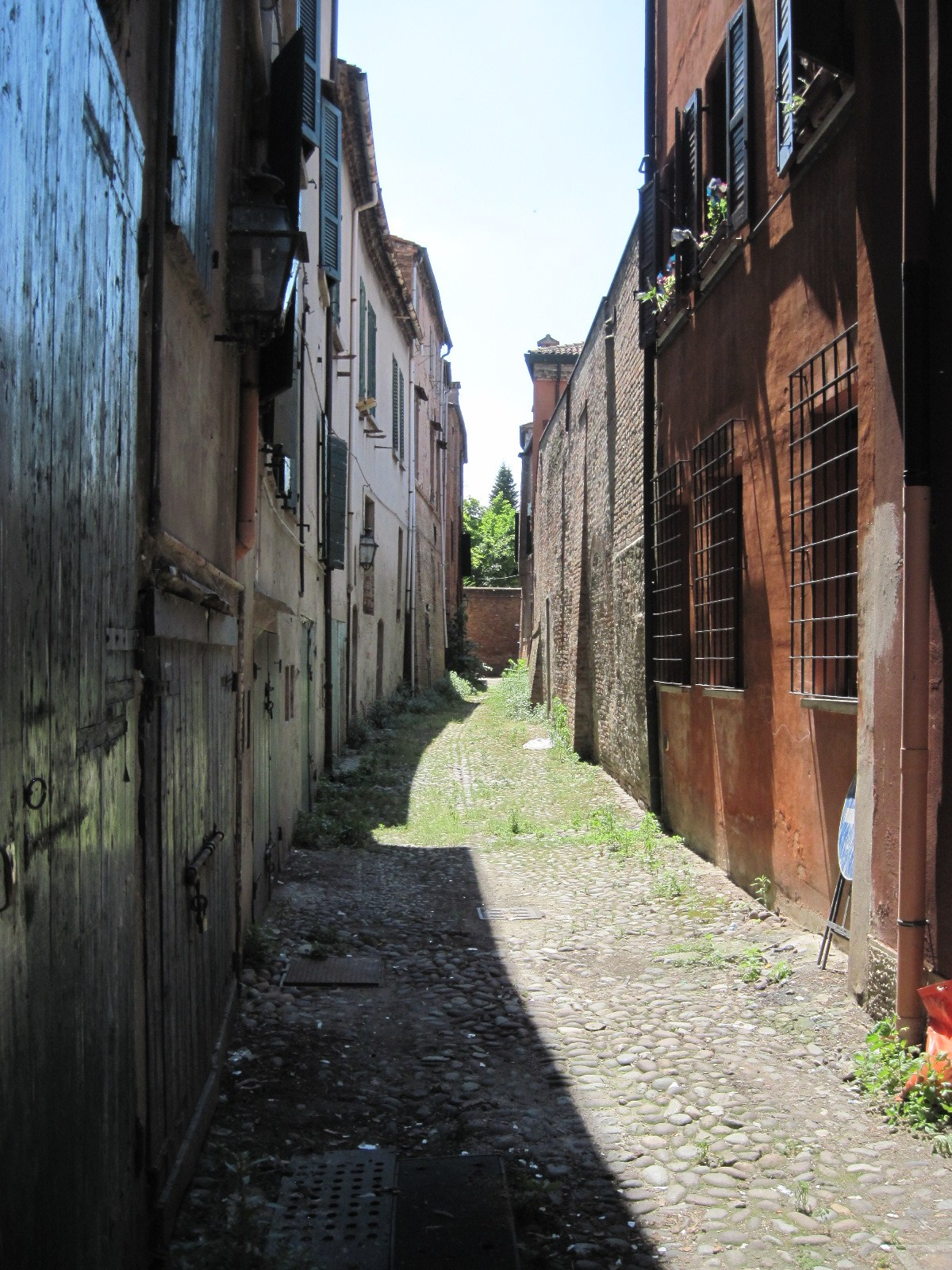
Un punto poco conosciuto della città, il vicolo dei Duelli.

- Piazza Savonarola si apre su corso Martiri della Libertà a fianco del Castello Estense, è delimitata dalla Loggia dei Camerini del palazzo Municipale e dalla via Coperta che collega il Palazzo al Castello. Al suo centro c'è la statua di Girolamo Savonarola. Comunica con piazza Castello tramite i fornici della via Coperta.
- Piazzetta Sant'Anna è nella zona della città riqualificata negli anni trenta dopo il trasferimento del vecchio ospedale del quale rimane solo il portale di accesso con annesso chiostro e porticato, recuperati dopo i lavori di restauro, e la cella del Tasso.
- Piazza Cortevecchia è situata lungo l'omonima via, vicina a piazza Trento e Trieste. È stata oggetto di continui cambiamenti e ricollocamenti di edifici fino a perdere la sua funzione originale e diventare un parcheggio. A breve distanza dalla piazza, dalla vicina via Cortevecchia, è possibile accedere al caratteristico vicolo dei Duelli di origini medievali.

### Ferrovie

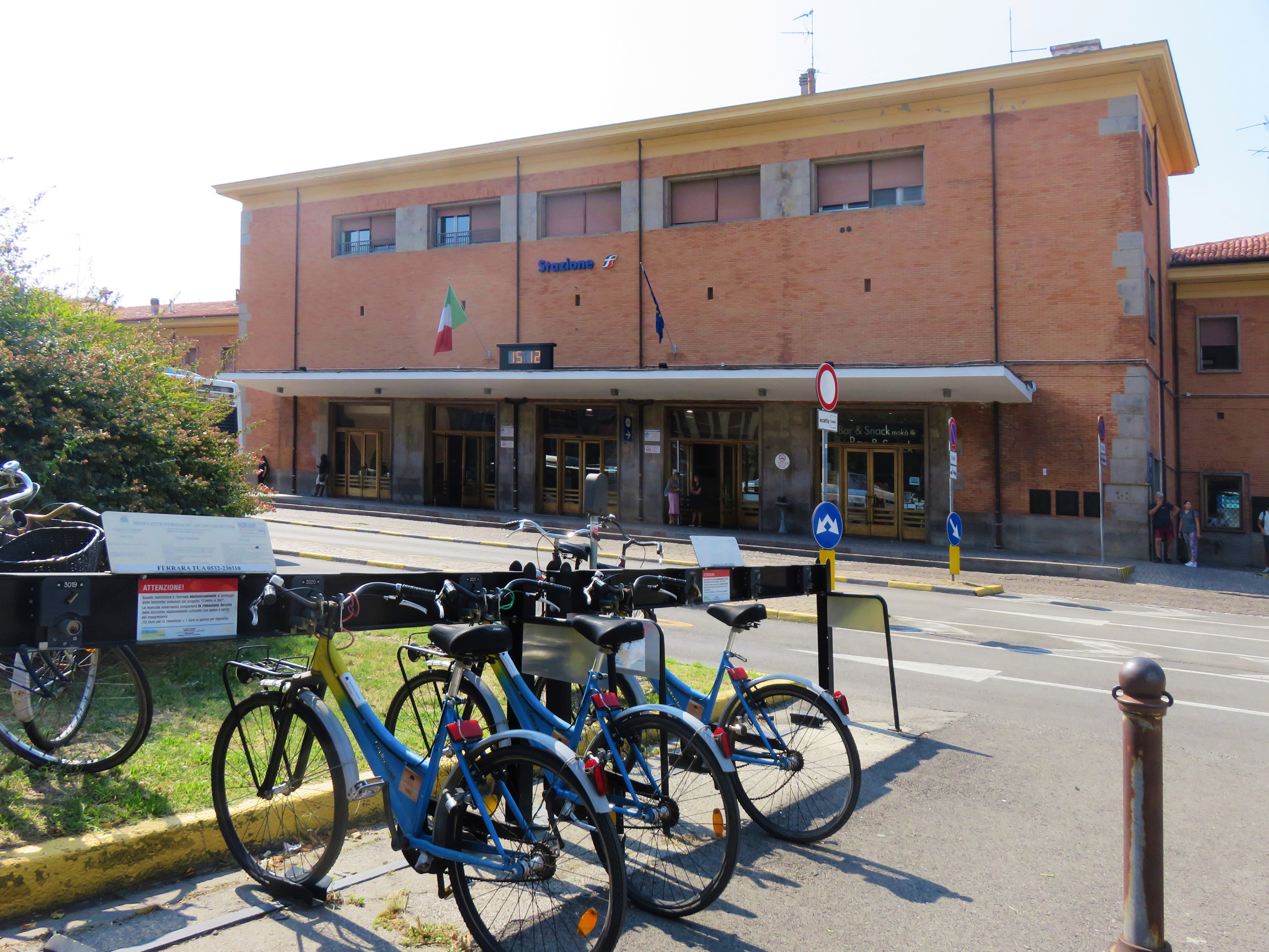
La stazione RFI di Ferrara. In primo piano un deposito di biciclette pubbliche ad uso gratuito.

La stazione ferroviaria principale è la stazione RFI, in piazzale Stazione, 28. È servita da collegamenti nazionali e regionali, compresa la linea ferroviaria Suzzara-Ferrara.
La stazione di Ferrara Via Boschetto, sulla linea Ferrara-Codigoro, è gestita da Ferrovie Emilia-Romagna.
È presente la Stazione di Pontelagoscuro, presso l'omonima frazione, mentre a sette chilometri dal centro c'è la fermata della Città del Ragazzo delle Ferrovie Emilia-Romagna, sulla linea per Codigoro.
La stazione di Ferrara Porta Reno è stata soppressa nel 2011.
Ferrara era servita da altre due linee ferroviarie di interesse regionale, la Modena-Cento-Ferrara e la Ferrara-Copparo, gestite dalla Società Veneta e chiuse nel 1956.
Su rotaia esistevano le linee extraurbane Ferrara-Pontelagoscuro e Ferrara-Codigoro, quest'ultima sostituita dalla ferrovia sopra ricordata.

### Porti

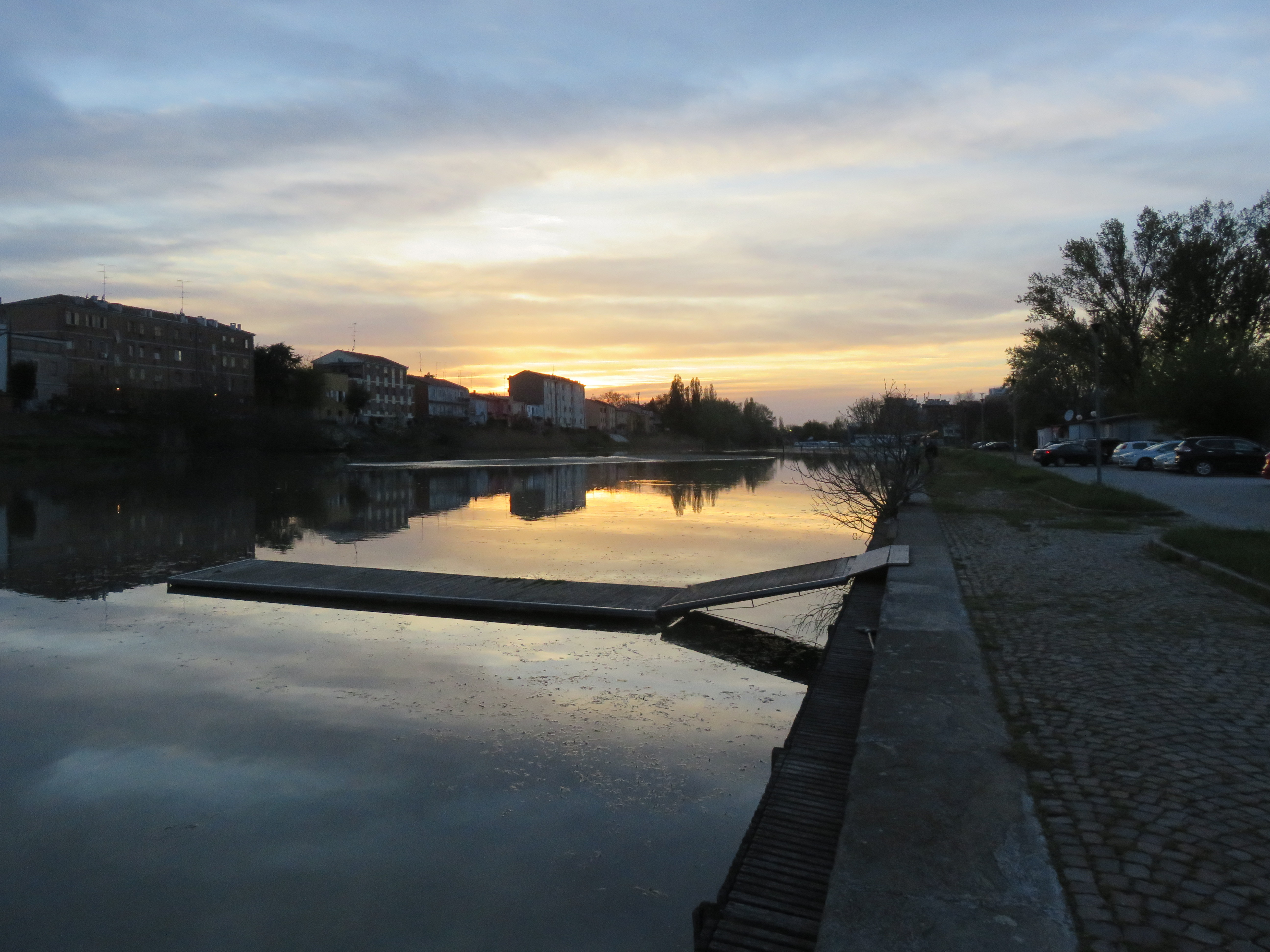
Il Po di Volano a Ferrara

L'idrovia Ferrara-Ravenna adegua alle normative europee di navigabilità il tratto del fiume Po (lungo 70 km) che collega Ferrara con il Mare Adriatico. Nel progetto la parte navigabile unisce due scali principali, ancora non esistenti: la nuova conca di Pontelagoscuro e la nuova area dedicata di Porto Garibaldi.
Malgrado Ferrara con la sua provincia occupi una parte notevole della costa adriatica regionale non possiede strutture portuali marittime confrontabili con quelle della vicina Ravenna o della più turistica Rimini, in Romagna. Non esiste neppure una linea ferroviaria che unisca la rete nazionale dalla stazione di Ferrara alla costa. Il porto canale di Porto Garibaldi riveste importanza esclusivamente per la pesca e come piccolo scalo per nautica da diporto. Le linee turistiche che non vanno più a nord della zona del delta del Po né si spingono oltre un certo limite dalla costa.

### Aeroporti

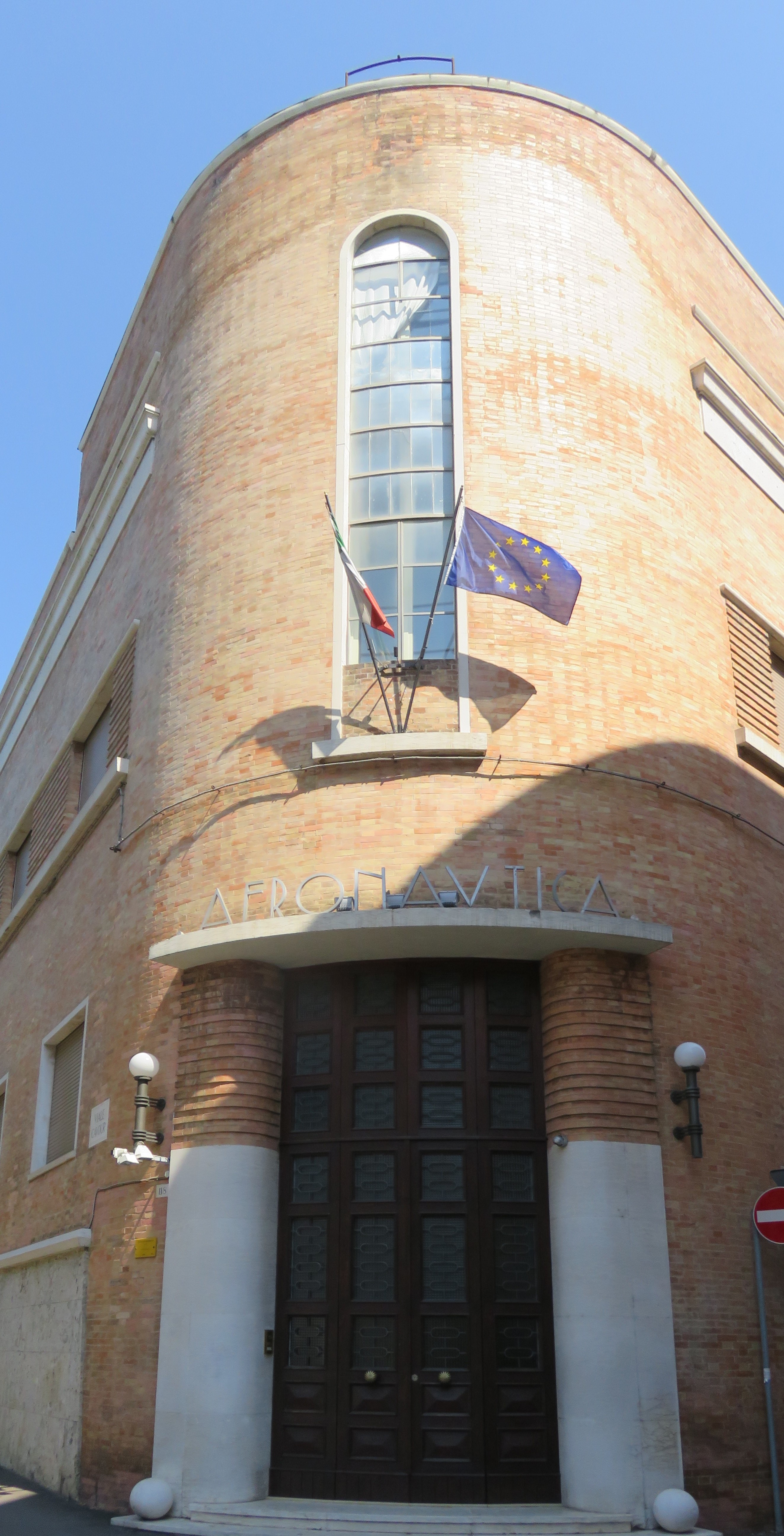
Palazzo dell'Aeronautica in viale Cavour a Ferrara.

L'aeroporto di Ferrara è dedicato a Michele Allasia (pilota ferrarese durante la prima guerra mondiale) ed è il principale aeroporto civile della provincia di Ferrara. Ospita l'aeroclub di Ferrara. Non troppo lontani ci sono la base aerea di Poggio Renatico e l'aeroporto di Prati Vecchi d'Aguscello.
Durante la grande guerra fu un aeroscalo per dirigibili. Nel primo dopoguerra il ferrarese Italo Balbo venne nominato sottosegretario di Stato all'aviazione e il 12 settembre 1929, a soli trentatré anni, ministro dell'aeronautica. In quel periodo l'aeroporto di Ferrara fu al centro dell'attenzione nazionale. Nel 1931, nel corso di una cerimonia alla presenza dello stesso Balbo e di Vittorio Emanuele III di Savoia, le autorità passarono in rivista i numerosi aerei schierati sulla pista e assistettero anche al decollo di diversi velivoli.
Nel 2013 si è proposto di dedicare l'aeroporto a Italo Balbo, poi questo non ha avuto seguito.

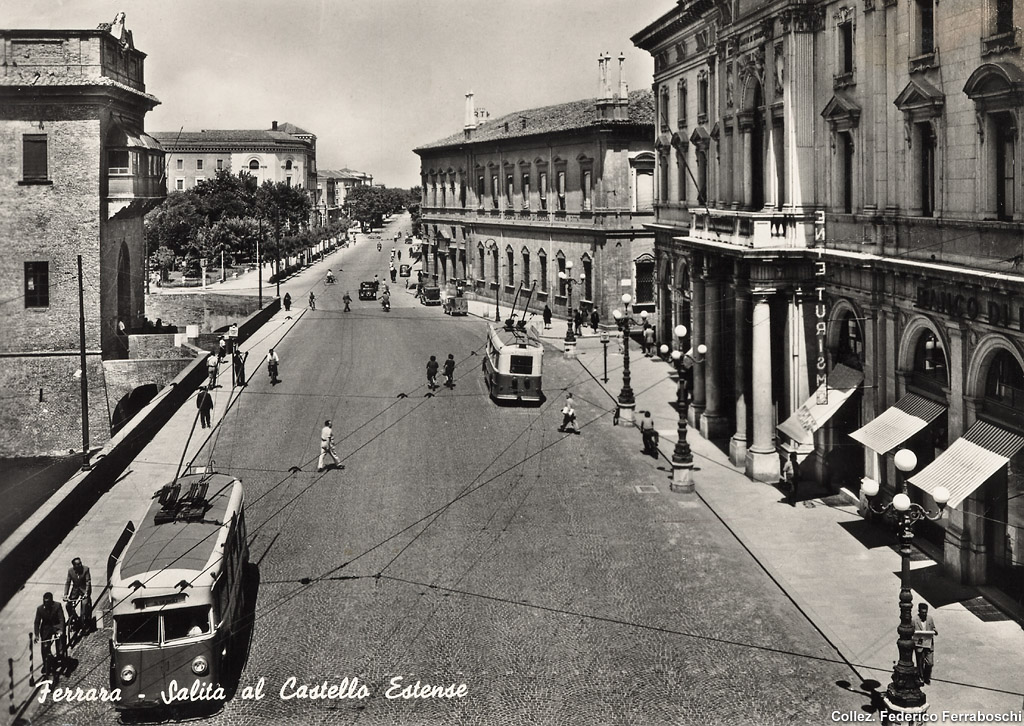
La vecchia filovia, in servizio dal 1938 al 1975.

### Mobilità urbana
Ferrara è servita dal trasporto pubblico locale comprendente 12 linee urbane e più di 20 linee extraurbane. I collegamenti sono garantiti su buona parte del territorio cittadino, mentre nelle frazioni vicine il servizio è svolto dalle linee extraurbane e da linee "Taxibus" a chiamata. Il servizio è gestito da TPER.
In passato in città esisteva una rete tranviaria urbana poi sostituita da una rete filoviaria, entrambe soppresse.

### Ferrara città delle biciclette

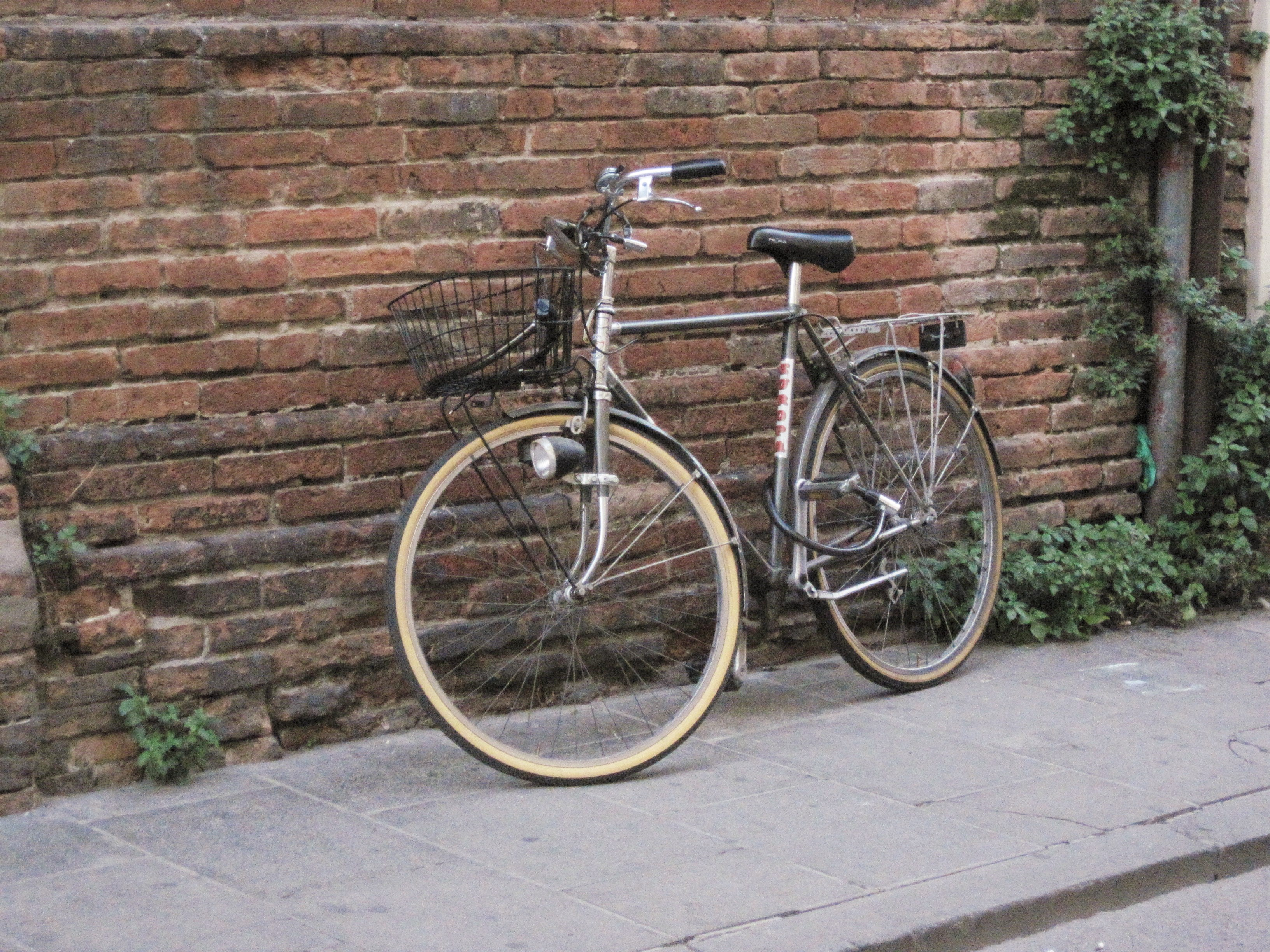
Una bicicletta a Ferrara, appoggiata ad un tipico muro in cotto ferrarese.

Ferrara è la città italiana al primo posto per l'uso della bicicletta. La bicicletta è il mezzo di trasporto più utilizzato dai ferraresi di ogni età per gli spostamenti veloci e per le attività ricreative o sportive. Risulta il mezzo migliore per muoversi nei vicoli del centro storico e nella zona pedonale, e sono presenti anche servizi di noleggio per turisti. Una nota dolente è il problema quasi senza soluzione dei furti di biciclette, anche se si cercano modi per contrastare il fenomeno, che non è certamente recente.

### Impianto geotermico
La Centrale geotermica di Ferrara si trova a Casaglia, a circa 4 km dalla città ed è il principale impianto italiano per lo sfruttamento dell'energia geotermica per il riscaldamento urbano, collegato alla rete del teleriscaldamento che serve oltre 22.000 appartamenti. La rete ferrarese è un caso di eccellenza a livello europeo, oltre ad farne l'infrastruttura per il riscaldamento urbano più ecosostenibile d'Italia.
Poiché oltre il 50% dell'energia necessaria al teleriscaldamento è prodotta da fonti rinnovabili o di recupero e gli utenti beneficiano di uno sconto fiscale che ha consentito nel tempo un risparmio sulle tariffe..

## Amministrazione
| Periodo | Periodo   | Primo cittadino   | Partito         | Carica  | Note |
| ------- | --------- | ----------------- | --------------- | ------- | ---- |
| 1983    | 1999      | Roberto Soffritti | centro-sinistra | Sindaco |      |
| 1999    | 2004      | Gaetano Sateriale | centro-sinistra | Sindaco |      |
| 2004    | 2009      | Gaetano Sateriale | centro-sinistra | Sindaco |      |
| 2009    | 2014      | Tiziano Tagliani  | centro-sinistra | Sindaco |      |
| 2014    | 2019      | Tiziano Tagliani  | centro-sinistra | Sindaco |      |
| 2019    | 2024      | Alan Fabbri       | centro-destra   | Sindaco |      |
| 2024    | in carica | Alan Fabbri       | centro-destra   | Sindaco |      |

### Gemellaggi
Ferrara è gemellata con le seguenti città:
- Saint-Étienne, dal 1960
- Capodistria, dal 1974
- Swansea, dal 1978
- Krasnodar, dal 1989
- Highland Park, dal 1989
- Kaufbeuren, dal 1991
- Formia, dal 1994
- Kallithea, dal 1995
- Lleida, dal 1996
- Szombathely, dal 1997
- Gießen, dal 2002
- Sarajevo, dal 1998
- Praga, dal 2000
- Broni, dal 2001
- San Nicola Manfredi e Venticano, dal 2003
- Buenos Aires, dal 2004
- Toledo, dal 2021 [221]

Nel 1998 ha siglato un patto di amicizia con alcune cittadine di paesi in via d'adesione all'Unione europea, Baranavičy, Sebastopoli, Soroca, Craiova, Bitola, Novi Sad e Scutari, e con altre città i cui stati sono successivamente entrati nell'Unione come Fiume, Brno, Tartu, Žilina, Daugavpils, Dobrič,
Nel febbraio 2004 ha siglato un patto di amicizia con la Daira di Smara, in segno di solidarietà con il popolo Sahrawi, "volto all'incontro e allo sviluppo culturale e sociale dei due paesi".
Nel maggio 2004 ha siglato un patto di amicizia con Lula.
Nel 2016 ha siglato un patto di amicizia e reciprocità con Rio nell'Elba.

## Sport

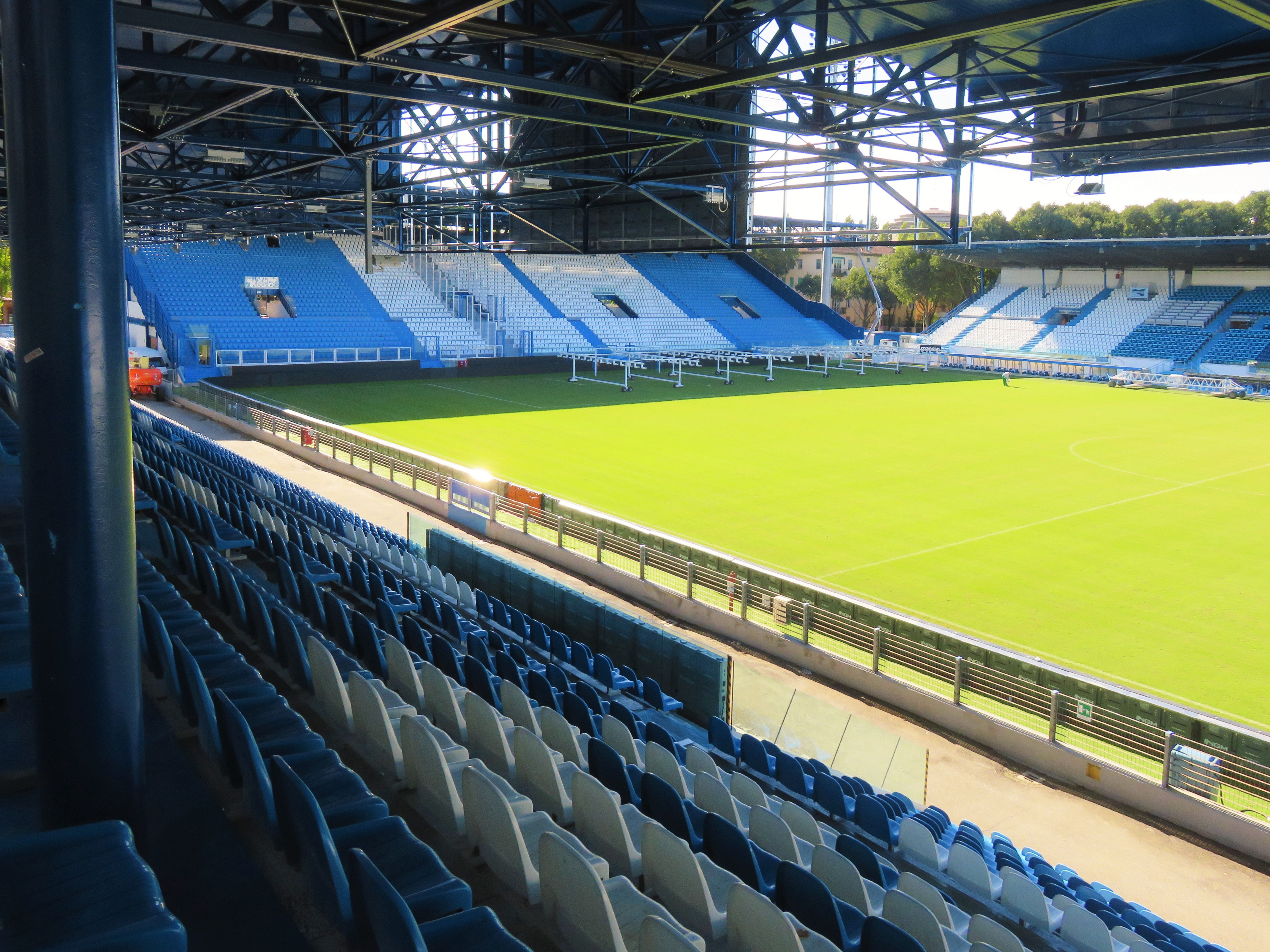
Interno dello stadio Paolo Mazza.

### Calcio
La principale squadra di calcio della città è la SPAL. Fondata nel 1907, ha militato in Serie A per sedici stagioni tra gli anni cinquanta e gli anni sessanta, per poi essere rifondata due volte a seguito di altrettanti fallimenti societari. Vincendo il campionato 2016-2017 di Serie B è tornata in Serie A sino alla stagione 2019-2020 per retrocedere poi nuovamente in Serie B e poi in serie C.

### Football americano
Aquile Ferrara è una squadra di football americano fondata nel 1979, tra le prime in Italia.

### Hockey
La Ferrara Hockey è la principale squadra di Hockey in-line della città, gioca nel campionato di Serie A.

### Maratona
La città ospita la Ferrara Marathon, maratona e mezza maratona internazionali, organizzate dall'Atletica Corriferrara in collaborazione con il Comune. La gara è stata disputata per la prima volta nel 1909.

### Nuoto
Sono presenti società che seguono le varie specialità a livello amatoriale, agonistico e master come il Nuoto Club Ferrara e la sezione nuoto del Cus Ferrara

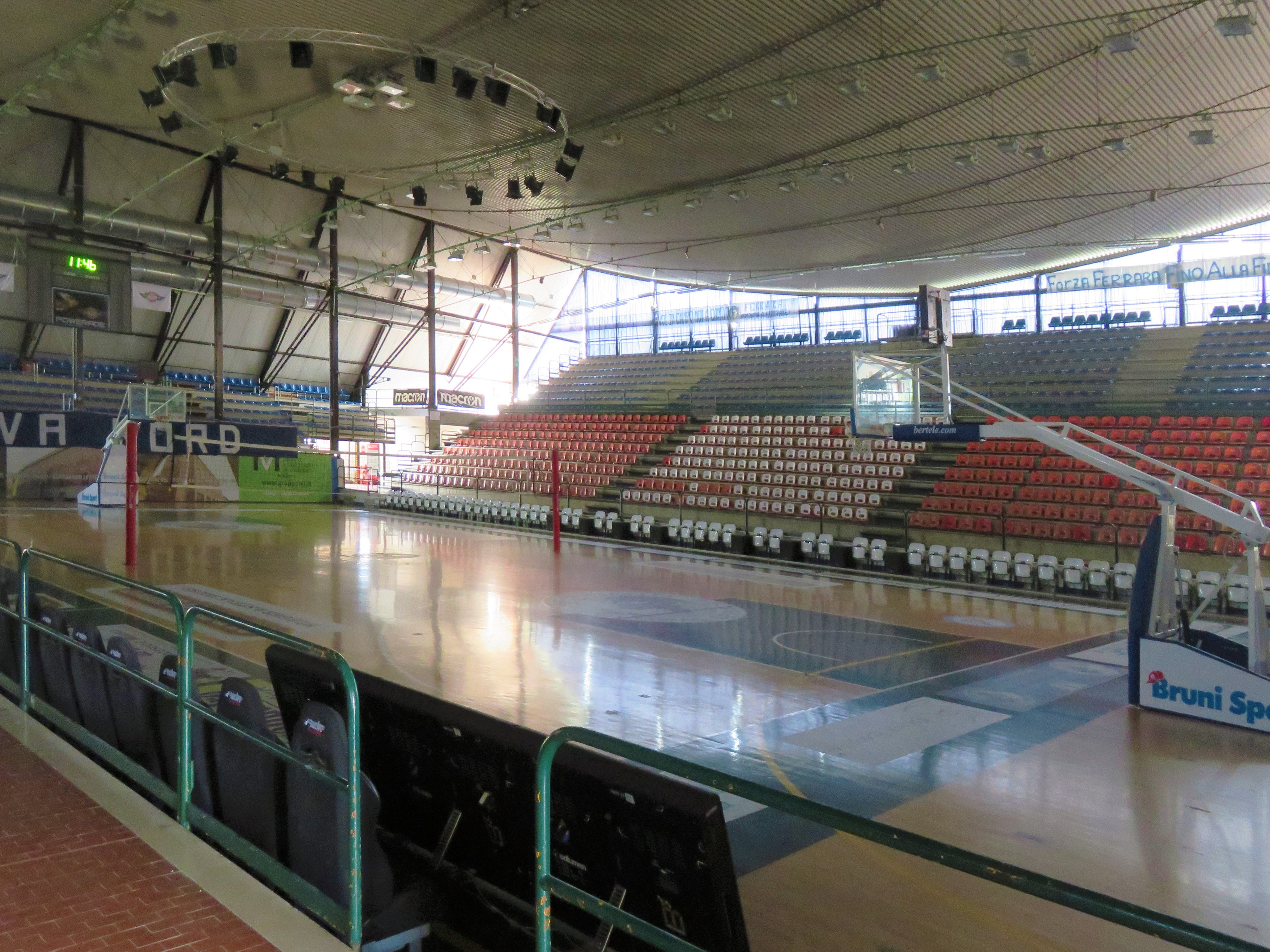
Interno del palasport di Ferrara.

### Pallacanestro
La prima società presente in città è stata la Pallacanestro Ferrara, fondata nel 1982. La più importante tuttavia è stato il Basket Club Ferrara nato nel 1999 che, dopo aver militato in Serie A dal 2008 al 2010, ha cessato la sua attività nel 2011, venendo sostituito dal Kleb Basket Ferrara che disputa il campionato di Serie A2. La Bonfiglioli Ferrara Basket, squadra femminile, milita anch'essa in Serie A2.

### Pallavolo
La squadra principale è la 4Torri Ferrara Volley fondata nel 1947, che milita in Serie B. Ha disputato il torneo maschile di Serie A1 dal 1997 al 2004.

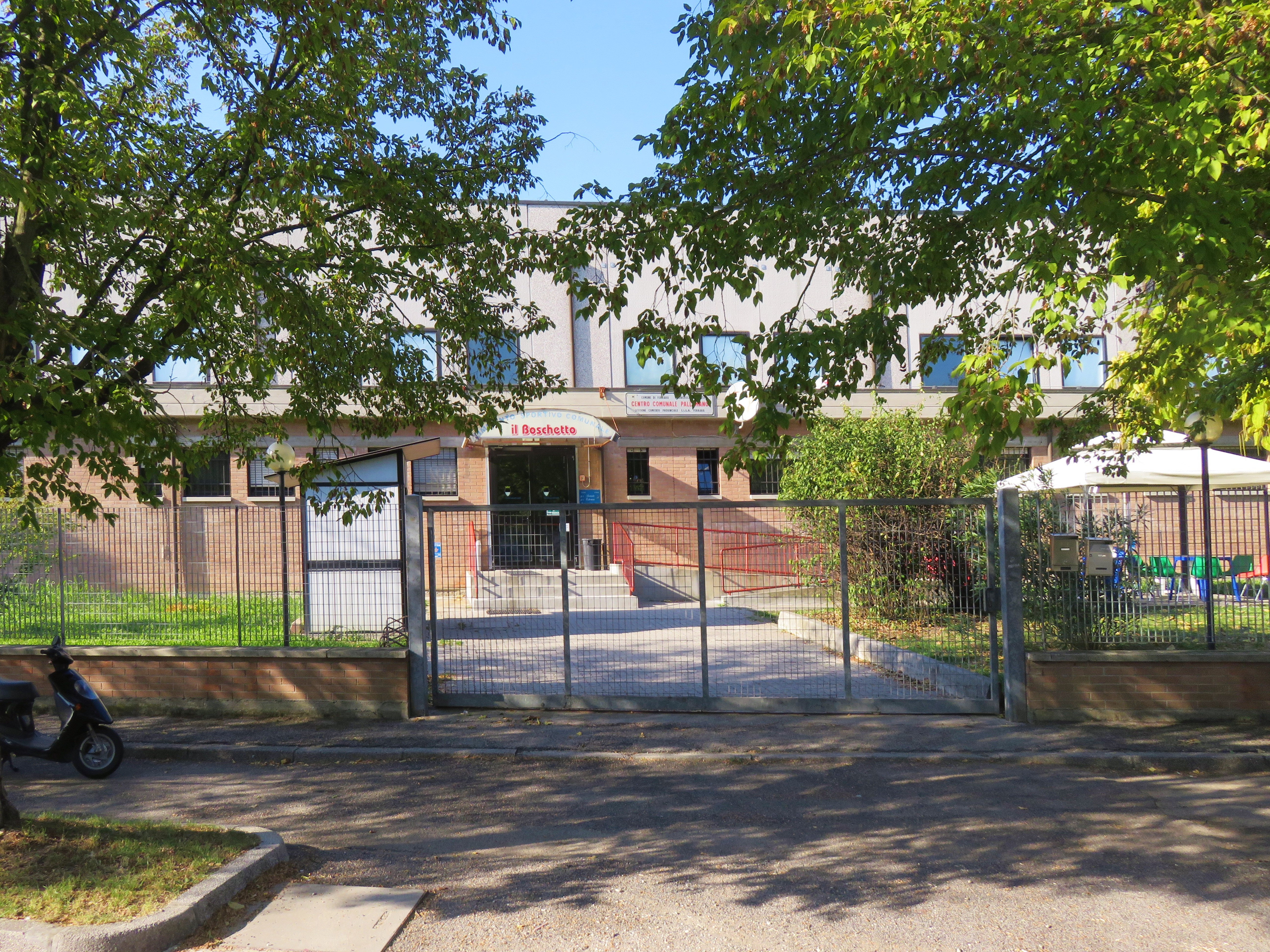
Palaboschetto.

PallamanoHanno sede nel Comune le società Handball Estense e G.S. Ariosto Pallamano Ferrara. La sede è il Palaboschetto.

### Rugby
Il CUS Ferrara Rugby, fondato nel 1969, partecipa alla Serie B. La squadra femminile milita in serie A.

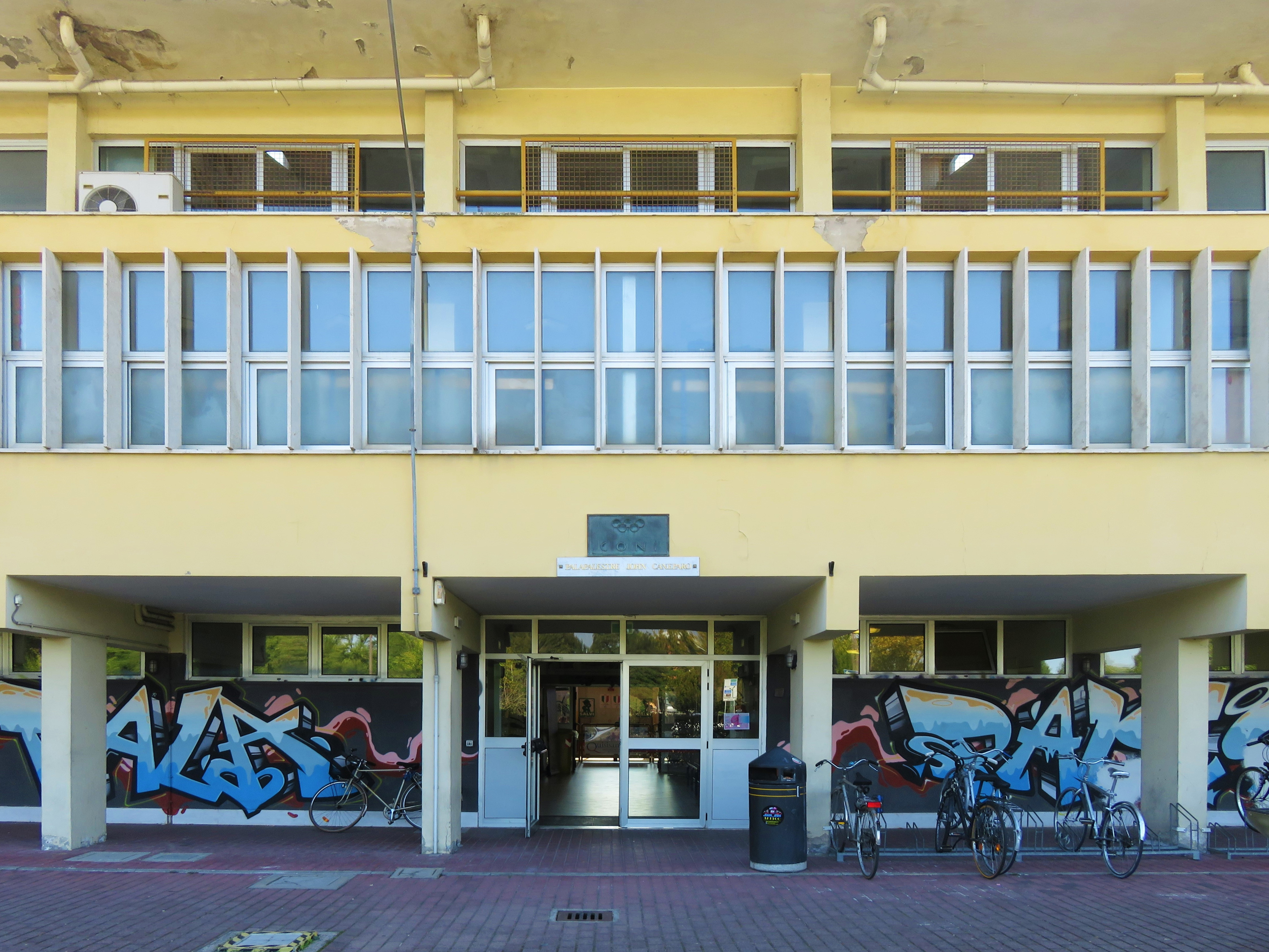
Palapalestre.

### Scherma
Società storica è l'Accademia di scherma Giancarlo Bernardi, che ha avuto come presidente onorario anche Giuseppe Garibaldi. Fondata nel 1854 come "accademia di sciabola, spada e bastone", ne fece parte Carlo Gandini, vincitore della medaglia d'argento nella spada ai Giochi olimpici intermedi di Atene del 1906. In tempi recenti Riccardo Schiavina si è laureato campione europeo under-20 nel 2008 nella spada individuale, e con i compagni di nazionale, campione del mondo nella spada a squadre nel 2009.

### Tchoukball
Nel comune sono presenti 3 società di tchoukball: Ferrara Tchoukball, Tchoukball Satellite e Savonarola on fire. Nato nel 2007, i Ferrara Allnuts sono vincitori di un campionato italiano. Nel 2011, la città ha ospitato i campionati mondiali maschili e femminili. Oggi le squadre di tchoukball presenti a ferrara sono: Ferrara Monkeys (serie A), Ferrara Caplaz (serie A), Ferrata Caplit (serie B), Ferrara Pulcinuts (M15; squadra con più titoli italiani dell'omonima categoria), Savonarola on Fire (Serie B) e Titans (Serie B).

### Impianti sportivi
I principali impianti sportivi in funzione sono lo stadio Paolo Mazza, lo stadio Giacomo Matteotti, il palasport Giuseppe Bondi Arena, il Palapalestre, l'ippodromo comunale, il motovelodromo comunale, il campo sportivo scolastico comunale, il del ghiaccio PalaSilver, il Palaboschetto e la piscina di via Beethoven.